# Het Gulden Cabinet
Het Gulden Cabinet vande Edel Vry Schilder-Const (El gabinete de oro del arte liberal de la pintura) es un libro del notario flamenco y dramaturgo Cornelis de Bie publicado en Amberes en 1662. Escrito en neerlandés, contiene biografías de artistas y panegíricos con retratos grabados de algunos de los biografiados, sobre todo belgas y holandeses. El trabajo es una fuente muy importante de información sobre los artistas que describe. Se convirtió en la principal fuente de información para los historiadores de arte posteriores como Arnold Houbraken y Jacob Campo Weyerman. Fue publicado en 1662.

## Antecedentes e influencia
Het Gulden Cabinet tiene una larga tradición de biografías de artistas. Esta tradición se remonta a Plinio y fue revivida durante el Renacimiento.  En 1550, el italiano Giorgio Vasari publicó sus Vite con las biografías de artistas famosos. Karel van Mander fue el primer autor en introducir este género en la lengua holandesa con su Schilder-boeck (Libro de pintura, Alkmaar, 1604), una colección de vidas de pintores holandeses, flamencos y alemanes que Cornelis de Bie explícitamente dice seguir.
En su Het Gulden Cabinet, De Bie se presenta a sí mismo como un retórico cuyo deber es difundir la fama de los artistas. Al hacer esto, siguió una tradición existente que ya se ha visto en Dominicus Lampsonius en 1572. Algunos famosos retratistas de Alemania Baja y el pintor de Amberes y rederijker; Alexander van Fornenbergh's en 1658, Antwerpschen Proteus ofte Cyclopschen Apelles, que cantó las alabanzas del pintor Quinten Matsys.
El proyecto de Het Gulden Cabinet fue sugerido a Cornelis de Bie por Joannes Meyssen, grabador e impresor de Amberes. En 1649 Meyssen ya había publicado Imagen de varios hombres, que contenía retratos grabados de hombres famosos, entre ellos pintores, a imitación de la Iconografía de Anton van Dyck. La mayoría de los retratos de artistas de Het Gulden Cabinet se tomaron de la Imagen de varios hombres y solo unos pocos nuevos grabados fueron hechos especialmente para el trabajo de Bie.

## El trabajo
El título completo de la obra es Het gulden cabinet vande edel vry schilder const: inhoudende den lof vande vermarste schilders, architecten, beldthouwers ende plaetsnyders, van dese eeuw, que se traduce como: "El gabinete de oro del arte liberal de la pintura", contiene el elogio de los más famosos pintores, arquitectos, escultores y grabadores de este siglo. A pesar de su título, el libro también se ocupa de los artistas del siglo XVI. El trabajo fue dedicado al coleccionista de arte de Amberes Antoon van Leyen que había proporcionado parte de la información para el libro y también ayudó a financiar la publicación. Otras personas que proporcionaron información sobre los artistas contemporáneos incluyen al padre de Bie, Erasmus Quellinus II, Luigi Primo y el hijo de Hendrick ter Brugghen Richard.
El libro tiene tres partes. La primera trata de artistas que habían muerto antes del tiempo de Bie y depende en gran medida de Schilder-boeck de Van Mander. La segunda parte trata de artistas que viven en el momento de De Bie y se basa principalmente en la investigación original de Bie y en los comentarios agregados a los grabados tomados de Imagen de varios hombres de Meyssens. La tercera parte trata de artistas que habían sido omitidos en las dos primeras partes y también incluye grabadores, escultores, arquitectos y pintores. Un tratado general sobre el arte de la pintura se teje en toda la obra.
El libro está escrito parcialmente en verso, algunos de ellos en latín, y es como resultado bastante difícil de leer hoy. También hay algunas secciones en prosa. Se trata de más de 500 páginas y contiene grabados de más de 50 pintores derivados principalmente de los trabajos anteriores de Meyssen. Aunque The Gulden Cabinet nunca obtuvo el nivel de popularidad de Schilder-boeck de Van Mander, es una importante fuente de información sobre los artistas flamencos del siglo XVII. La contribución más importante de De Bie fue proporcionar una base teórica para sus apreciaciones: conforme a ellas y a la teoría de la jerarquía de los géneros, eran menos valorados los pintores de bodegones y pintura de género, pero también los retratistas y paisajistas.
Het Gulden Cabinet está incluido en la Biblioteca básica de la Biblioteca Digital de Literatura Holandesa, que contiene 1000 obras de la literatura neerlandesa desde la Edad Media hasta la actualidad, que se consideran por sus compiladores ser de particular importancia para la literatura de lengua neerlandesa.

## Segunda edición
De Bie parece haber planeado una segunda edición de la obra, pero nunca fue publicada. El manuscrito de De Bie se conserva en la Biblioteca Real de Bélgica. El manuscrito está fechado 1672. En él de Bie mencionaba su intención de publicar una segunda edición. No está clara la razón por la que no se llevó a cabo. Podría haberse debido al hecho de que el editor y promotor de la primera edición de enero, Joannes Meyssen, habían muerto en 1670 y hubo dificultades para encontrar otro editor.

## Fiabilidad histórica
Al igual que Vasari y Van Mander, las biografías de De Bie se intercalan con divertidas anécdotas. Aunque tales motivos literarios pertenecen a una larga tradición retórica, muchas de estas historias fueron etiquetadas como: "históricamente poco fiables" por los historiadores líderes en el siglo XIX. Solo recientemente algunas de las historias han sido reintegradas. Puesto que el libro es a menudo la única fuente de información sobre ciertos pintores, estas historias a menudo se han repetido como hechos difíciles sobre las vidas de los pintores descritos. Por ejemplo, Cornelis de Bie postula determinados aprendizajes, que ahora se consideran improbables porque el alumno pintó en un género completamente diferente a el del maestro. La declaración de De Bie que Philips Wouwerman entrenado con Frans Hals se consideró inverosímil por los historiadores posteriores, ya que Wouwerman pintó paisajes con los caballos y Hals fue principalmente un pintor de retratos. Algunos estudiosos aun consideran este aprendizaje como poco probable, pero en vista del gran taller Hals no se puede excluir del todo.

## Artistas enHet Gulden Cabinet, Parte I
Los retratos son los que se incluyen como ilustraciones del libro, seguido de los artistas listados por orden de aparición en el texto. La primera ilustración es de Antoon van Leyen, a quien el libro está dedicado.

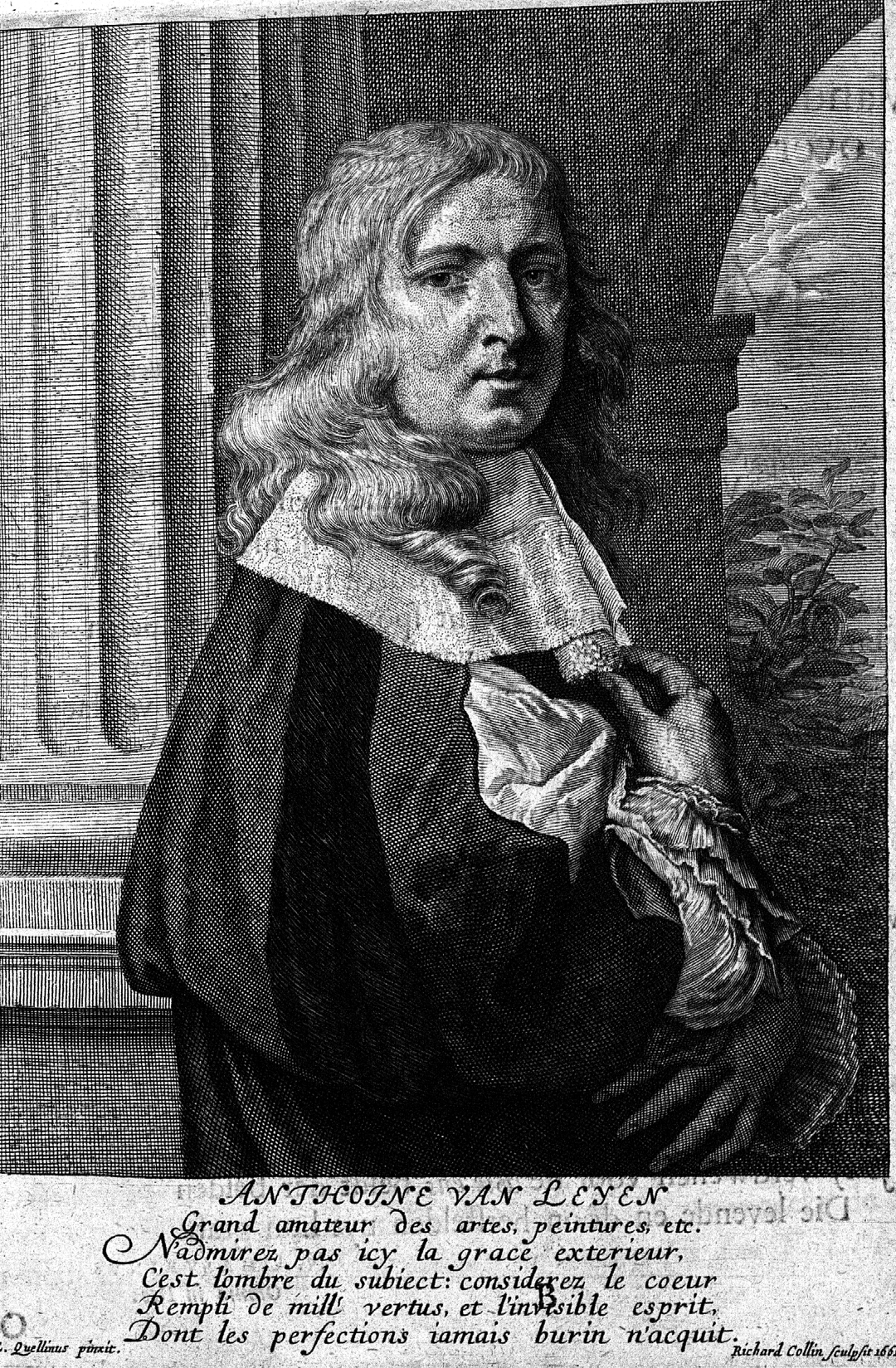
Anthoine van Leyen, página 9
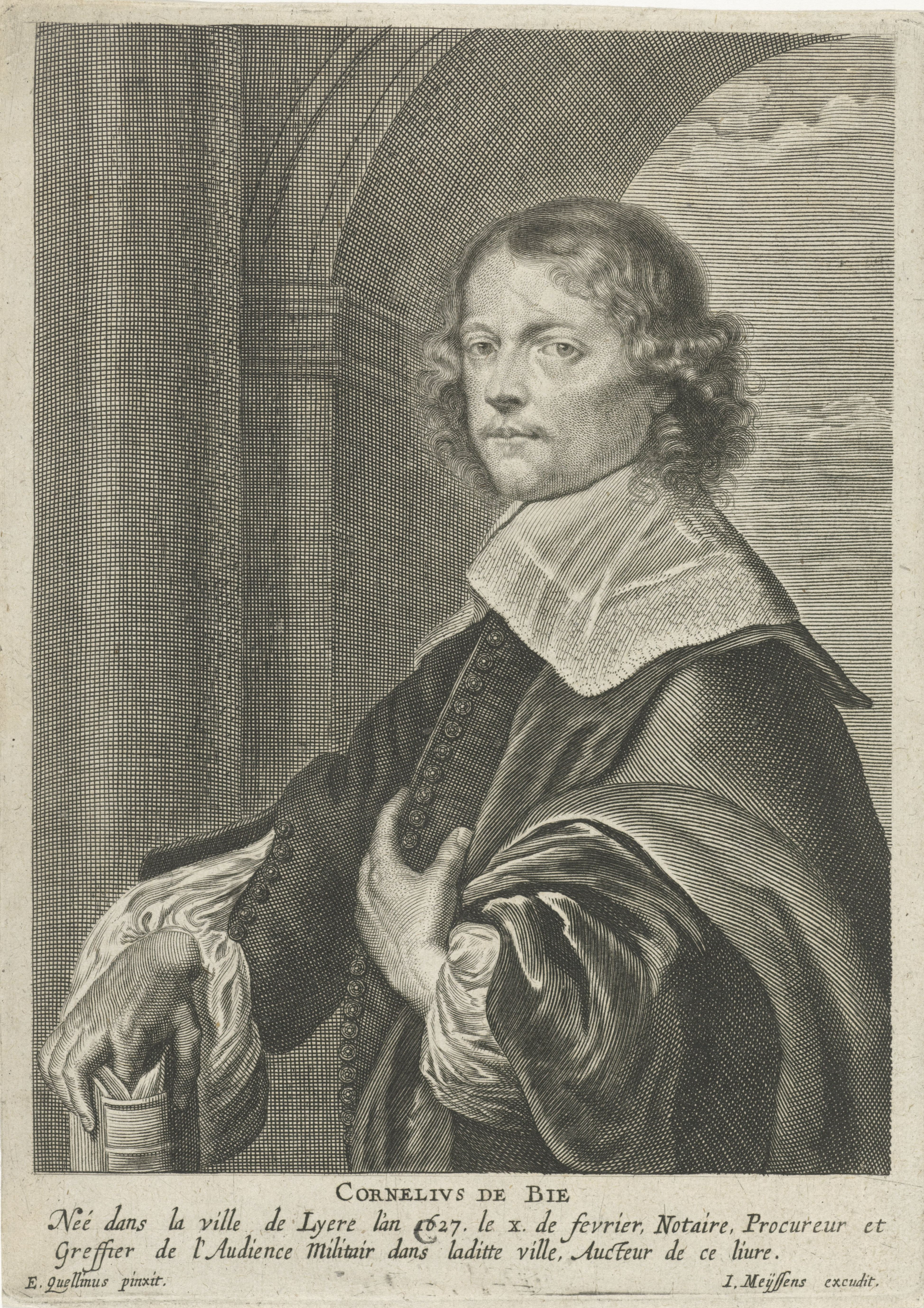
Cornelis de Bie, página 17
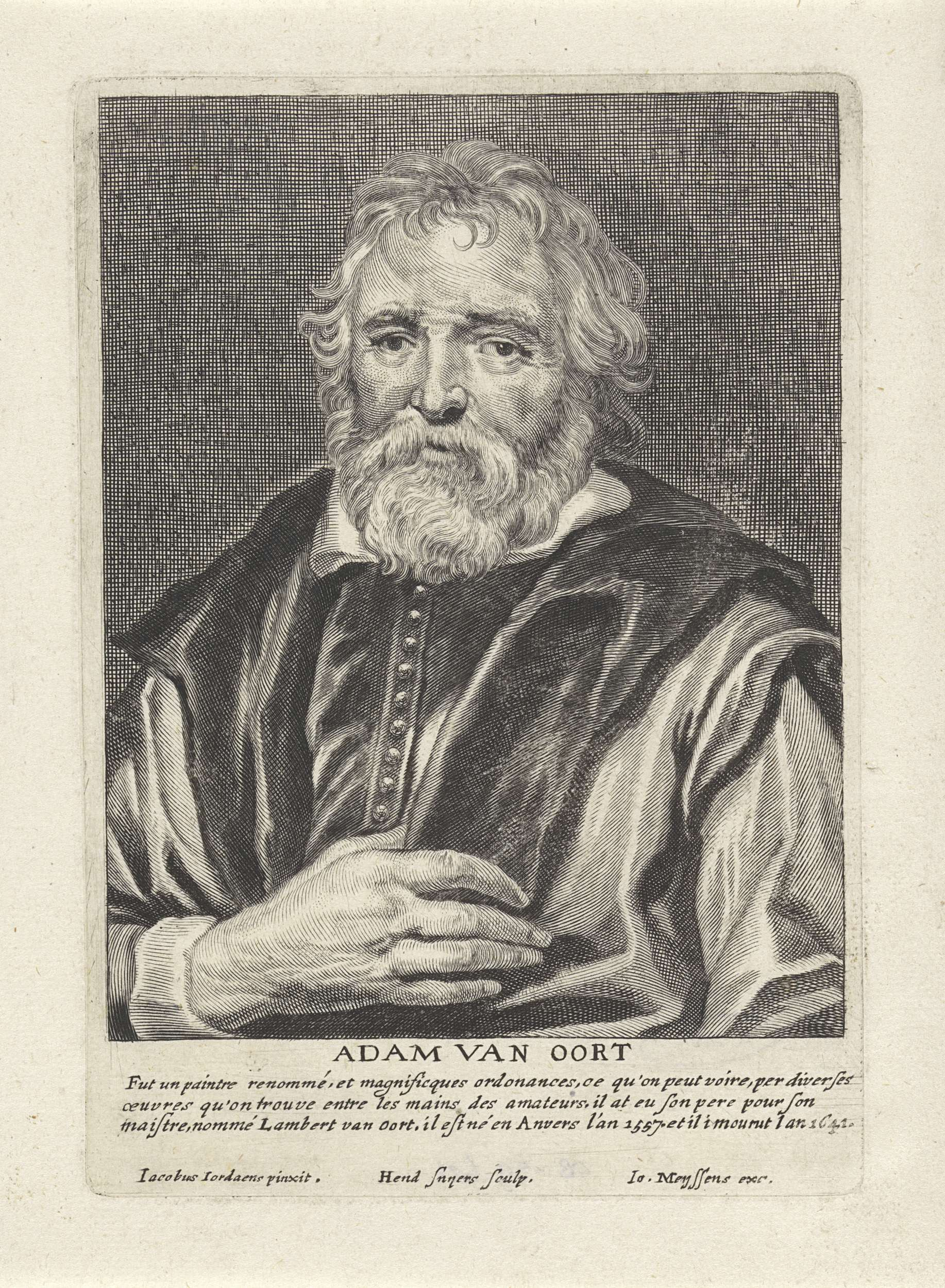
Adam van Noort, página 37
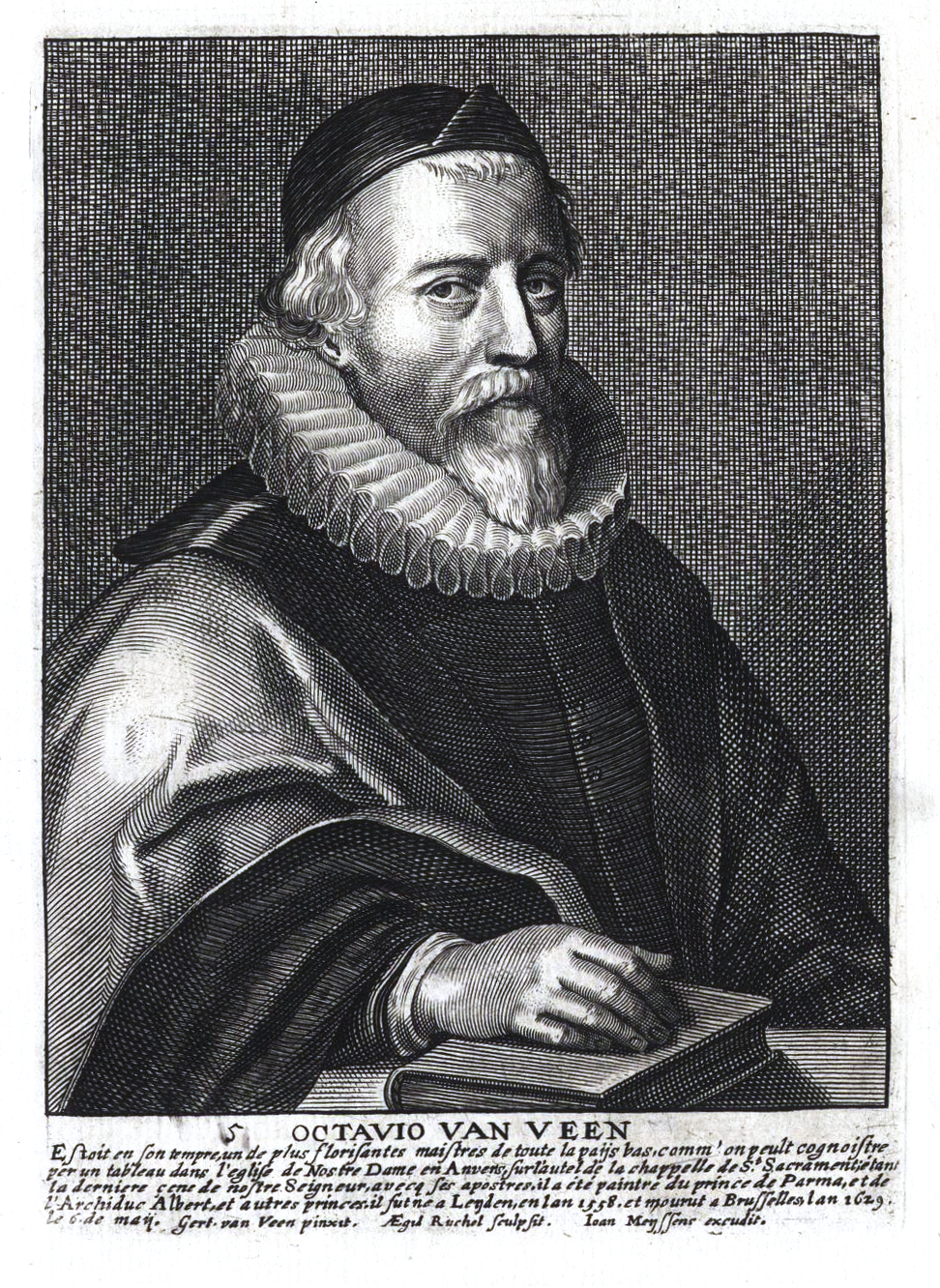
Otto van Veen, página 39
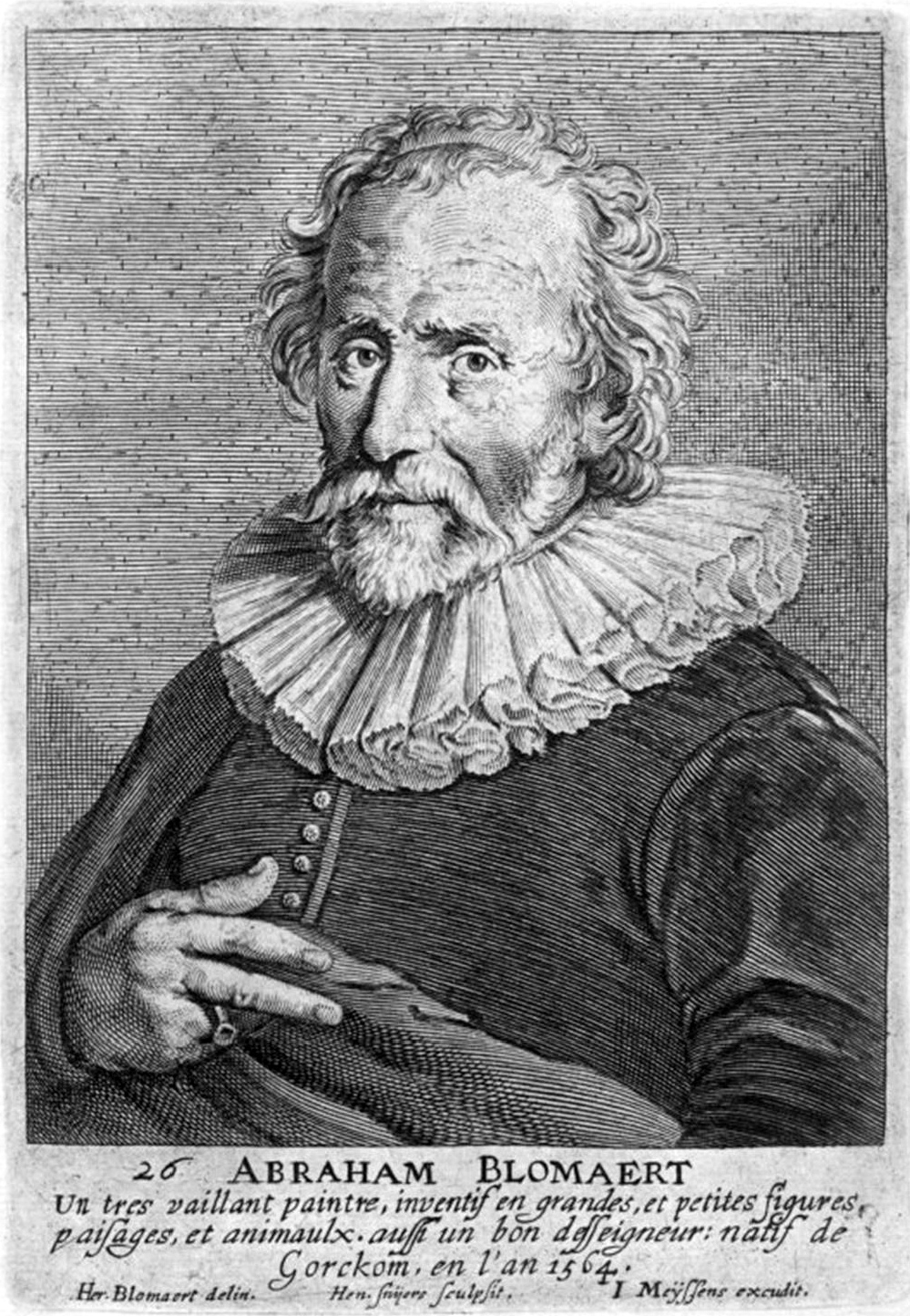
Abraham Bloemaert, página 45
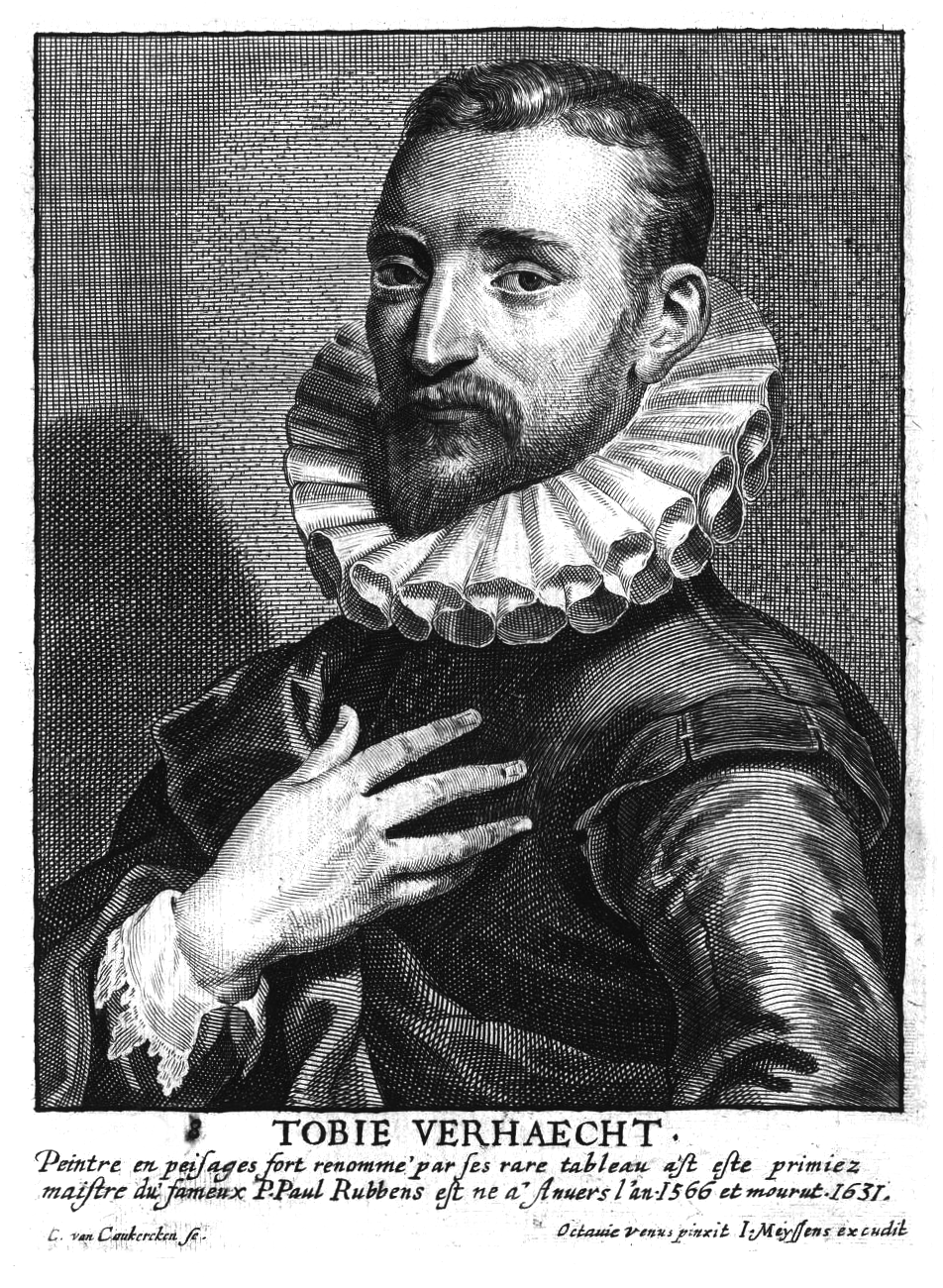
Tobias Verhaecht, página 47
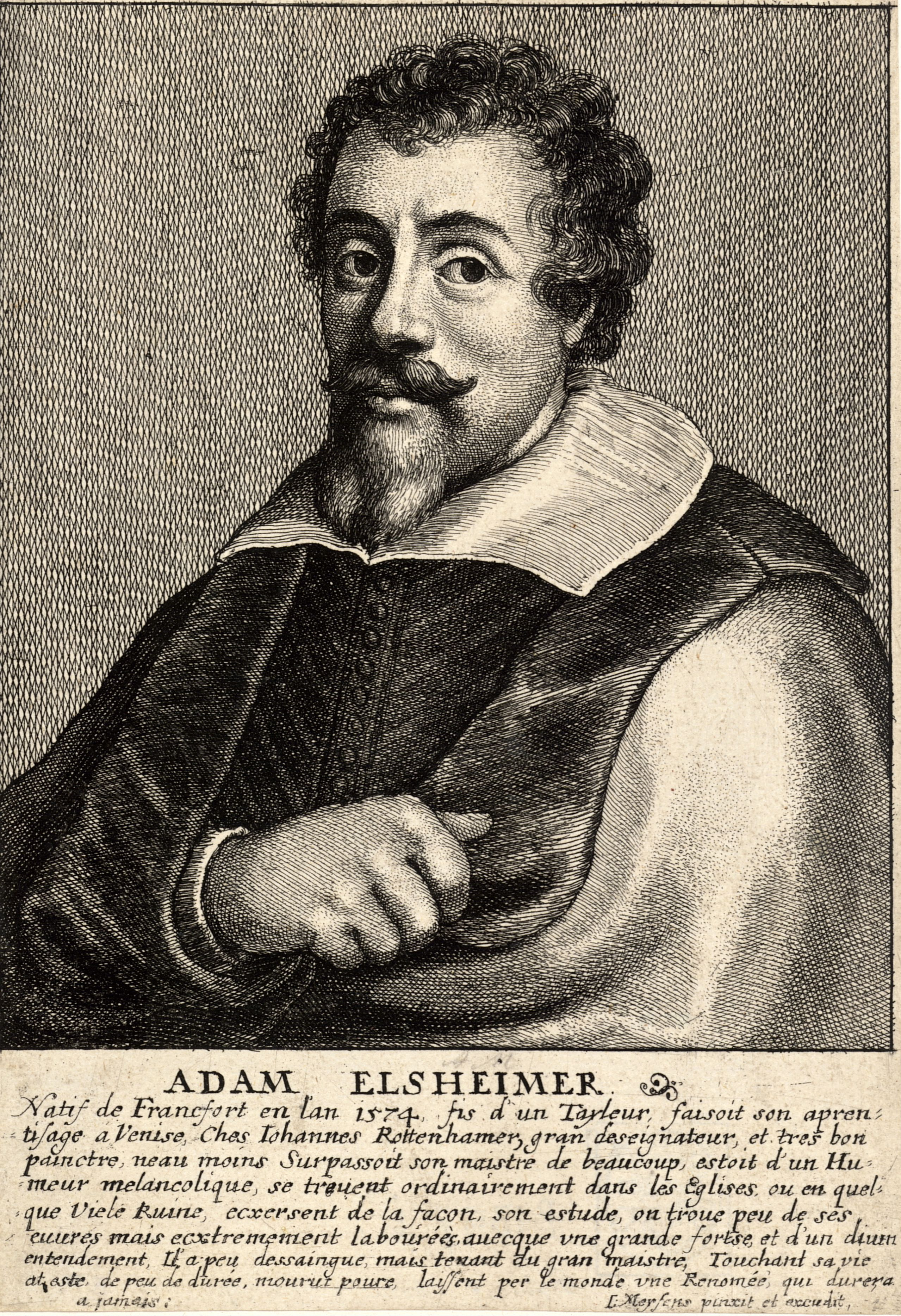
Adam Elsheimer,página 49
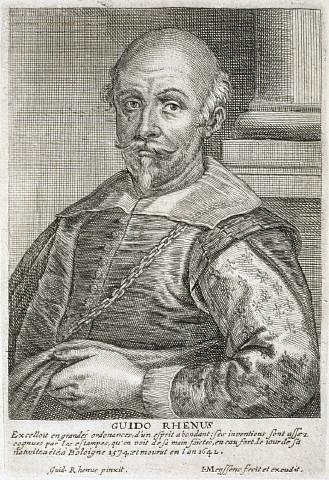
Guido Reni, página 52
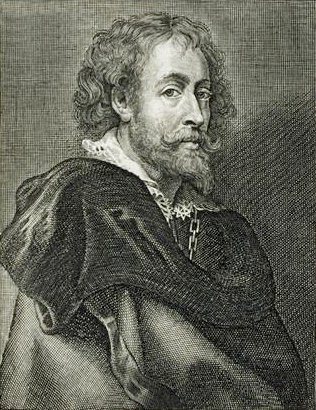
Rubens, página 57
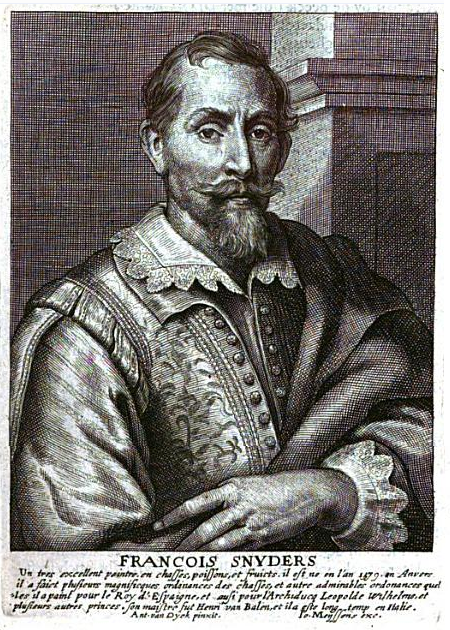
Frans Snyders, página 61
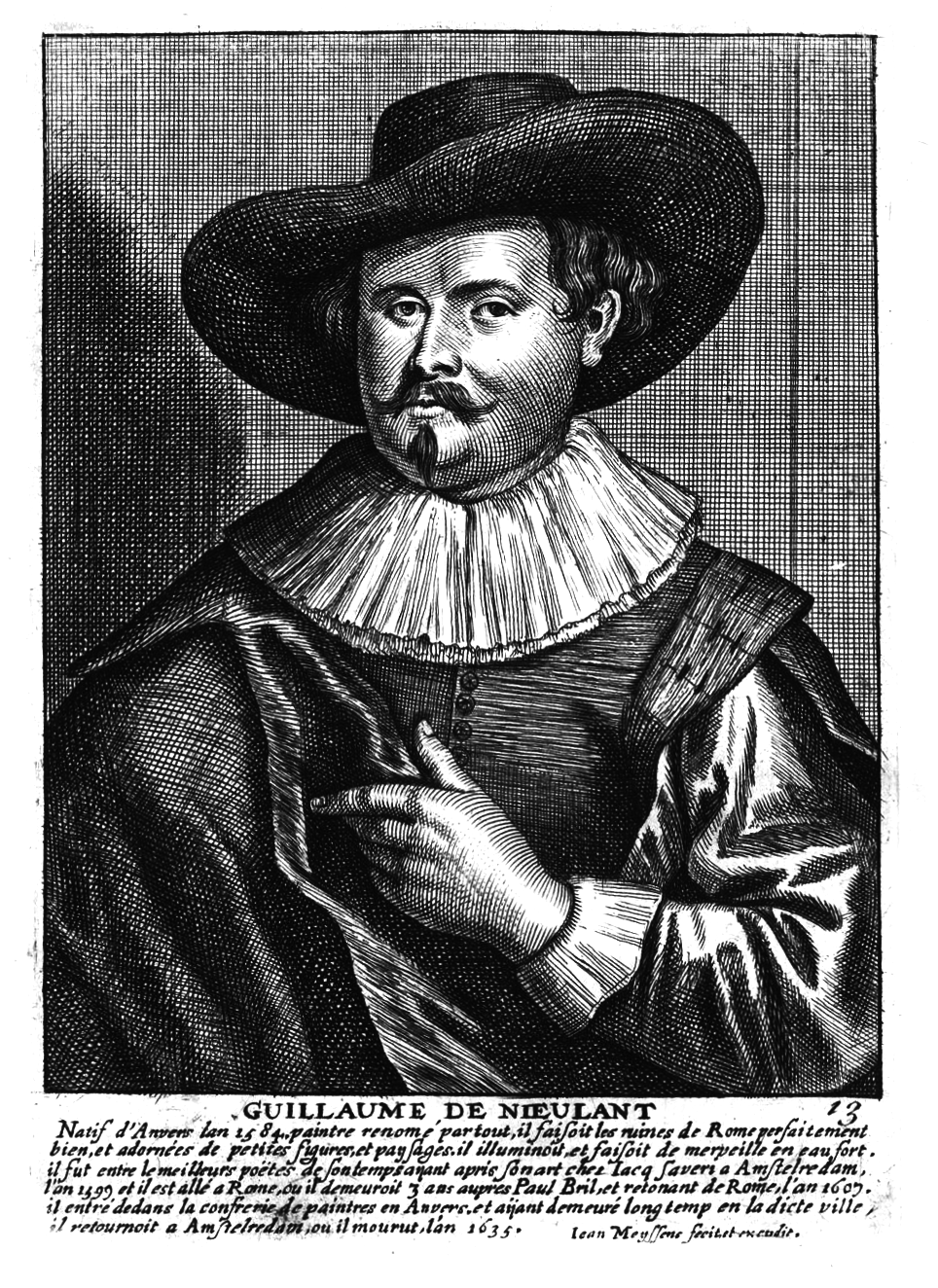
Willem van Nieulandt II, página 63
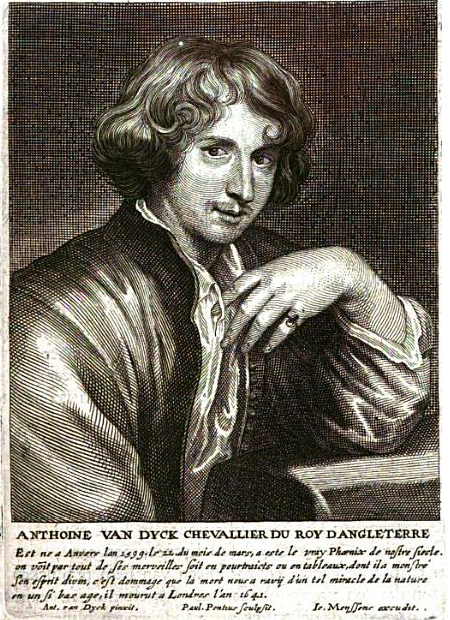
Anthony van Dyck, página 75
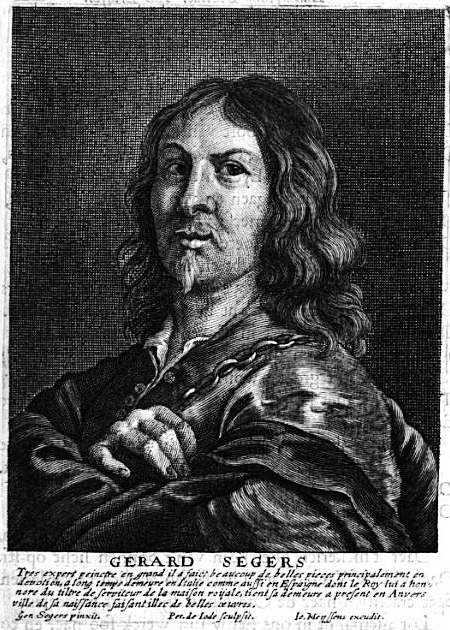
Gerard Seghers, página 97
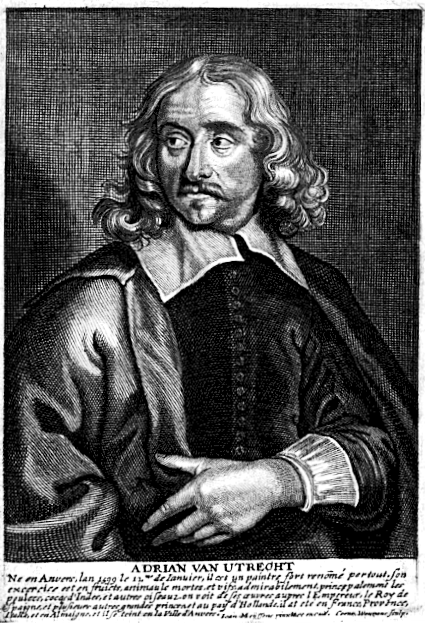
Adriaen van Utrecht, página 107
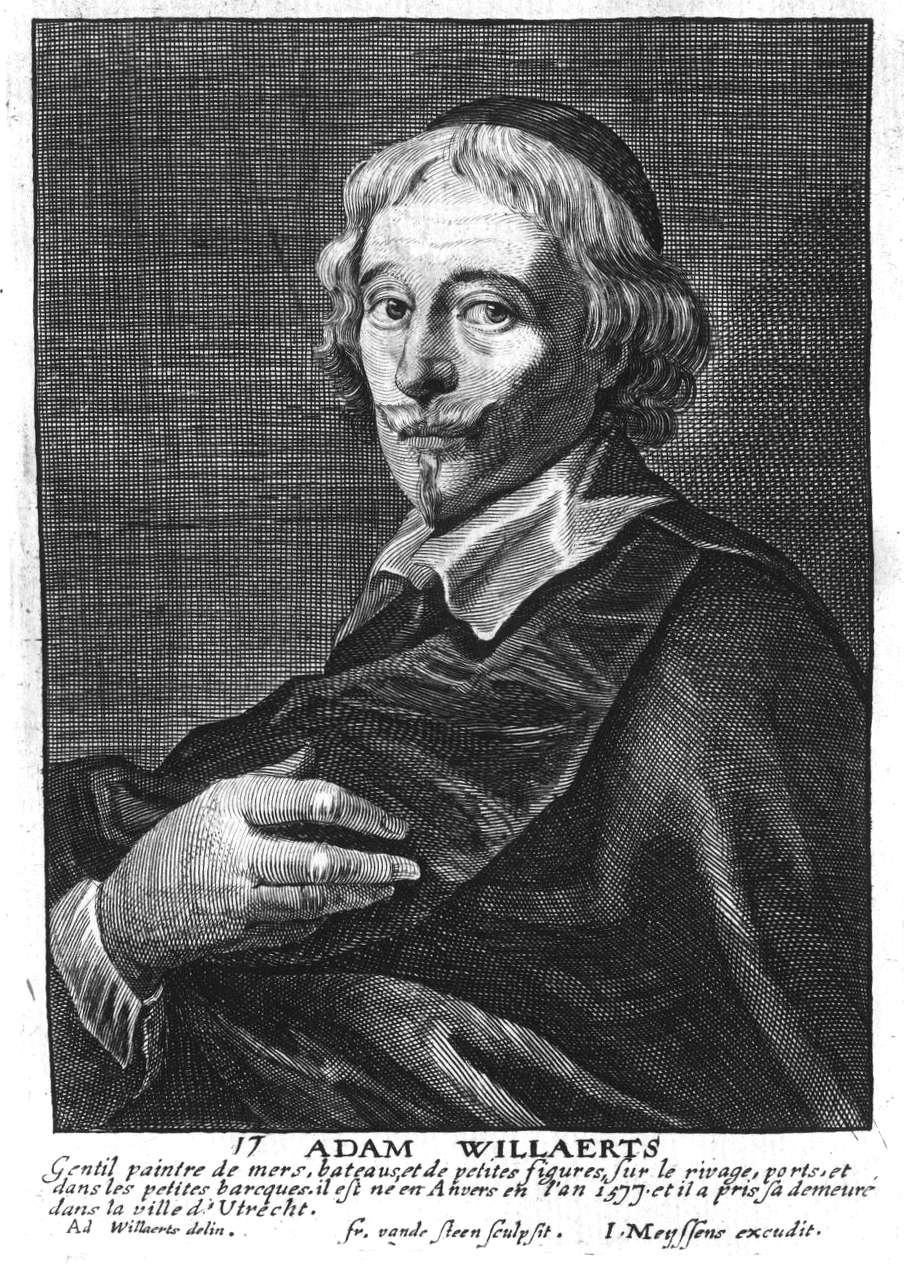
Adam Willaerts, página 111
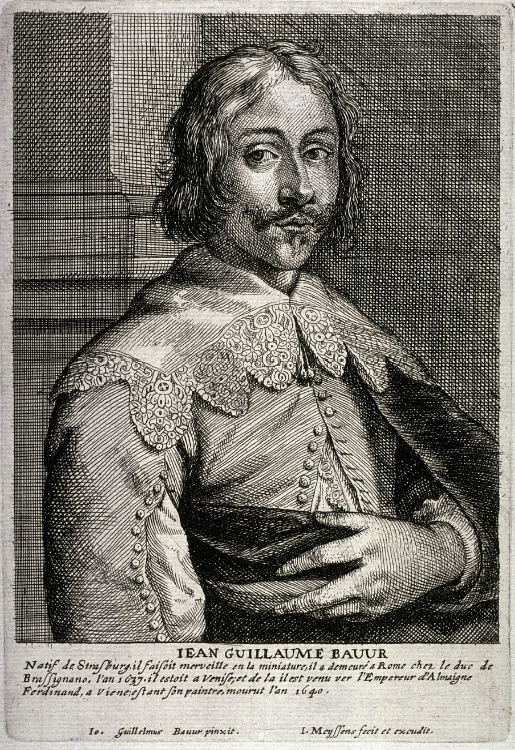
Johann Wilhelm Baur, página 113
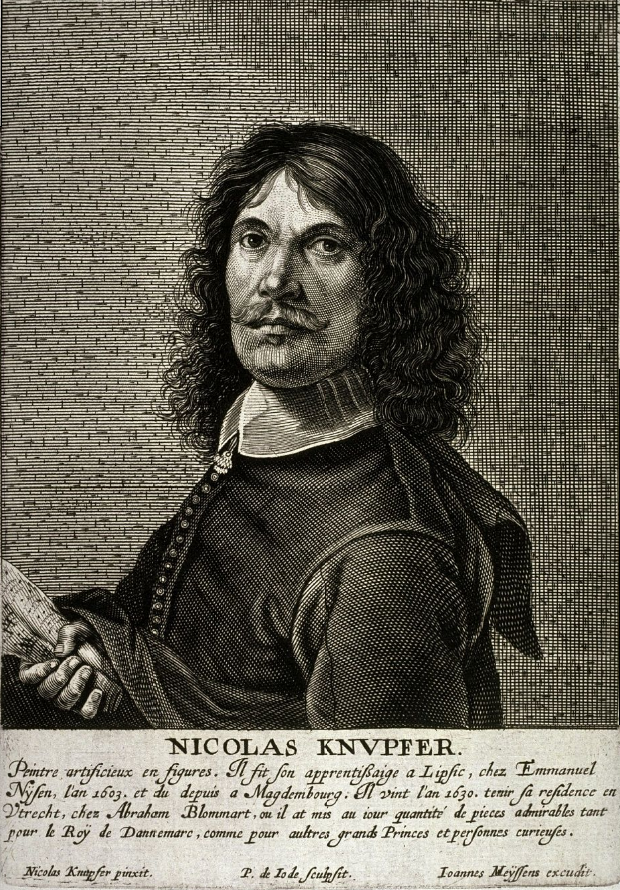
Nicolaes Knüpfer, página 115
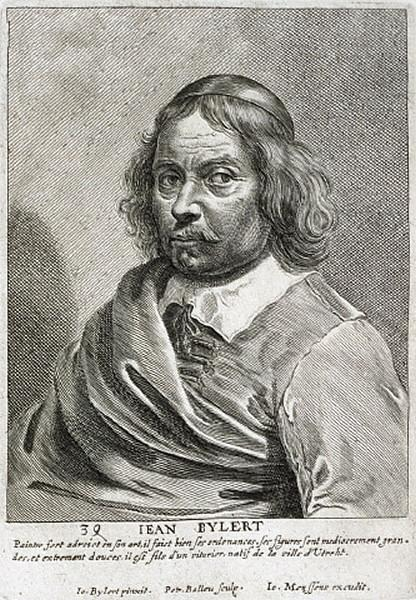
Jan van Bijlert, page 117
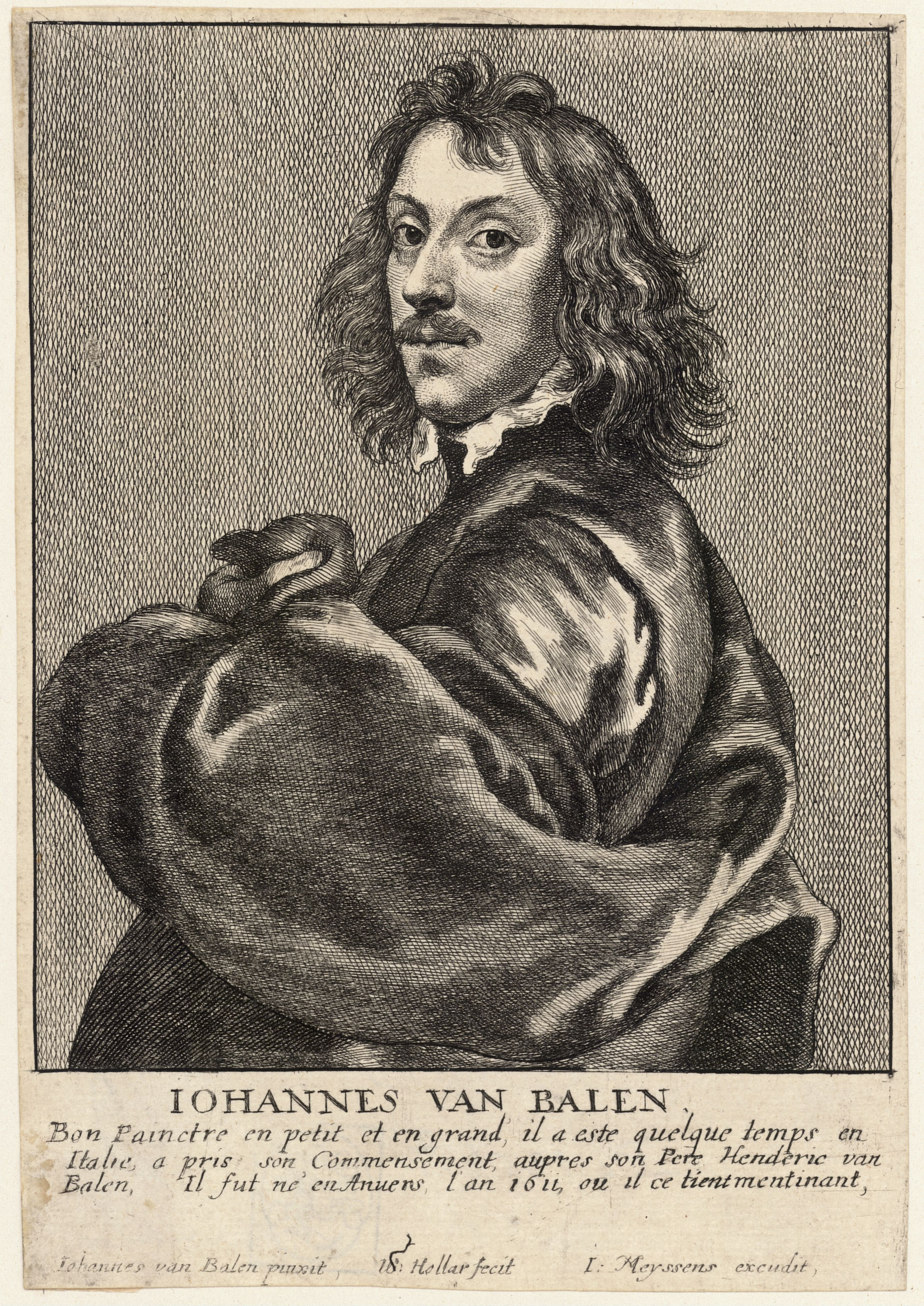
Jan van Balen, página 119
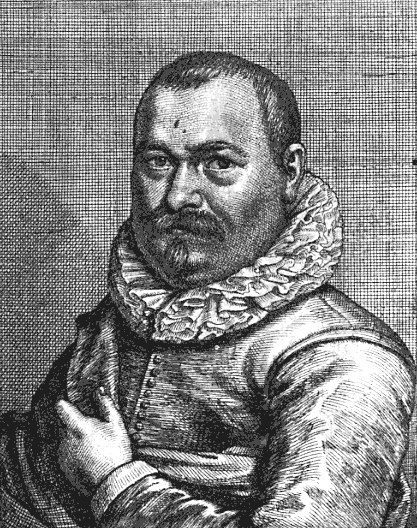
Roelant Savery, página 125
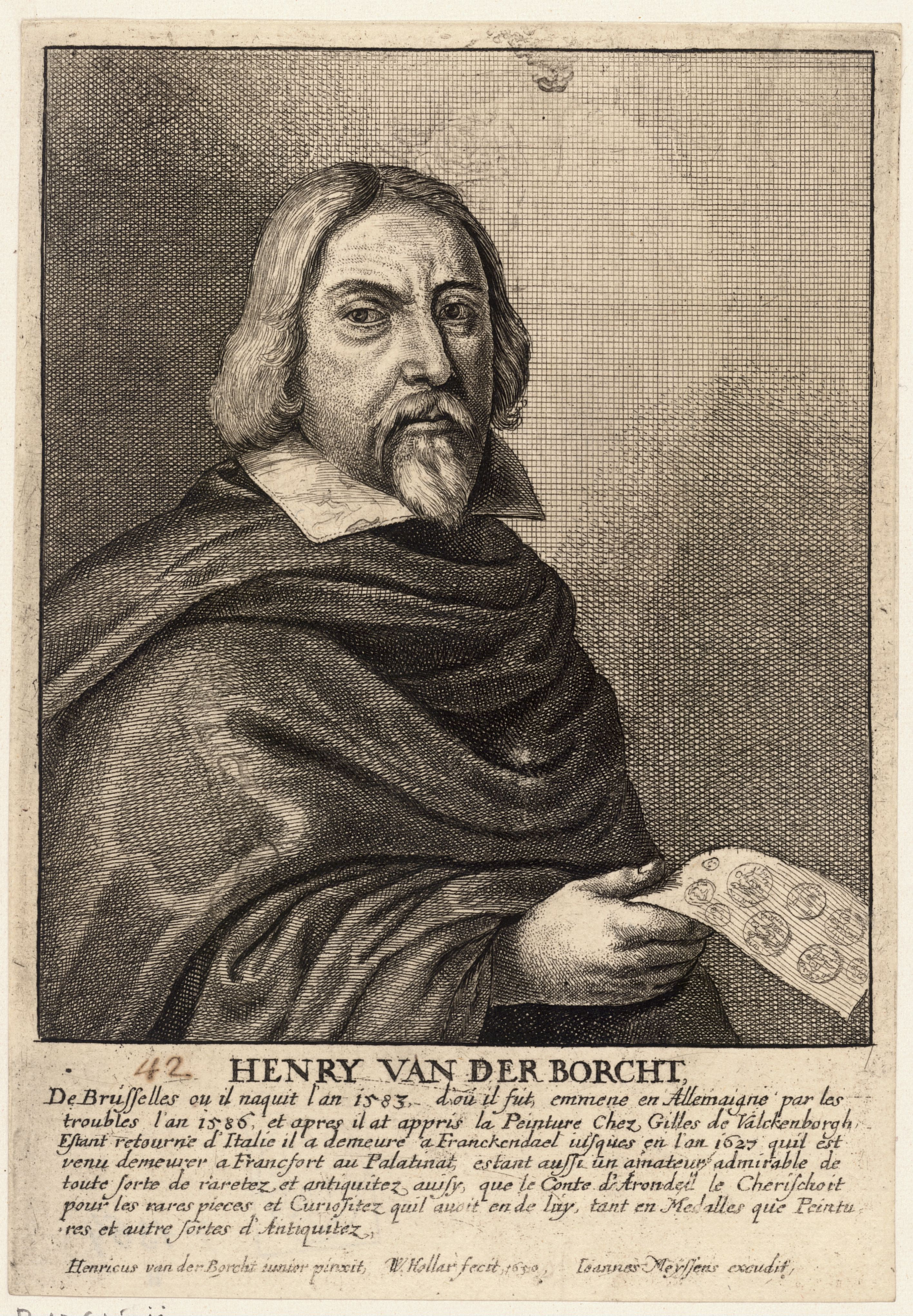
Hendrik van der Borcht el Viejo, página 127
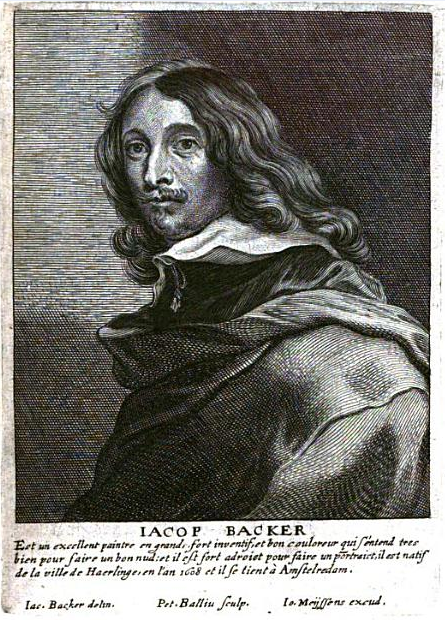
Jacob Adriaensz. Backer, página 129
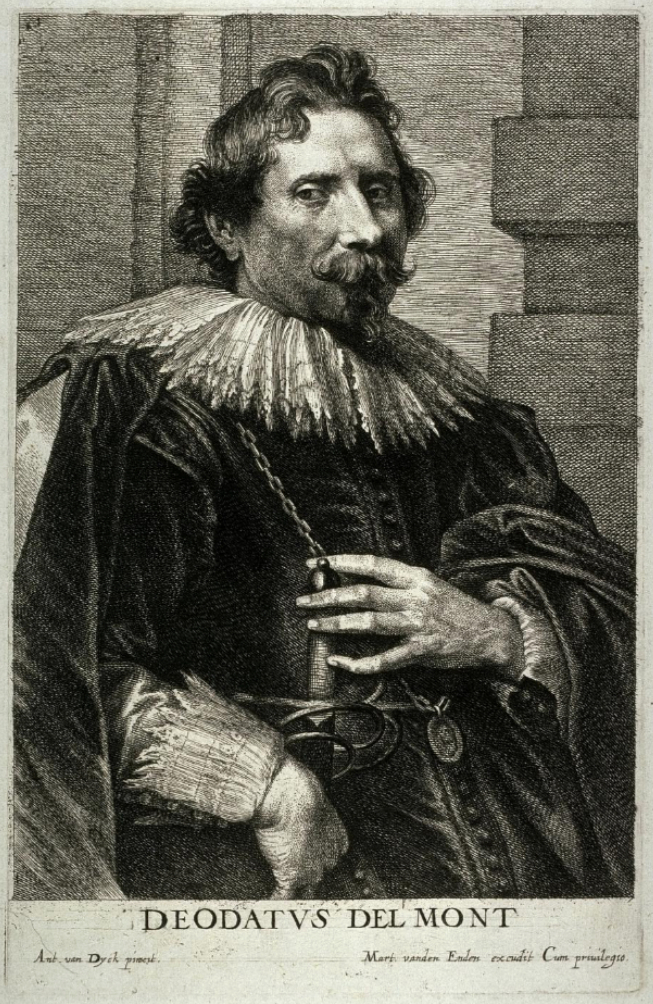
Deodat del Monte, página 133
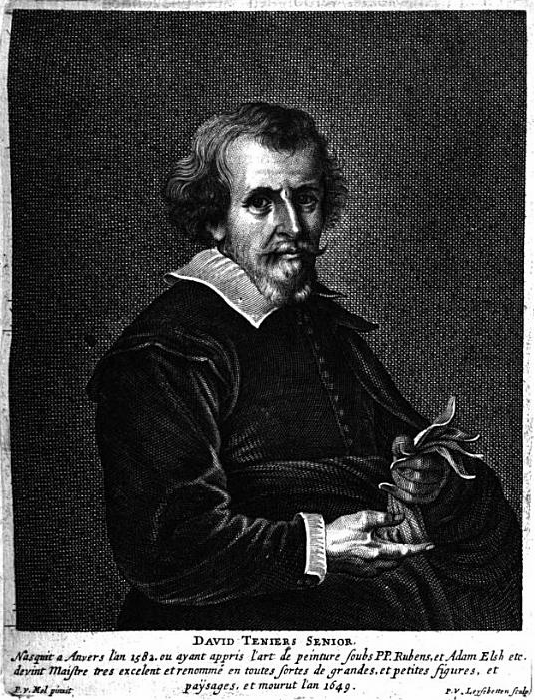
David Teniers I, página 141
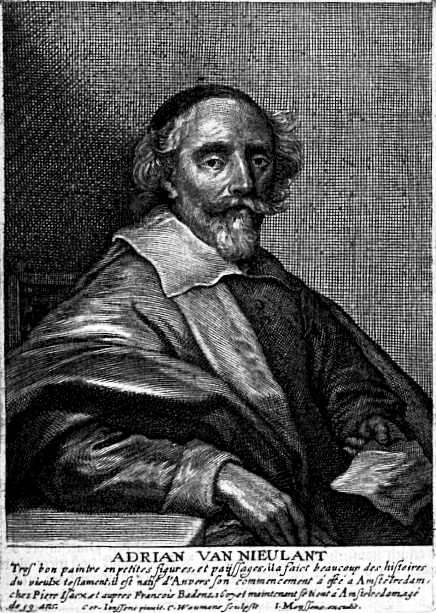
Adriaen van Nieulandt, página 147
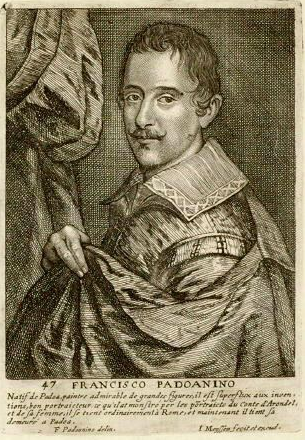
Alessandro Varotari, page 151
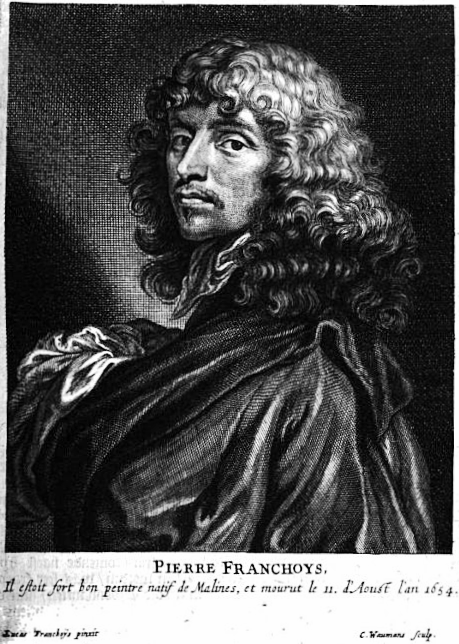
Peter Franchoys, página 153
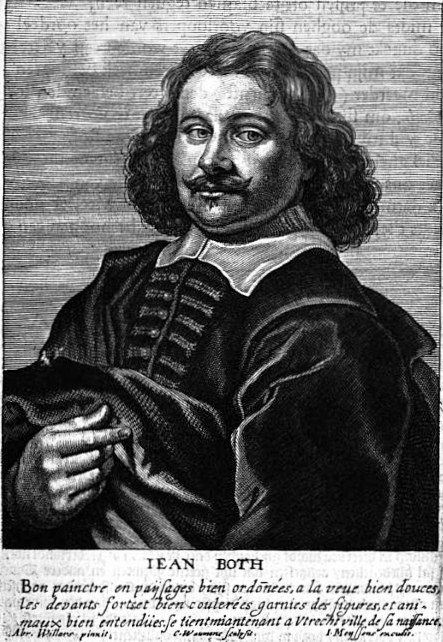
Jan Both, página 157
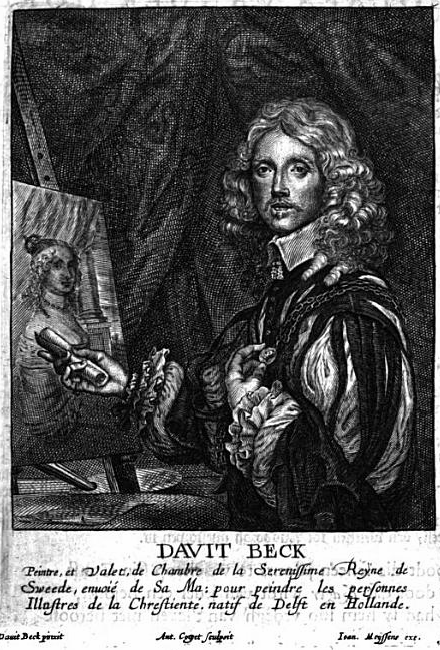
David Beck, página 161
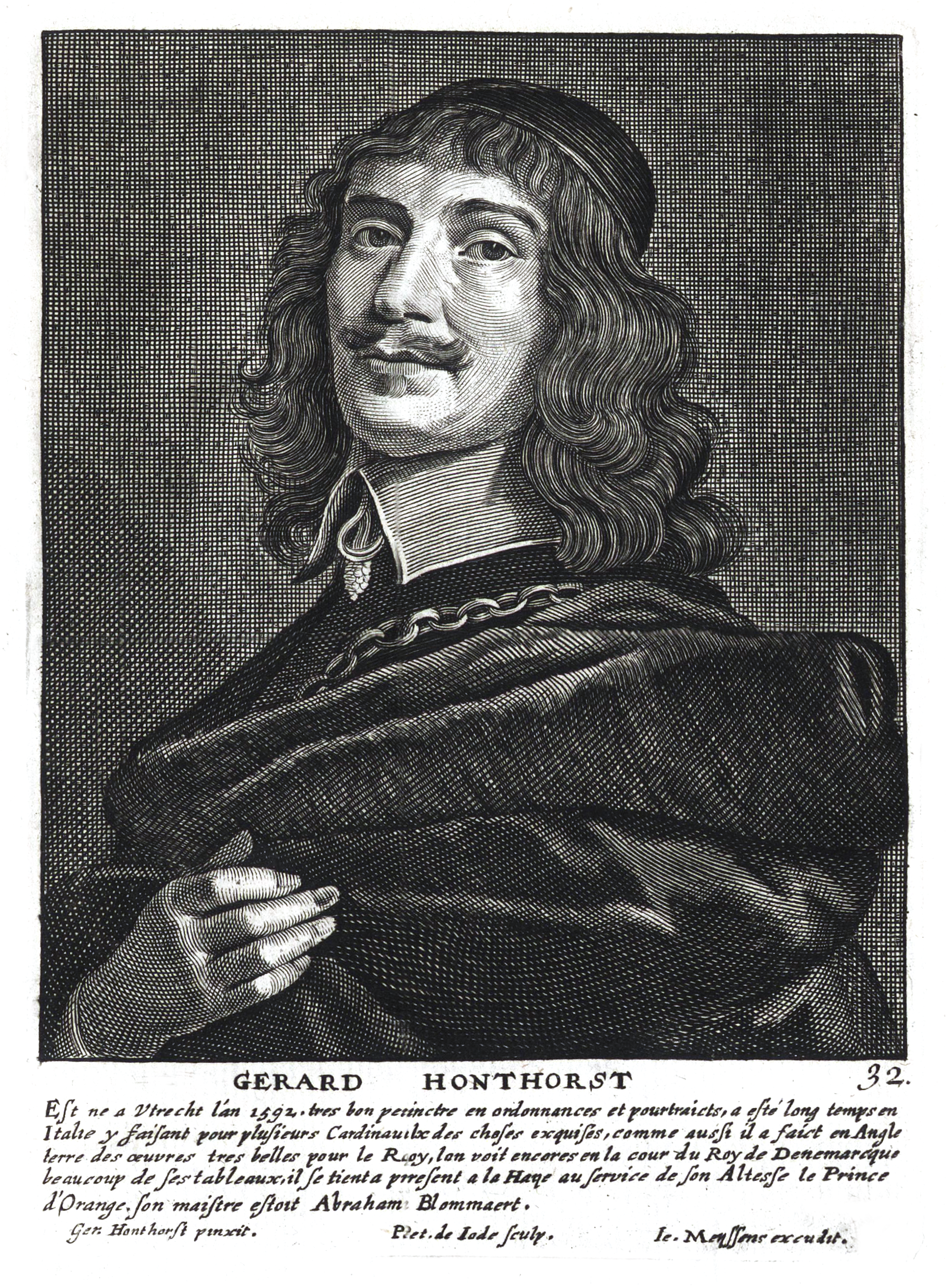
Gerard van Honthorst, página 165
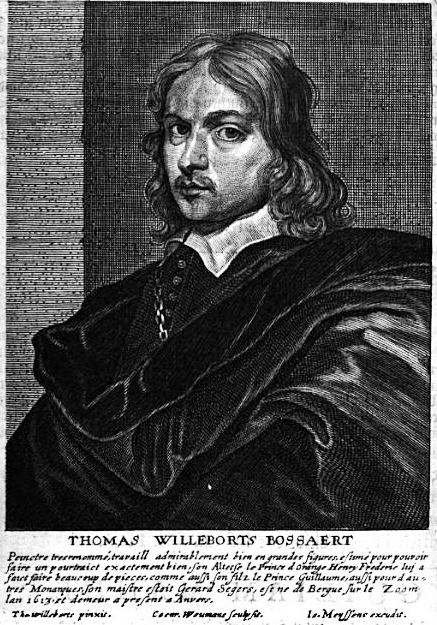
Thomas Willeboirts Bosschaert, página 167
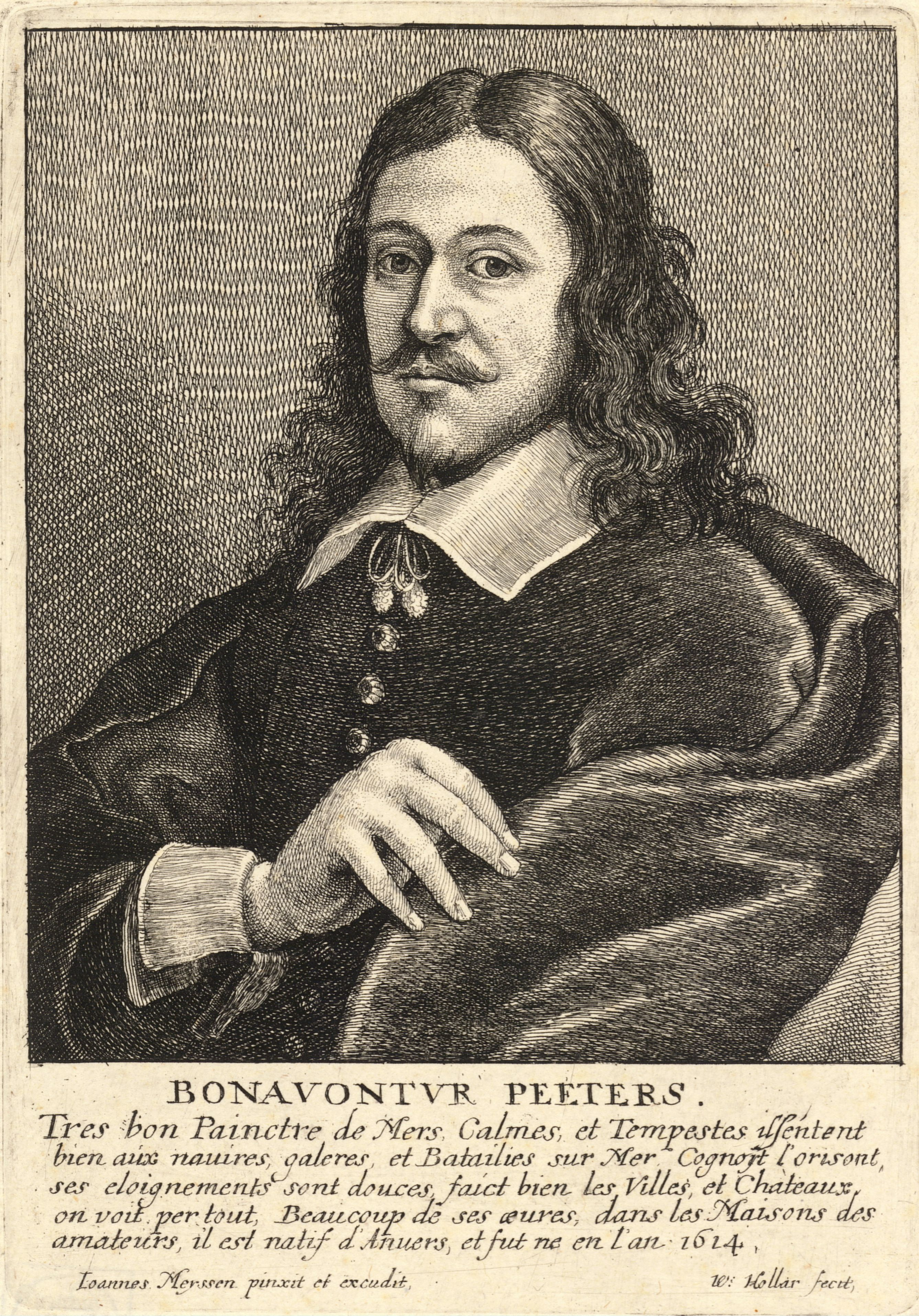
Bonaventura Peeters, página 171
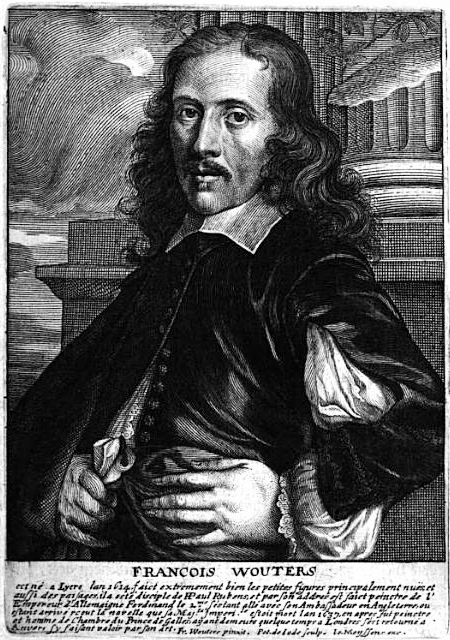
Frans Wouters, página 175

| - Adam van Noort p 37 - Otto van Veen p 39 - Abraham Bloemaert p 45 - Tobias Verhaecht p 47 - Adam Elsheimer p 49 - Guido Reni p 52 - Peter Paul Rubens p 57 - Frans Snyders p 61 - Guiliam Nieulandt p 63 - Abraham Janssens p 65 - Anthony van Dyck p 75 - Gillis Mostaert p 79 - Pieter Brueghel el Viejo p 89 - Adriaen Brouwer p 91 - Gerard Seghers p 97 - Lodewijk de Vadder p 98 - Wenzel Coebergher p 101 - Jan Antonisz van Ravesteyn p 102 - Palamedes Palamedesz p 102 - Michiel van Mierevelt p 103 - Cornelis Schut p 103 - Jan Snellinck p 104 - Cornelis de Vos p 104 - Orazio Gentileschi p 105 - Andries van Eertvelt p 105 - Adriaen van Utrecht p 106 - Willem Backereel p 108 - Gilles Backereel p 108 - Jan de Wael p 108 - Joos van Craesbeeck p 109 - Abraham Matthys p 110 - Adam Willaerts p 111 - Jean Guiliam Bouwer p 113 - Nikolaes Knüpfer p 115 - Jan van Bijlert p 117 - Jan van Balen p 119 - Roelant Savery p 125 - Jan Porcellis p 126 - Jan Wildens p 126 - Hendrik van der Borcht el Viejo p 127 - Jacob de Backer p 129 - Paulus Moreelse p 131 - Hendrick ter Brugghen p 132 | - Deodat del Monte p 133 - Peter vande Plas p 139 - Jacques Blanchard p 139 - David Teniers el Viejo p 140 - David de Haen p 142 - Vincent Malo p 143 - Franciscus Perreer p 143 - Jan van den Hoecke p 143 - Augustijn Brun p 145 - Johann Hulsman p 145 - Frederick Brentel p 145 - Jacob van der Heyden p 145 - Hesselien (Crabbeken van Amsterdam) p 145 - Peeter Meulenaer p 145 - Raphael Coxcie (hijo de Michiel) p 145 - Españoleto p 145 - Gillis Peeters p 145 - Adriaen van Nieulandt el Joven p 146 - Remigius van Rheni p 149 - Peeter van Loon p 149 - Padovanino p 150 - Lucas Franchois el Joven p 152 - Peter Franchois p 152 - Pieter Soutman p 154 - Pieter Neefs el Viejo p 155 - Dirck van Baburen p 155 - Jan Both p 156 - Pietro Testa p 158 - Christoph Jacobsz. van der Lamen p 159 - David Beck p 160 - Nicolaes vander Horst p 162 - Johann Matthias Kager p 162 - Theodoor Rombouts p 163 - Hendrick de Clerck p 163 - Anton Sallaert p 163 - Gerrit van Honthorst p 164 - Thomas Willeboirts Bosschaert p 166 - Denis van Alsloot p 168 - Jacques Focquier p 168 - Guiliam Mahue p 168 - Pieter van Laer p 169 - Bonaventura Peeters p 171 - Franciscus Wouters p 174 - Hendrick Andriessen p 176 |

## Artistas enHet Gulden Cabinet, Parte II
Los retratos grabados incluidos como ilustraciones en el libro II seguido de los artistas listados por orden de aparición en el texto. El libro II comienza en la página 181.

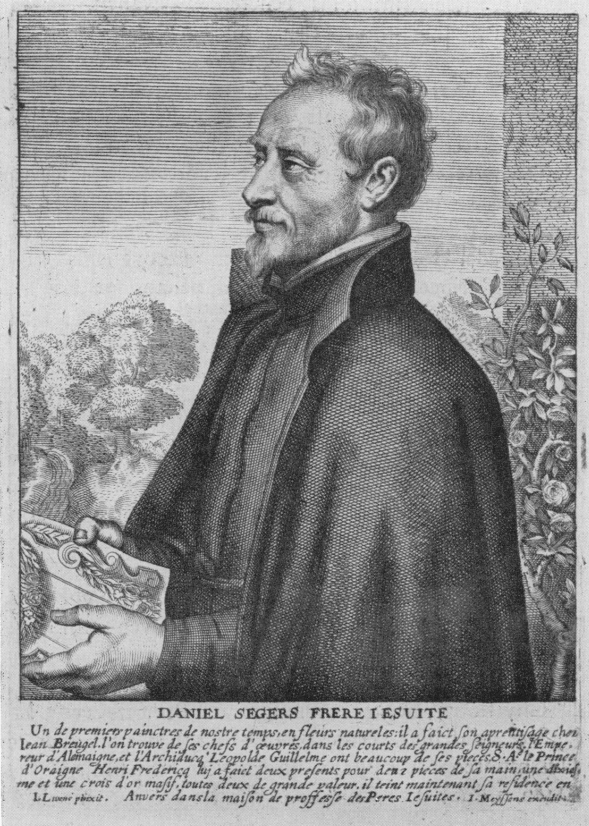
Daniel Seghers, página 213
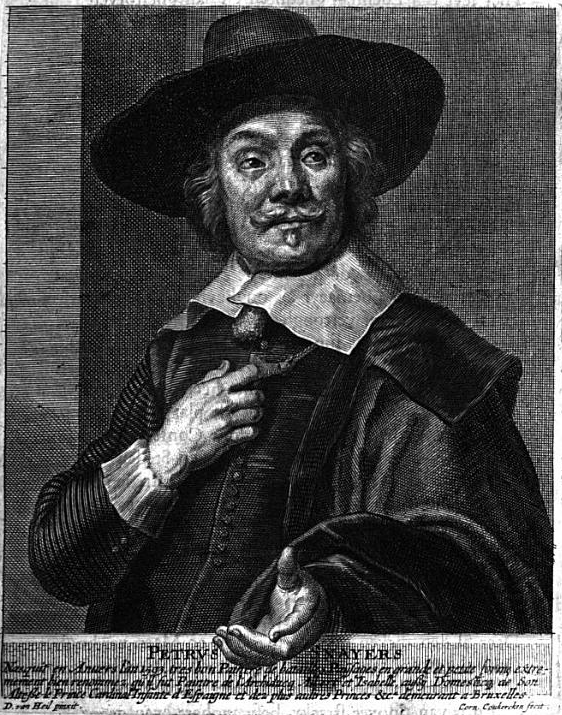
Pieter Snayers, página 221
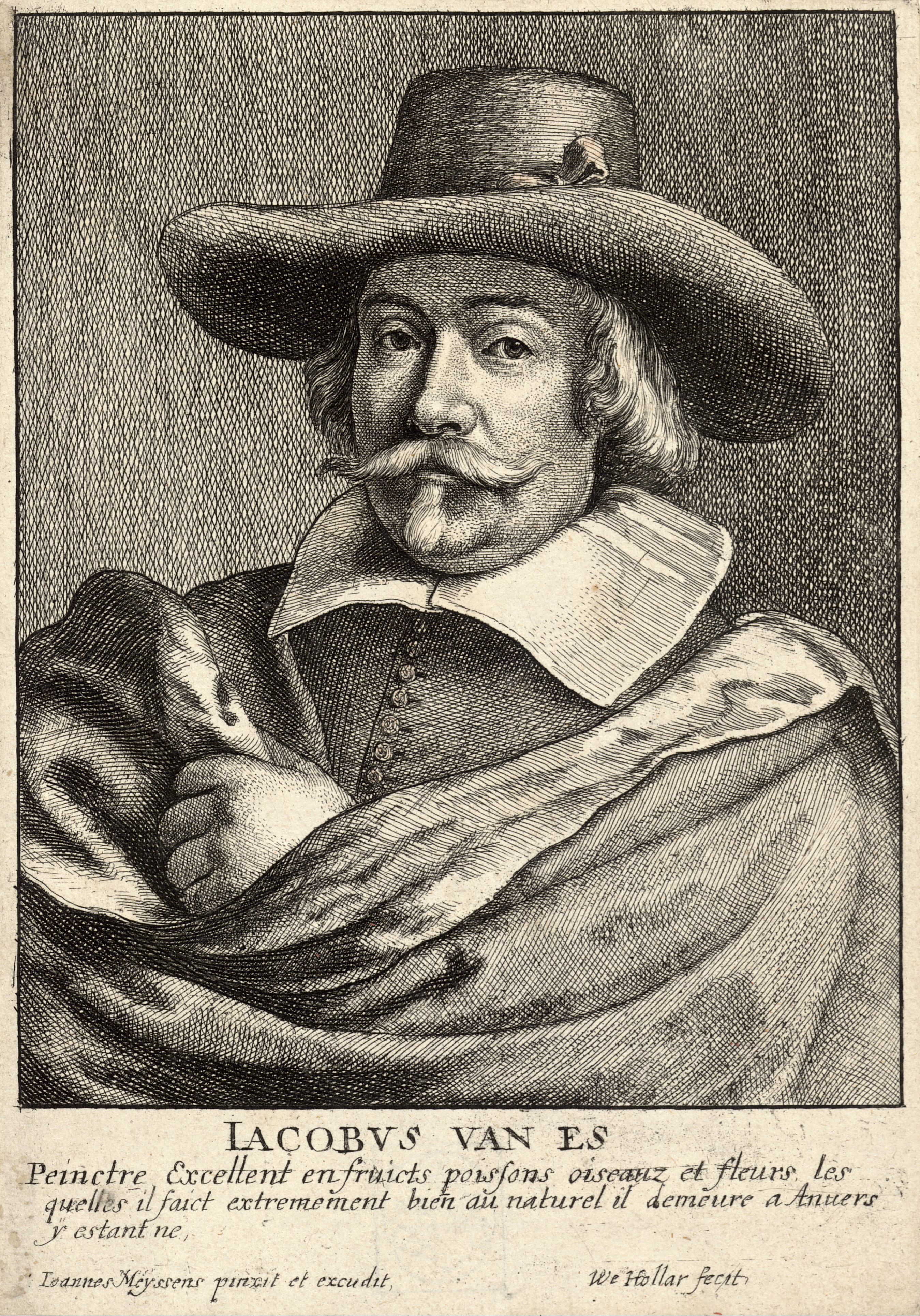
Jacob van Es, página 227
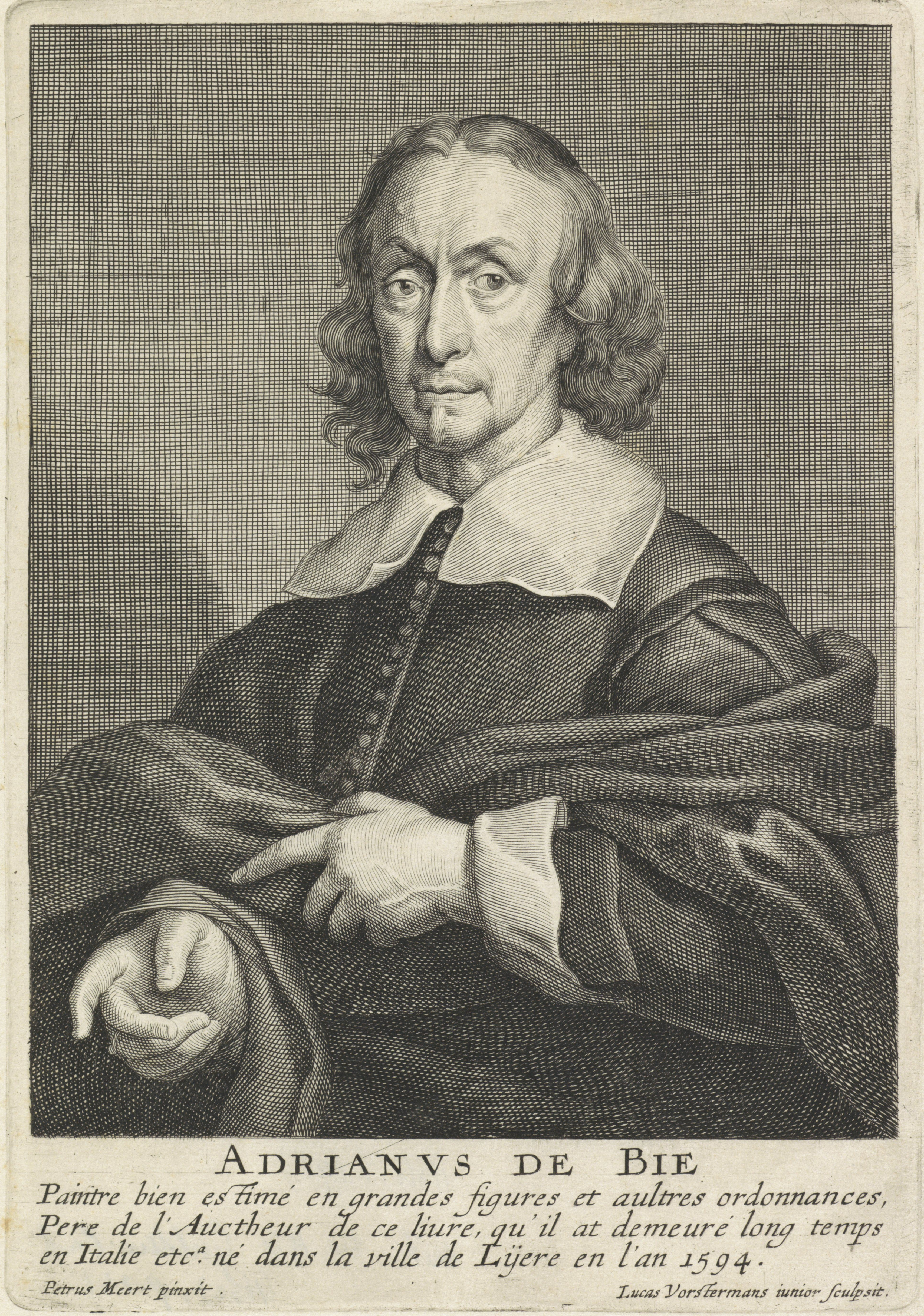
Adrian de Bie, página 231
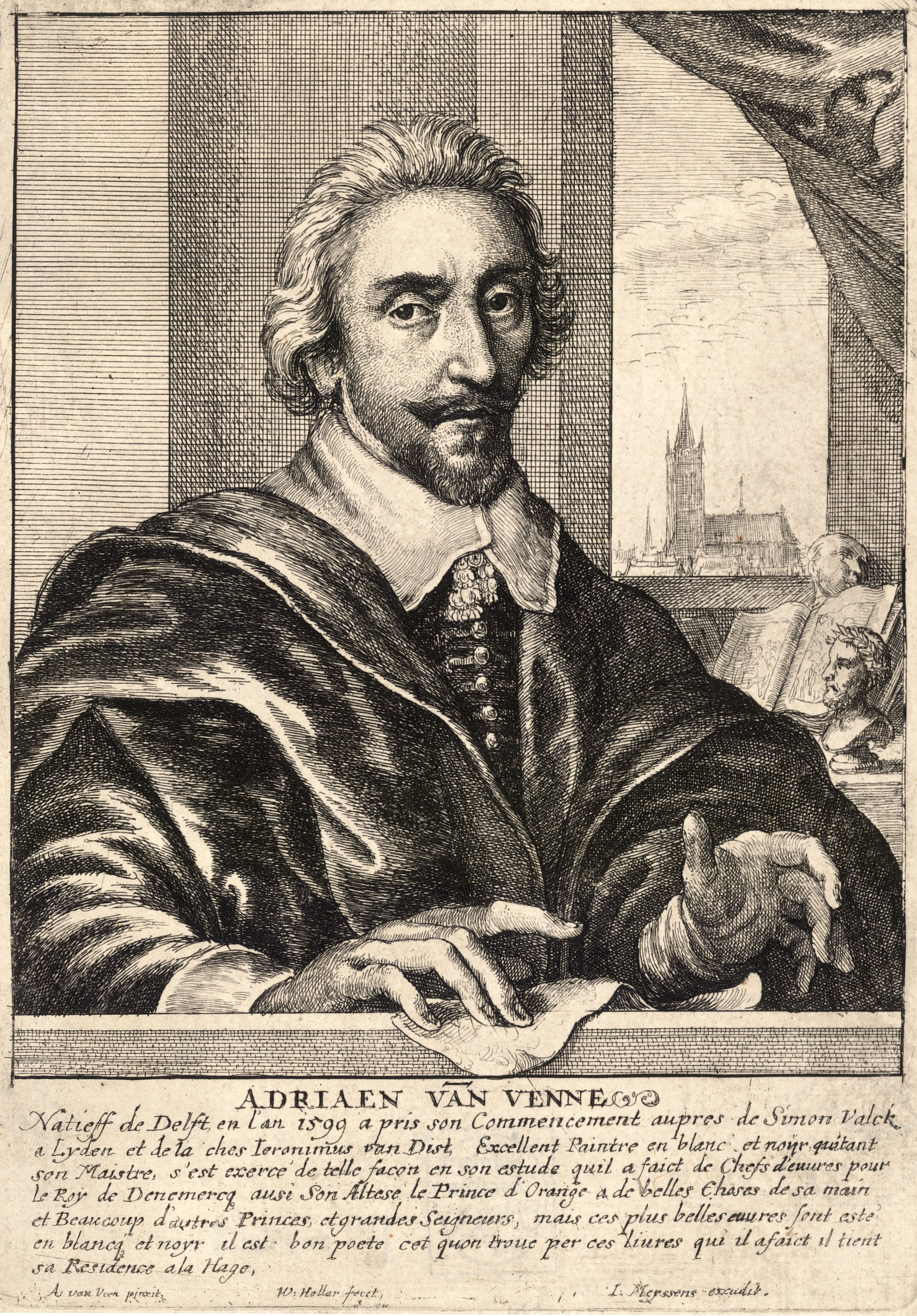
Adriaen van de Venne, página 235
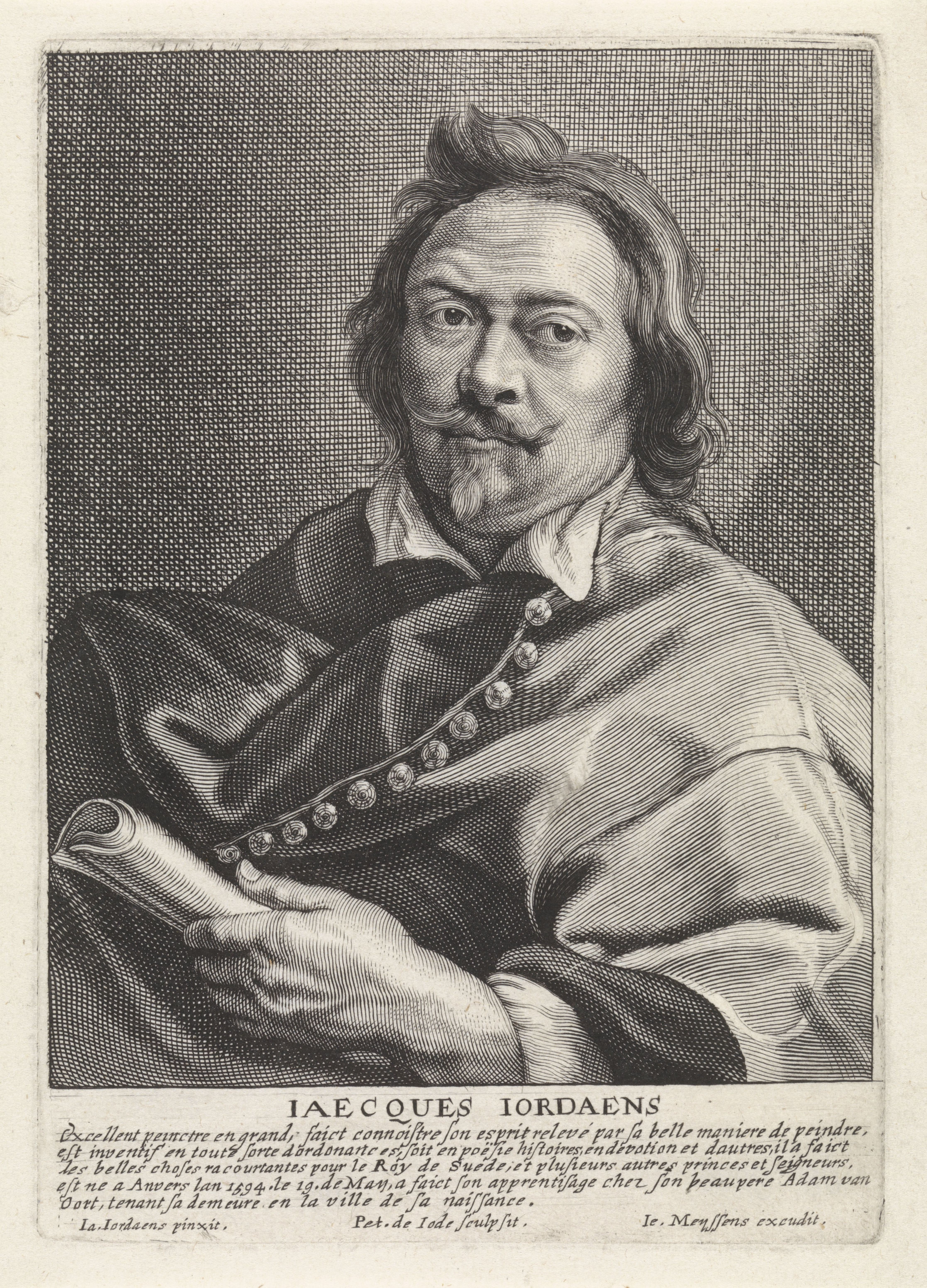
Jacob Jordaens, página 239
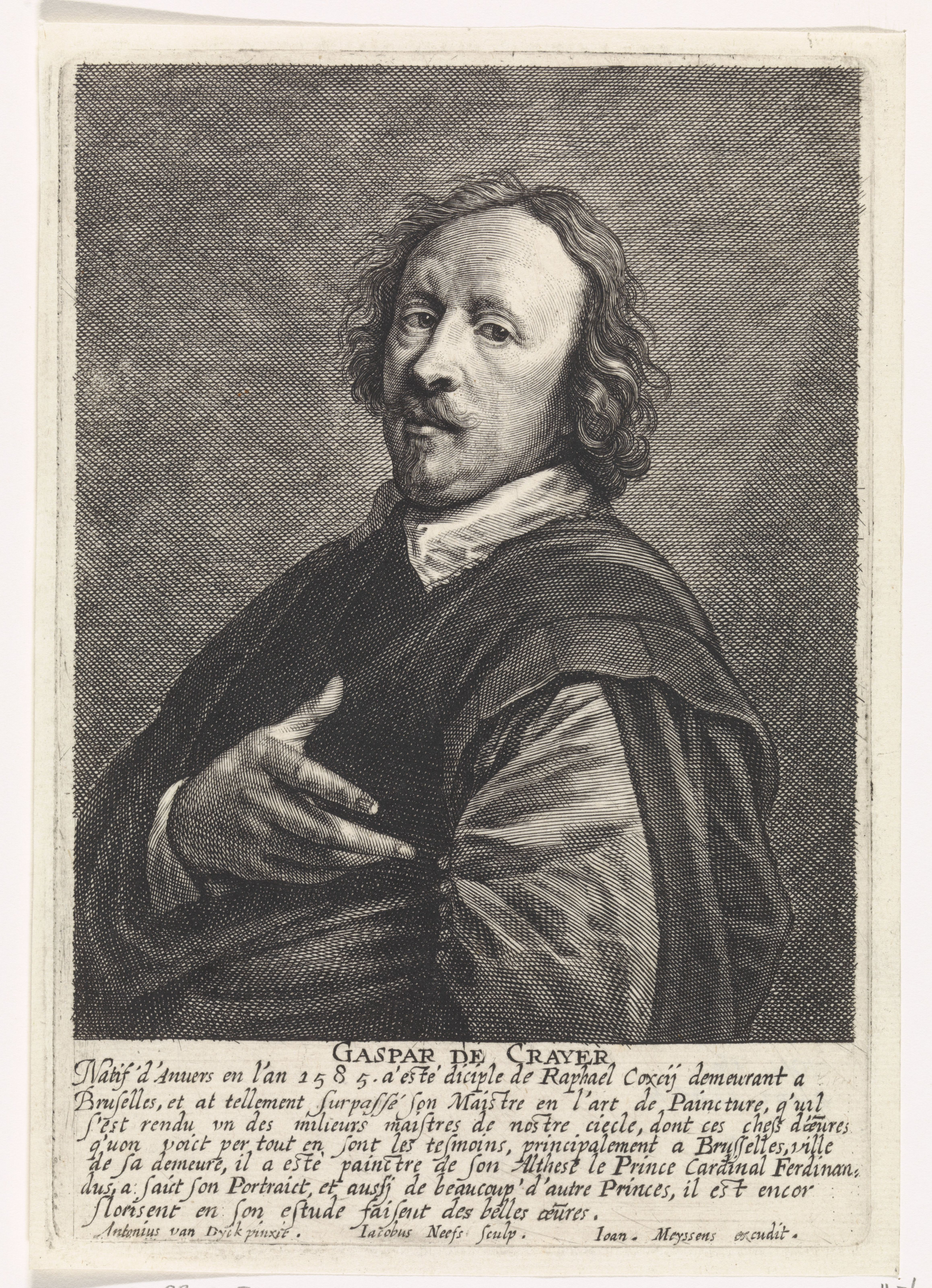
Gaspar de Crayer, página 245
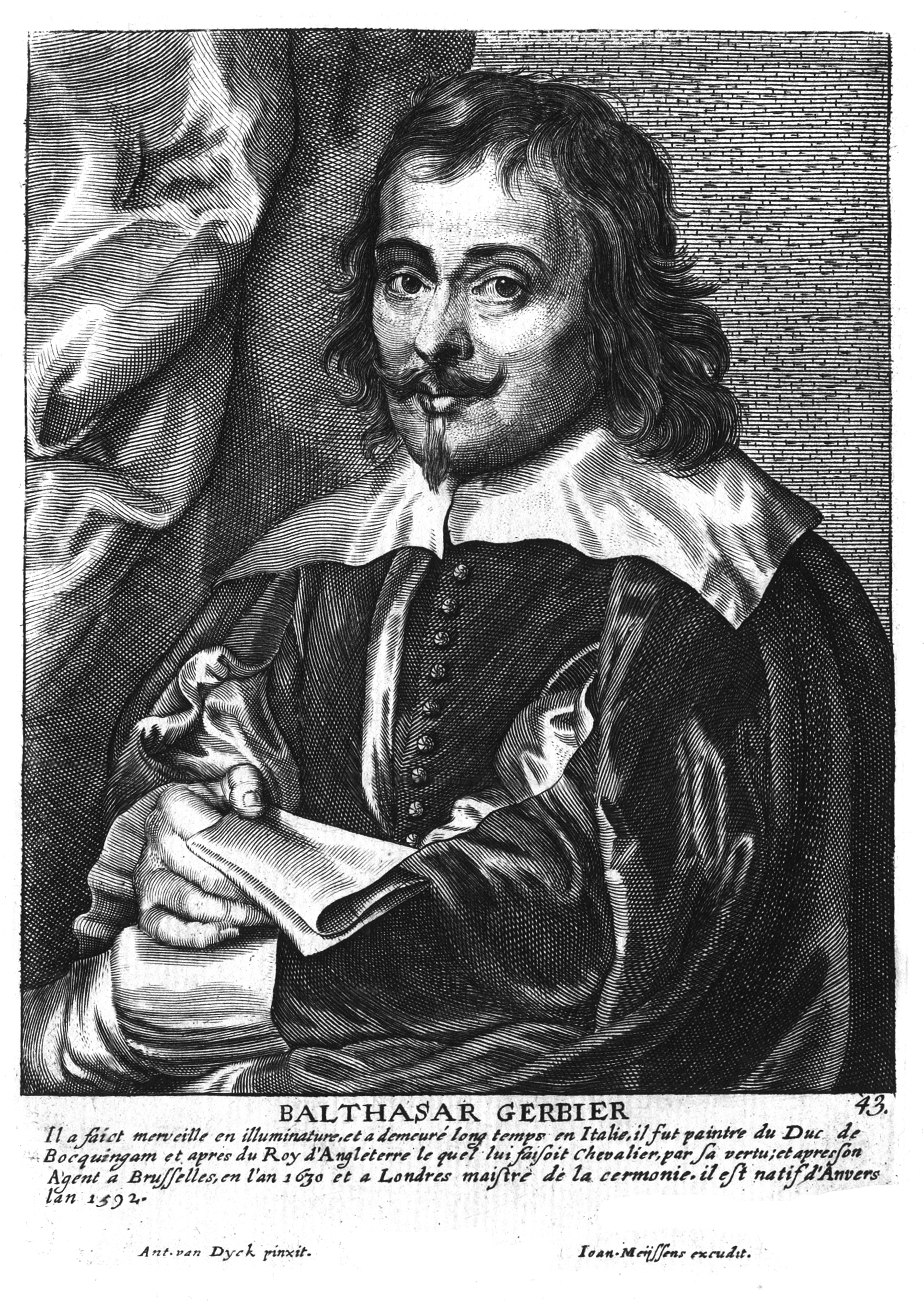
Balthasar Gerbier, página 249
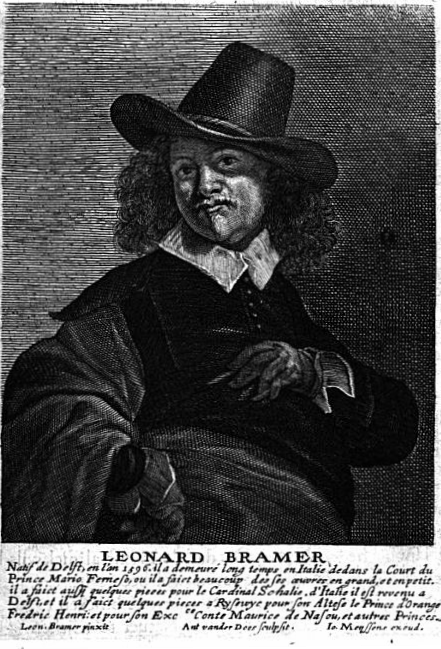
Leonaert Bramer, página 253
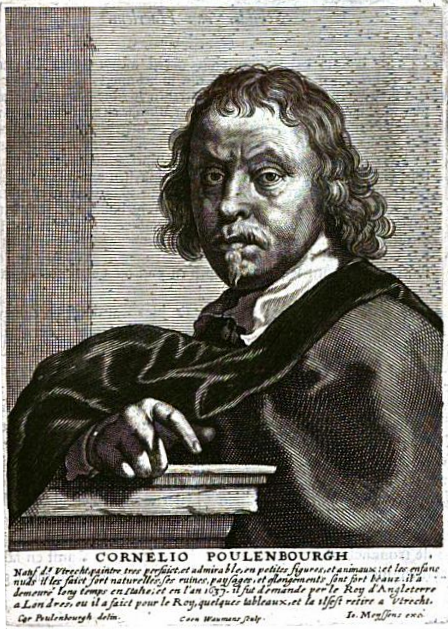
Cornelis van Poelenburch, página 257
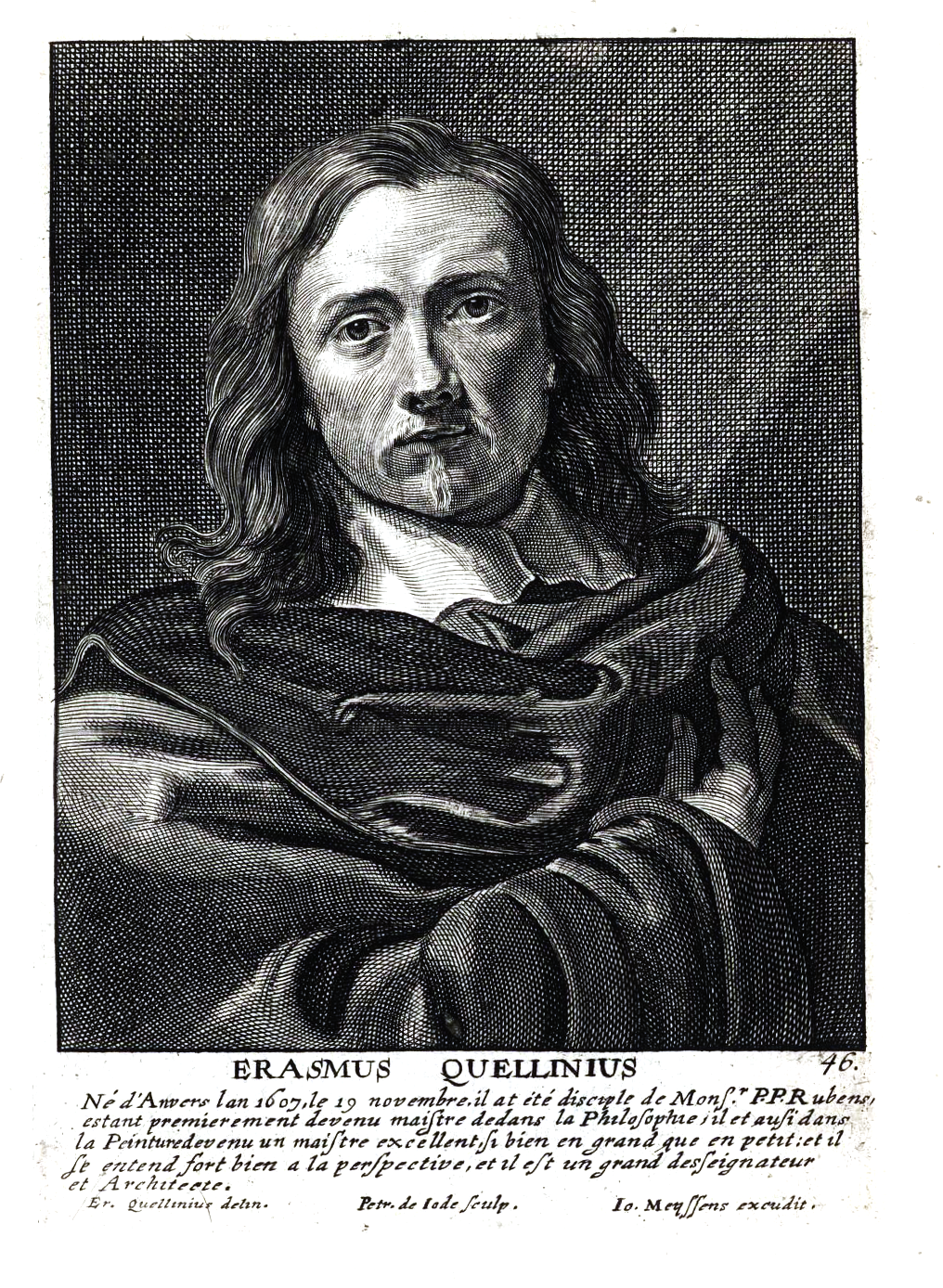
Erasmus Quellinus II, página 261
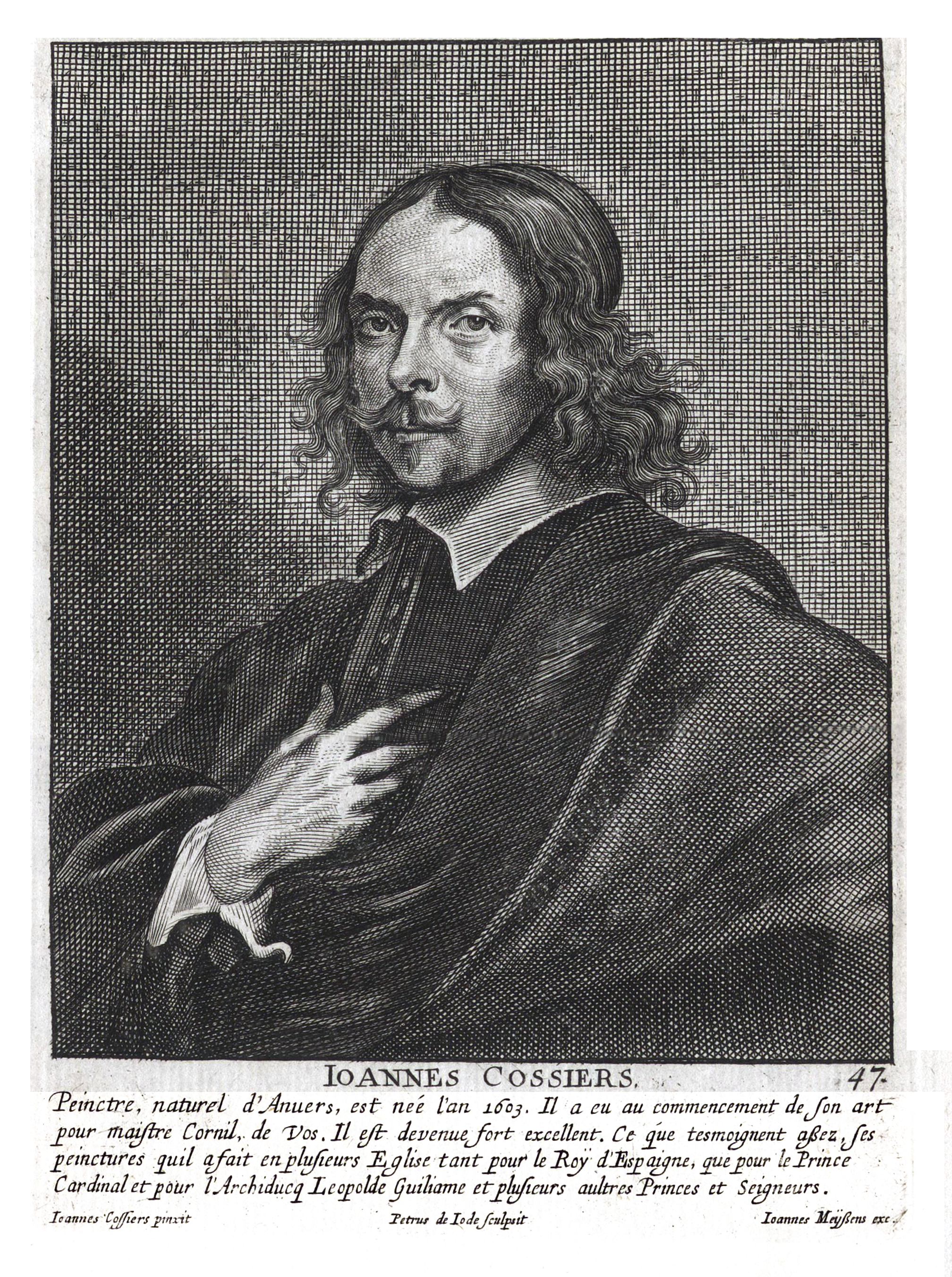
Jan Cossiers, página 267
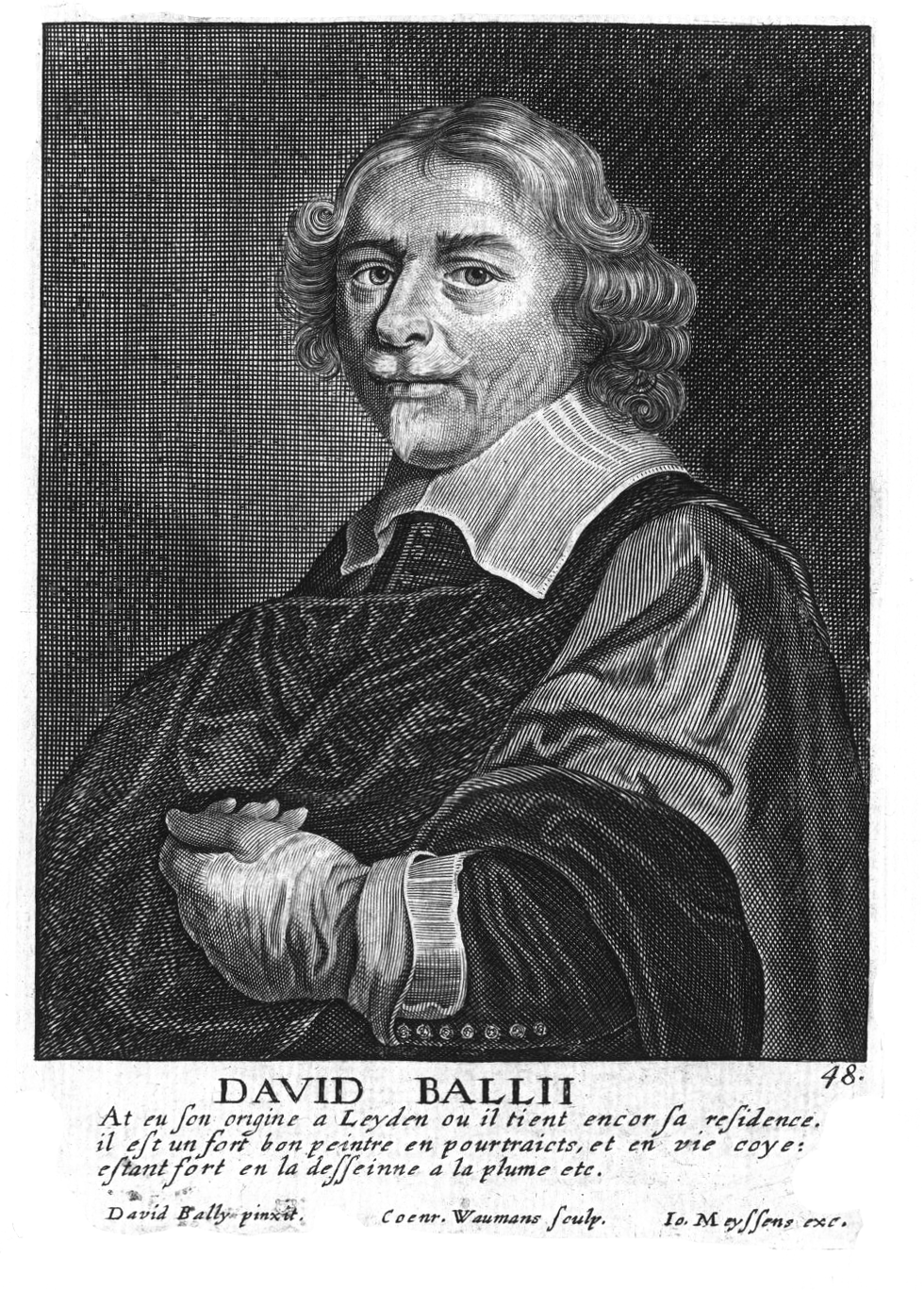
David Bailly, página 271
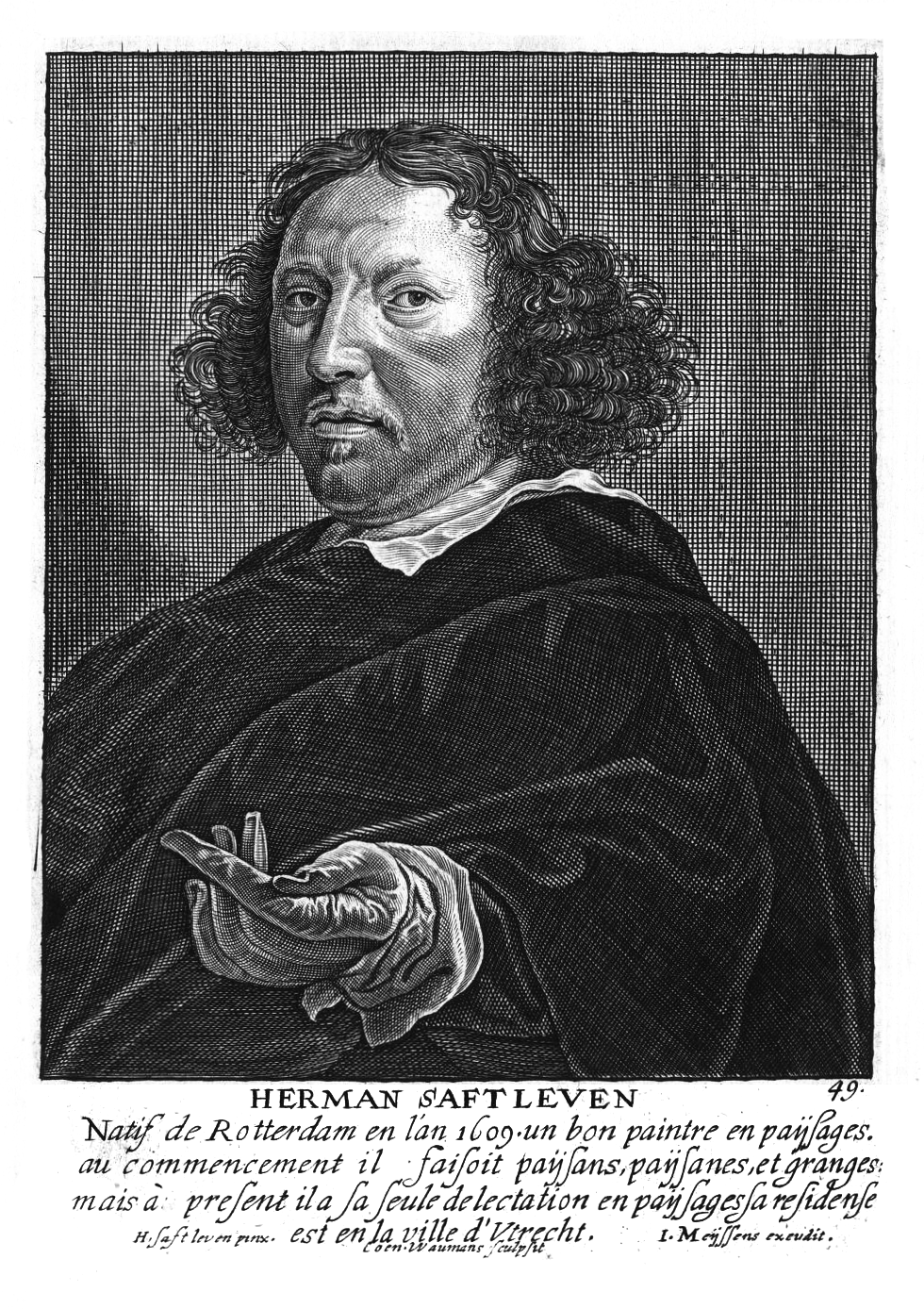
Herman Saftleven, página 275
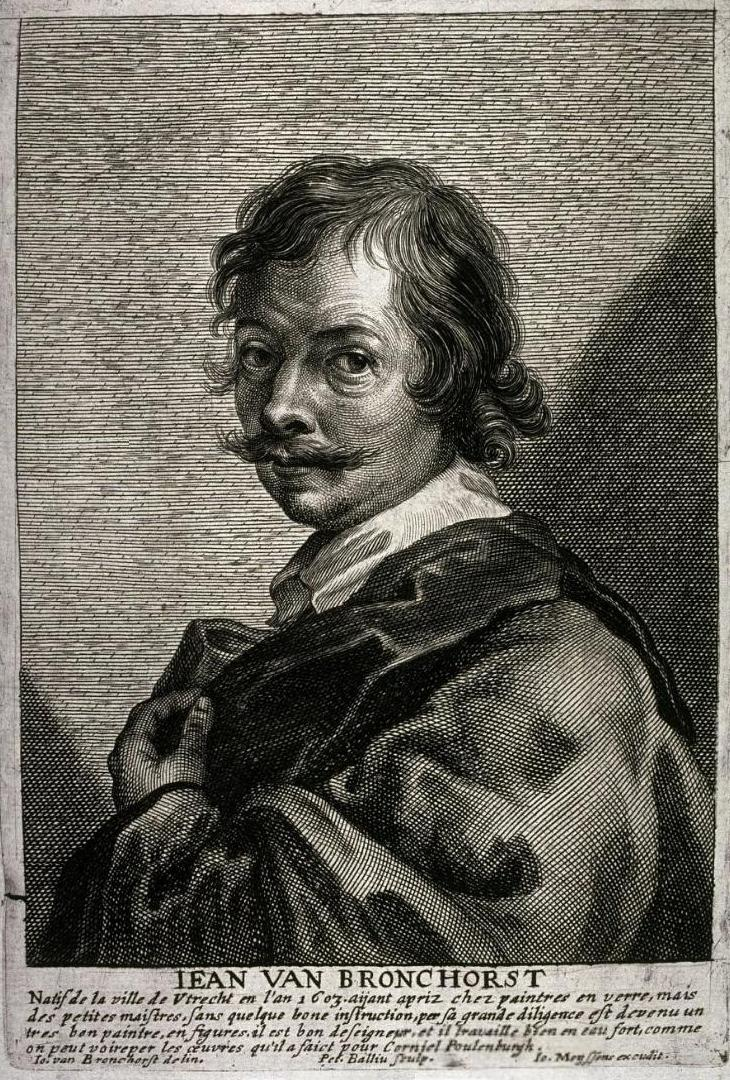
Jan van Bronkhorst, página 279
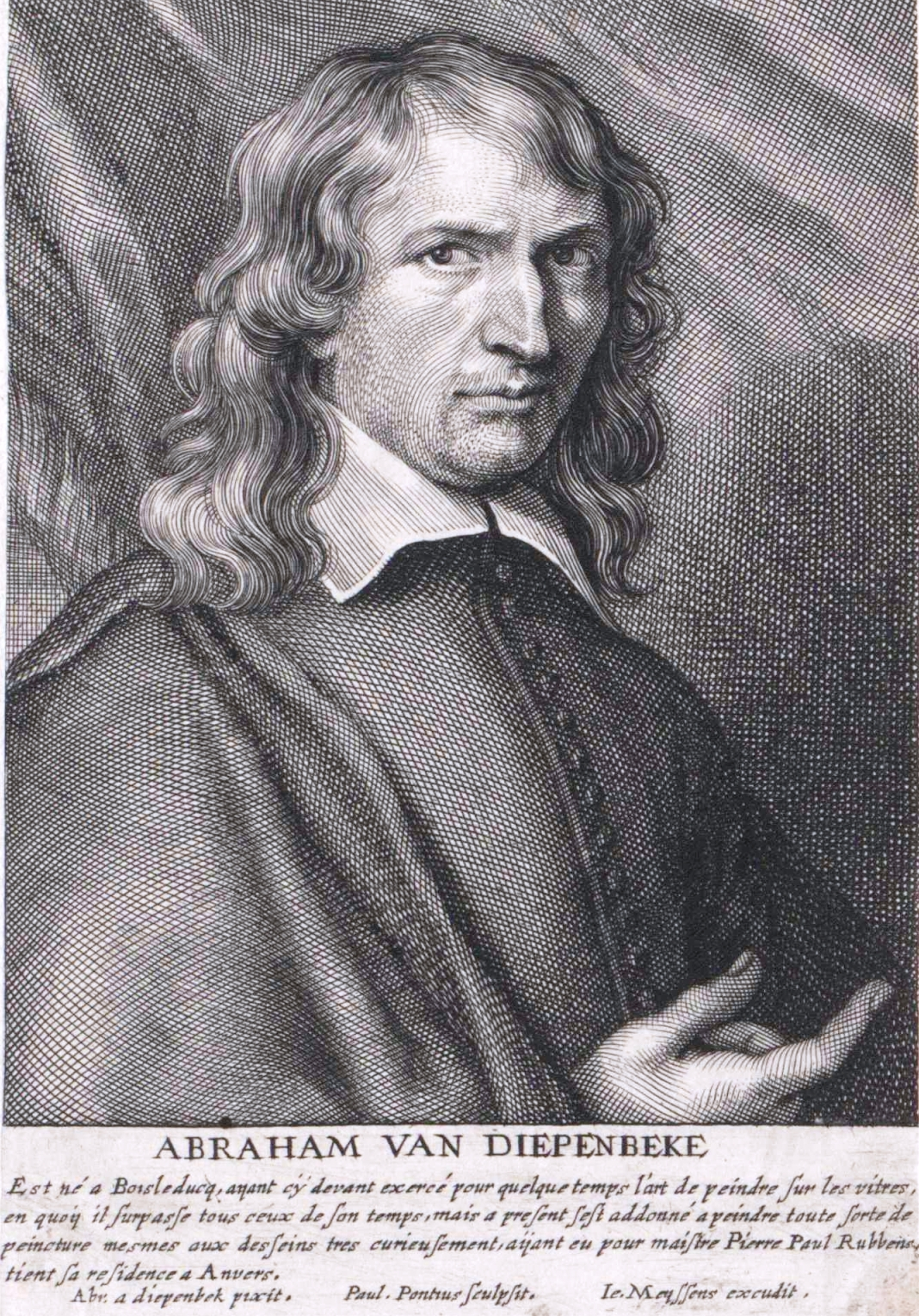
Abraham van Diepenbeeck, página 285
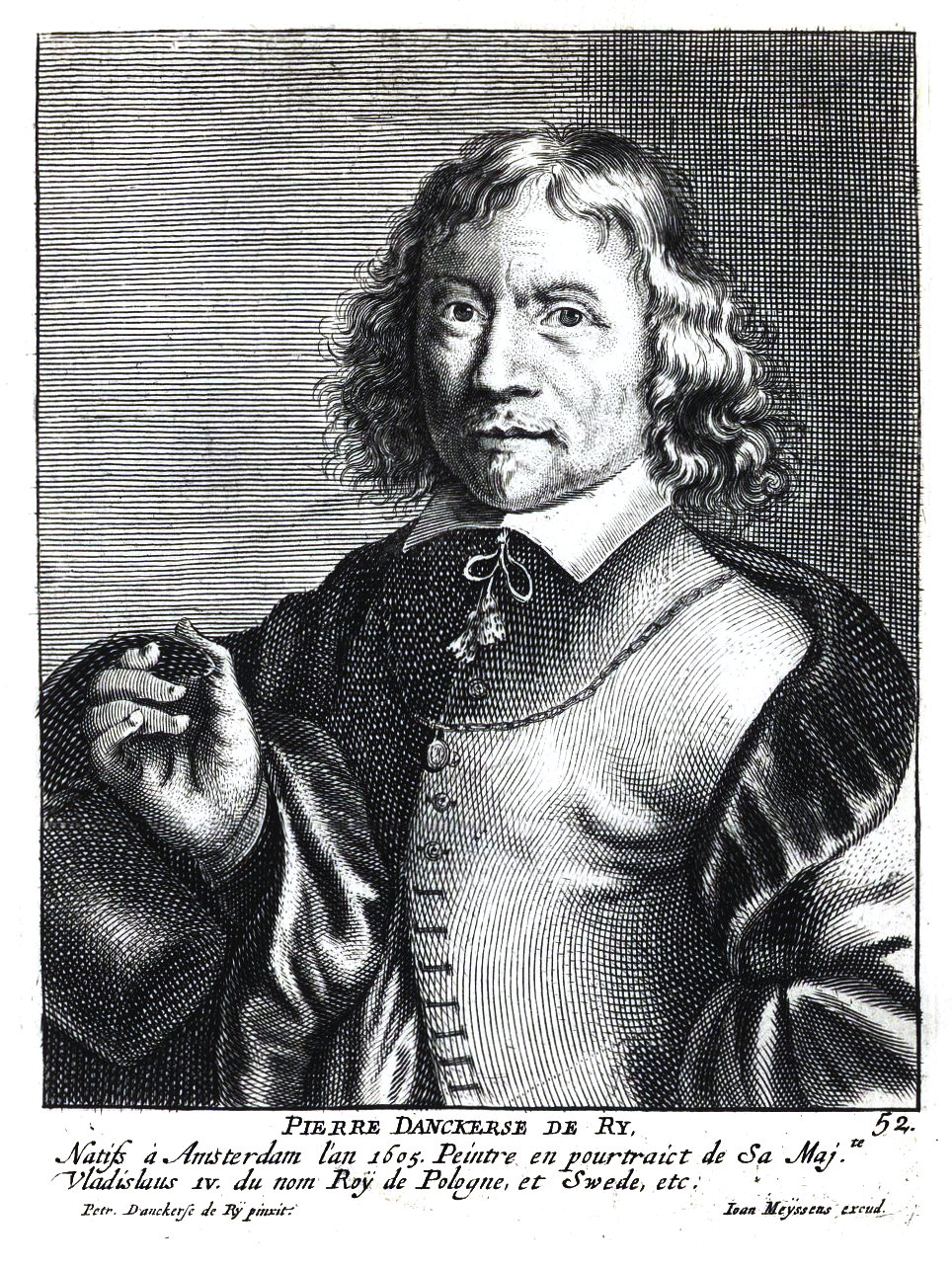
Pieter Danckerts de Ry, página 289
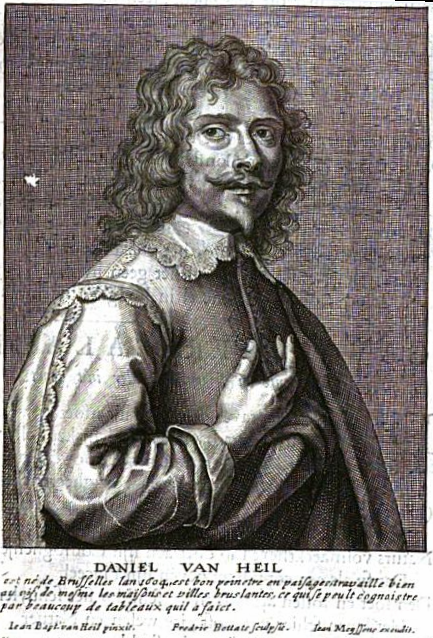
Daniel van Heil, página 293
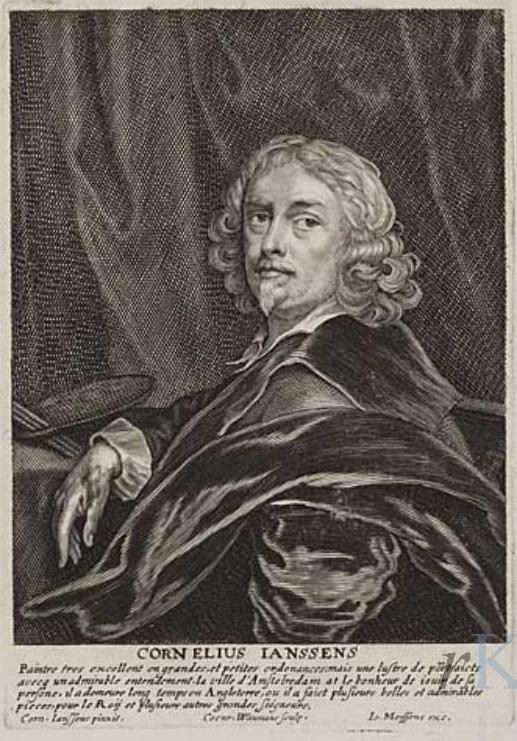
Cornelis Janssens, página 299
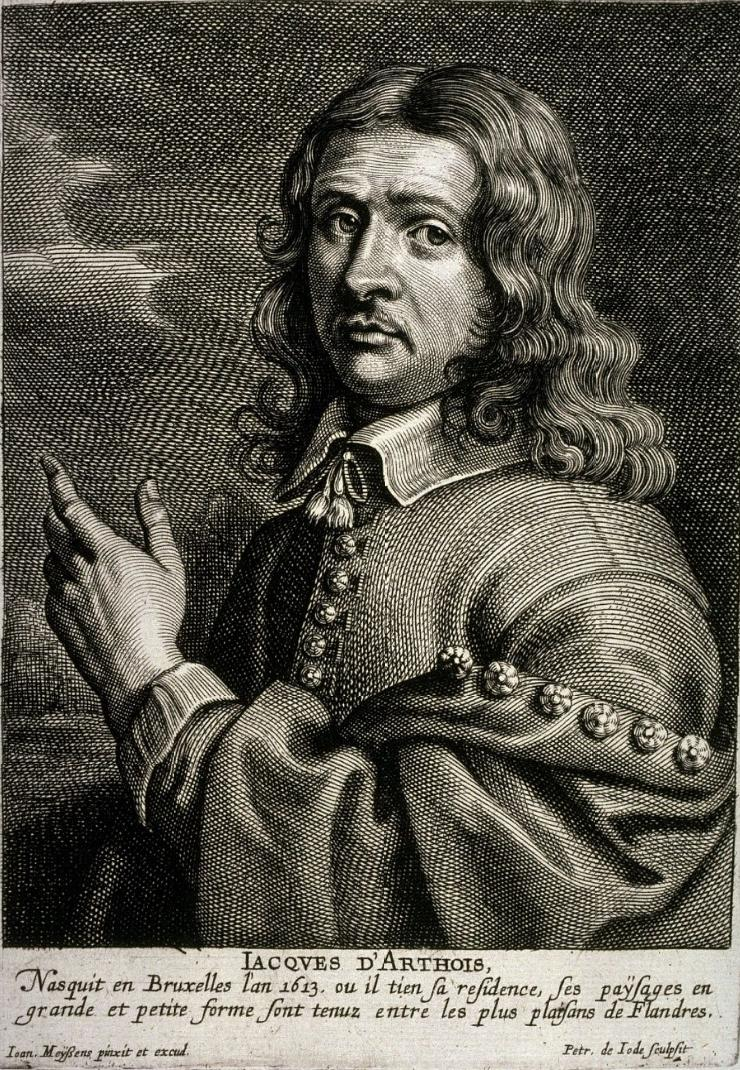
Jacques d'Arthois, página 301
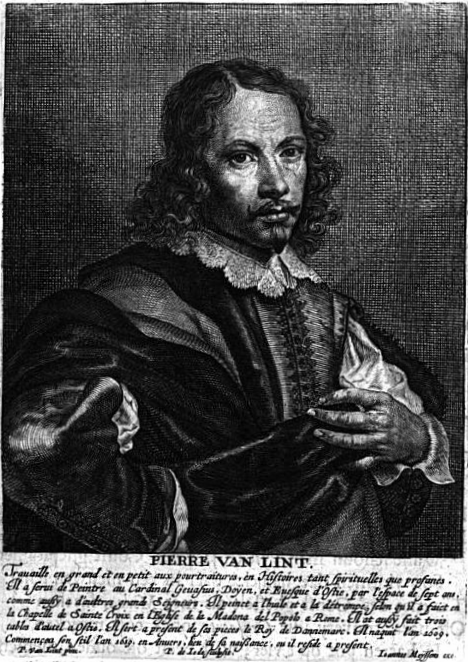
Pieter van Lint, página 307
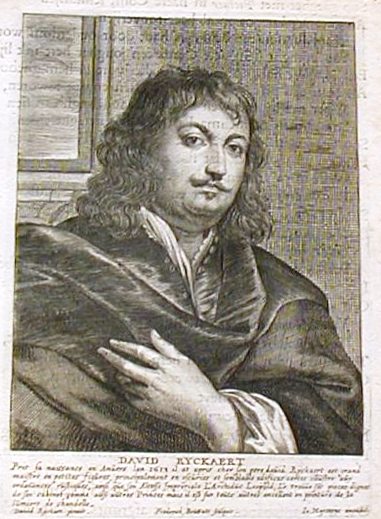
David Ryckaert, página 309
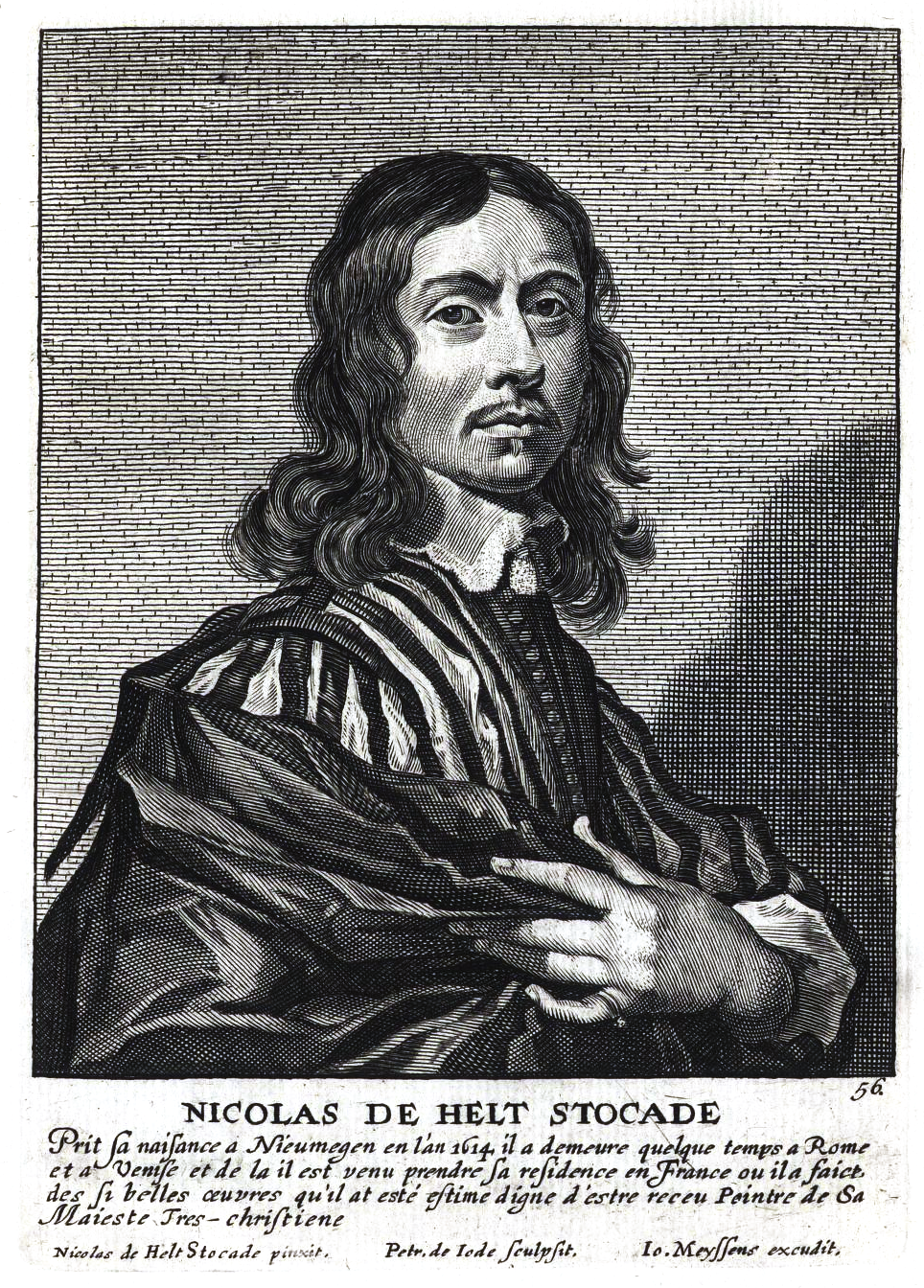
Nicolaes de Helt Stockade, página 313
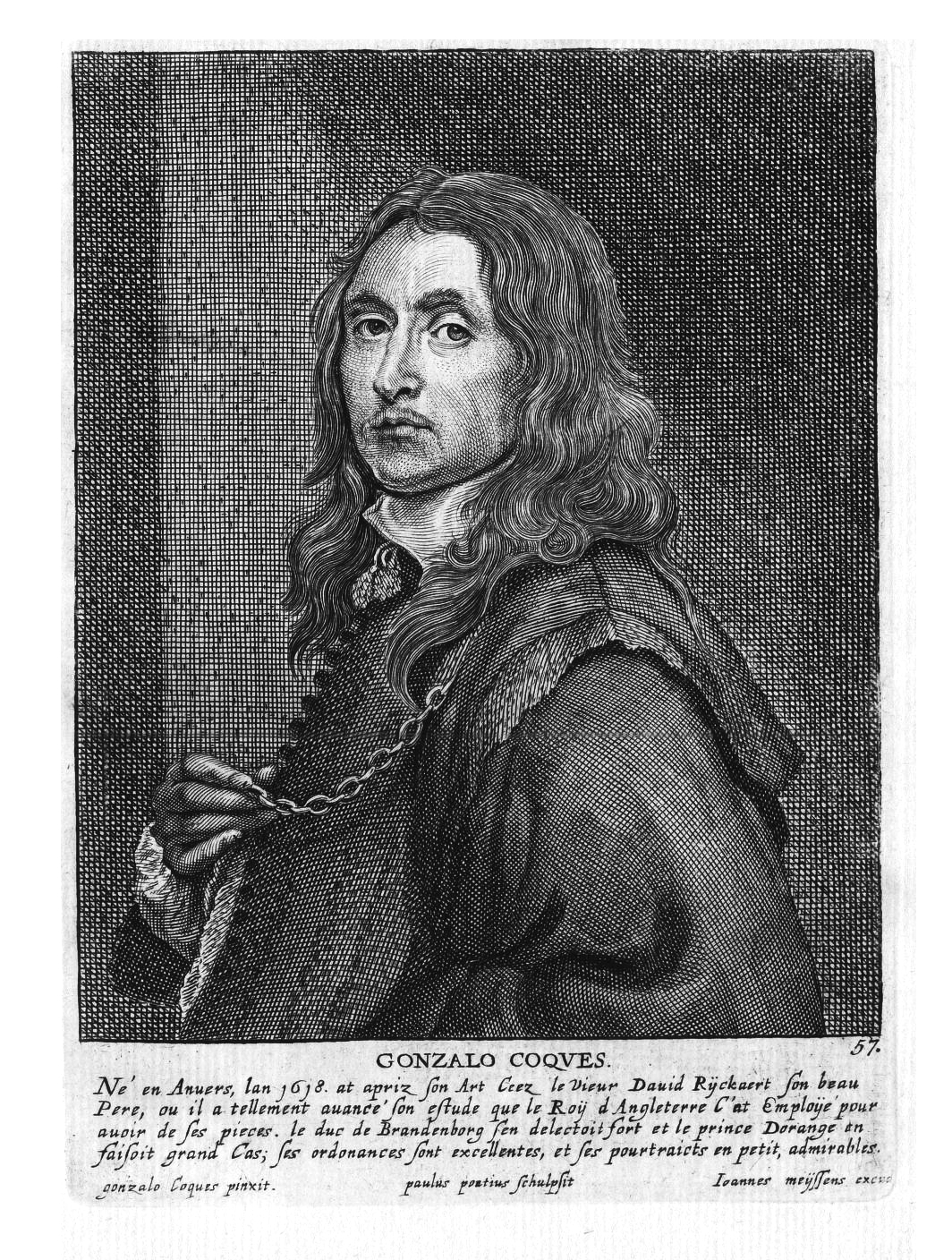
Gonzales Coques,página 317
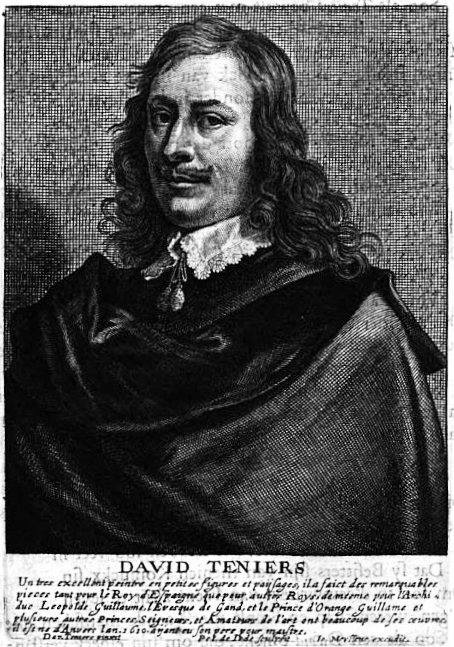
David Teniers II, página 335
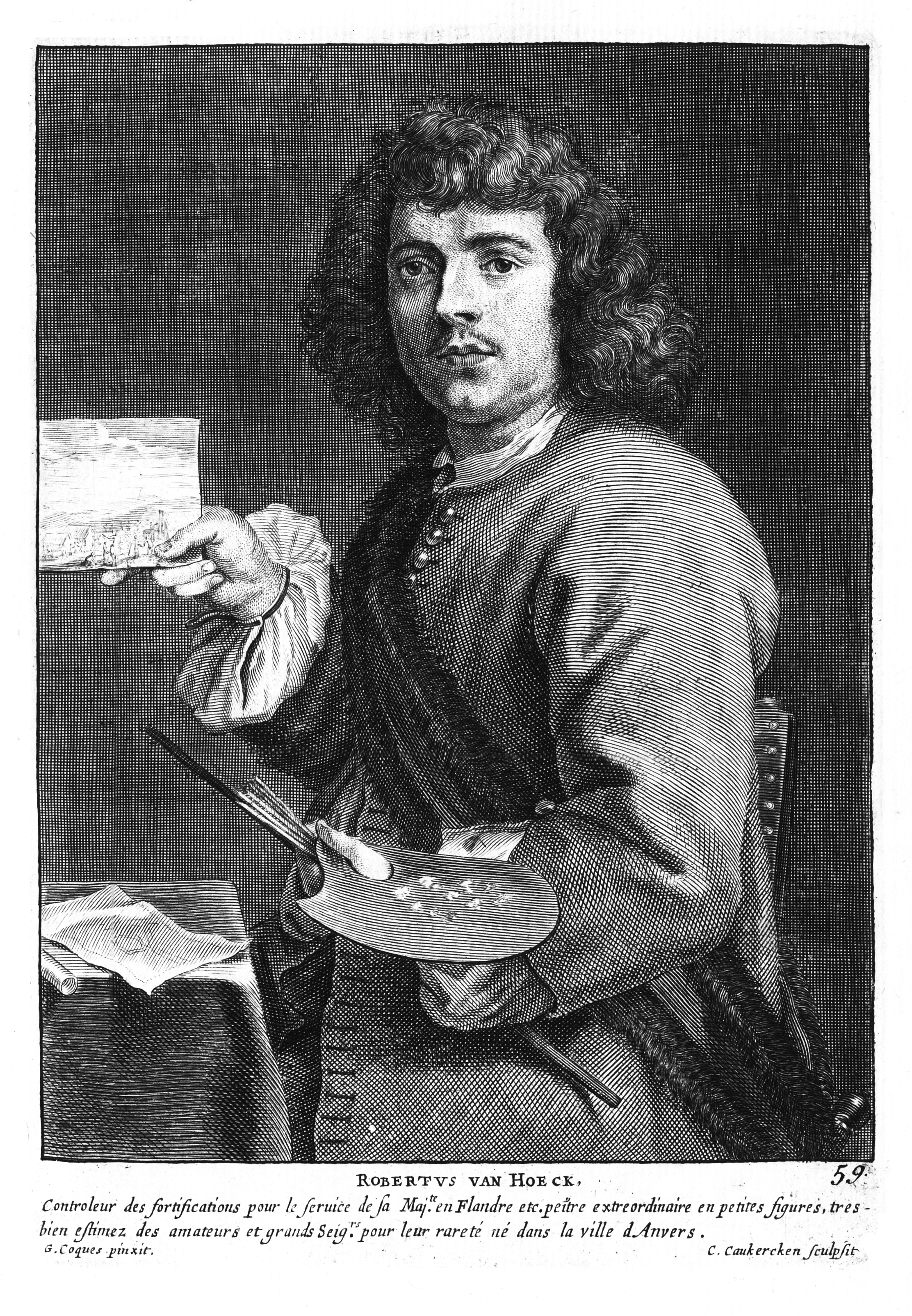
Robert van den Hoecke, página 341
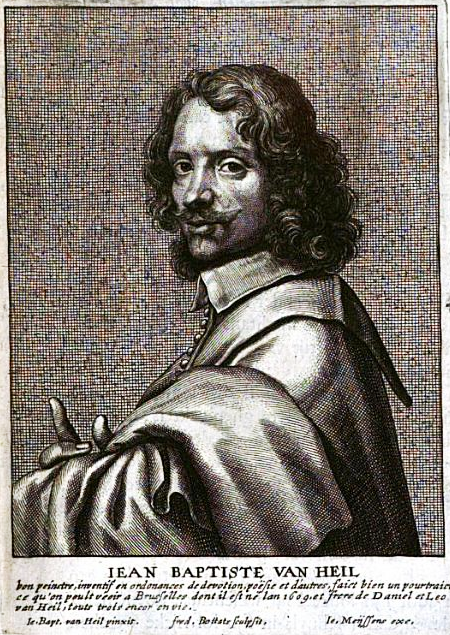
Jan Baptist van Heil, página 343
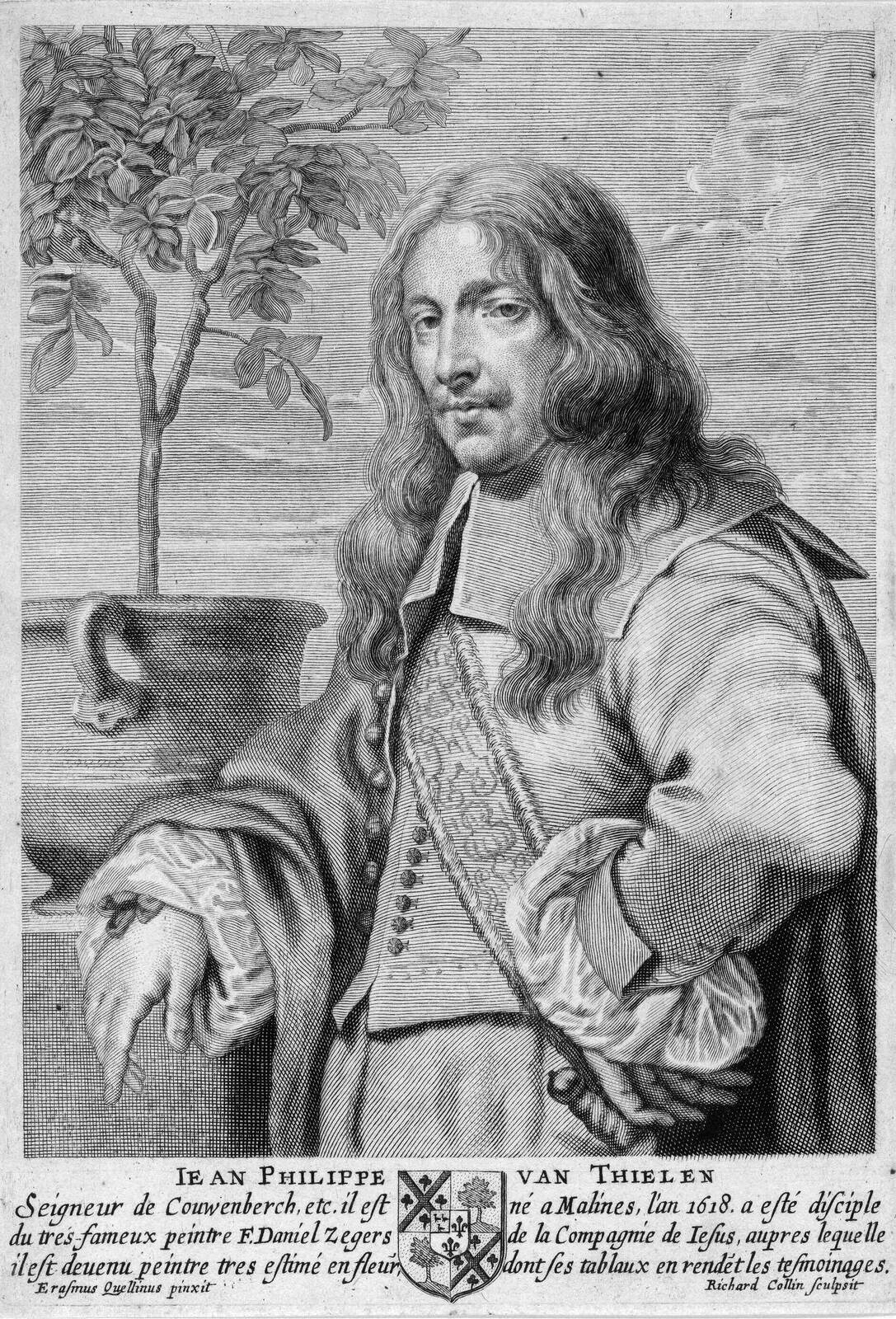
Jan Philip van Thielen, página 345
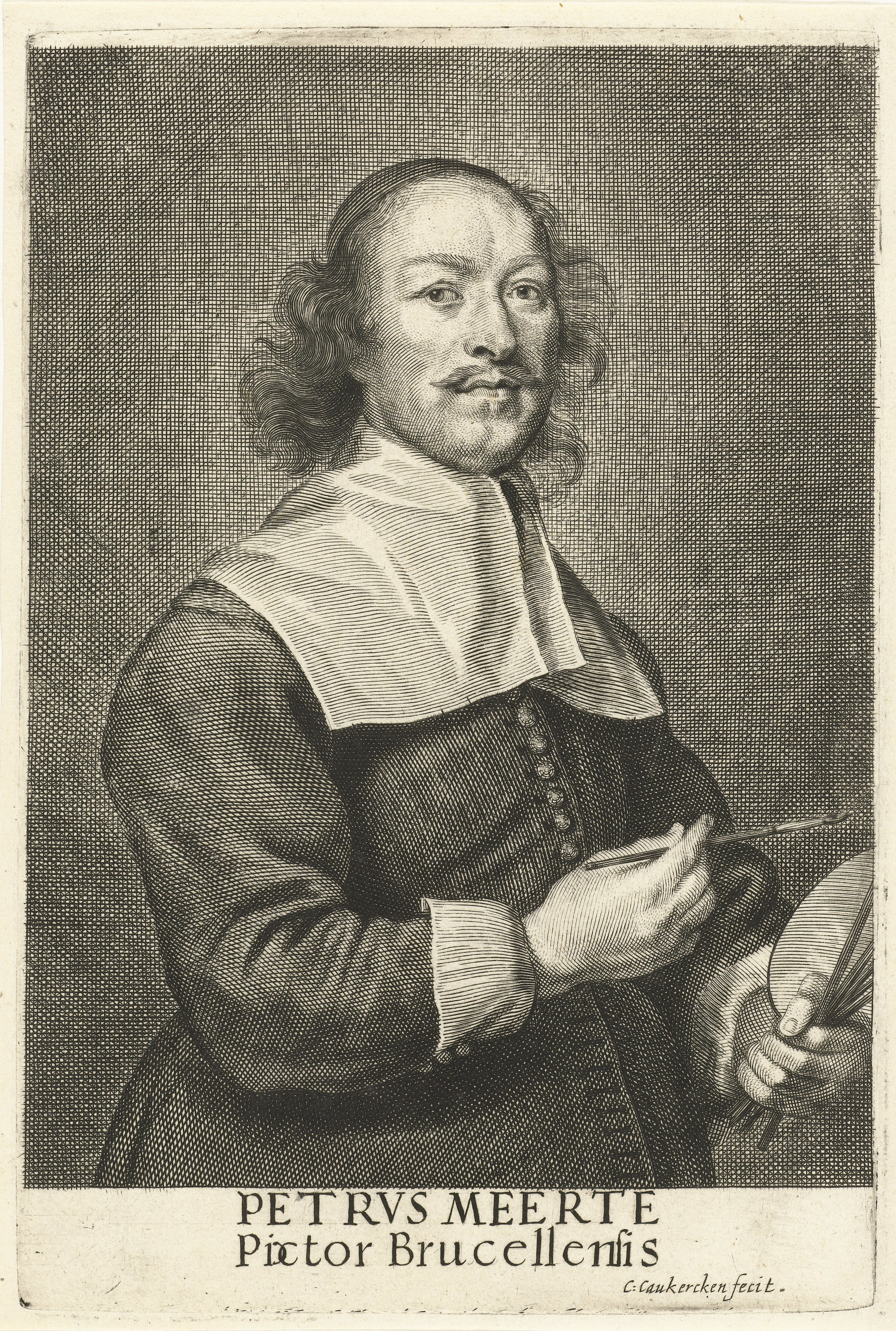
Petrus Meert, página 351
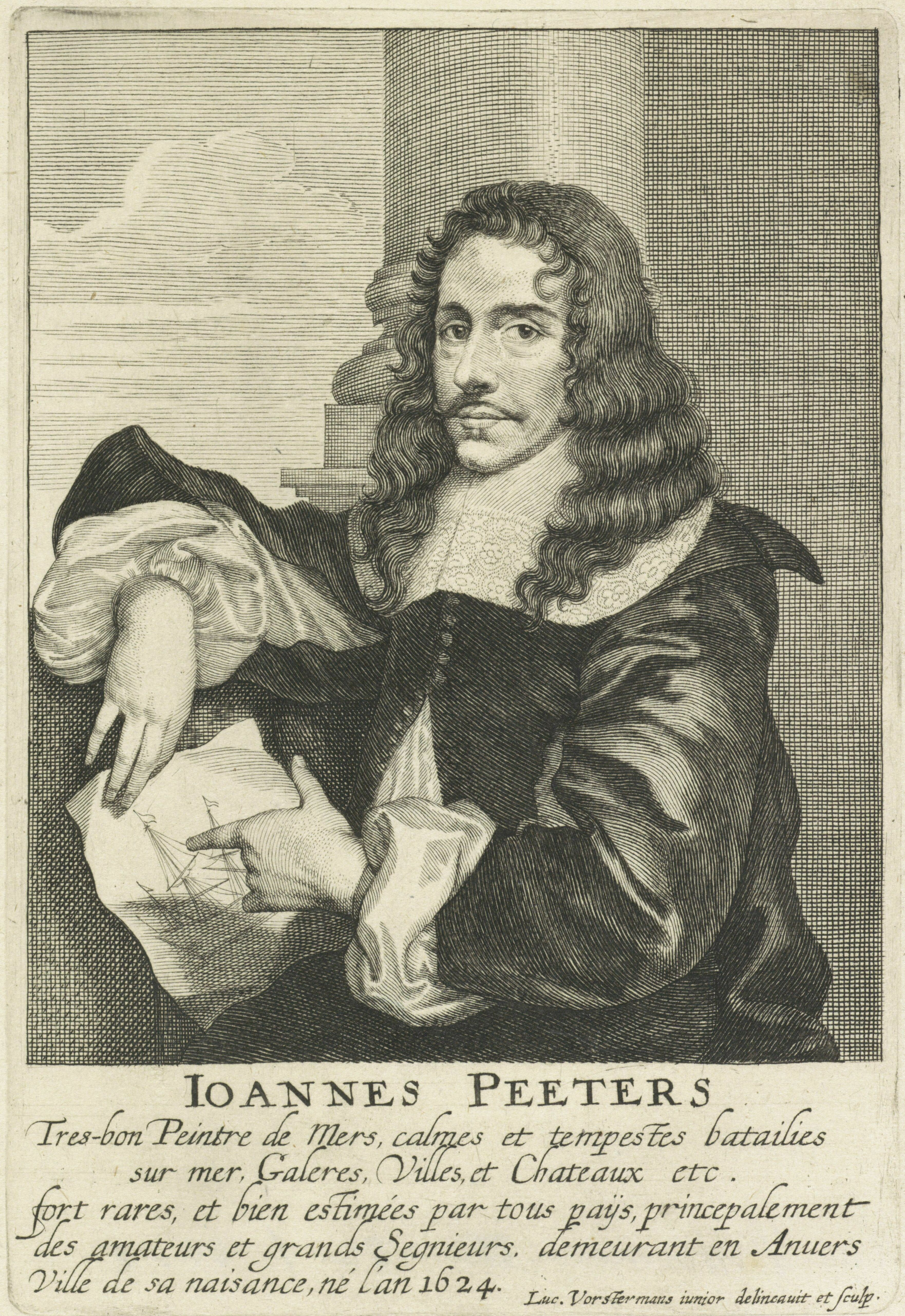
Jan Peeters, página 355
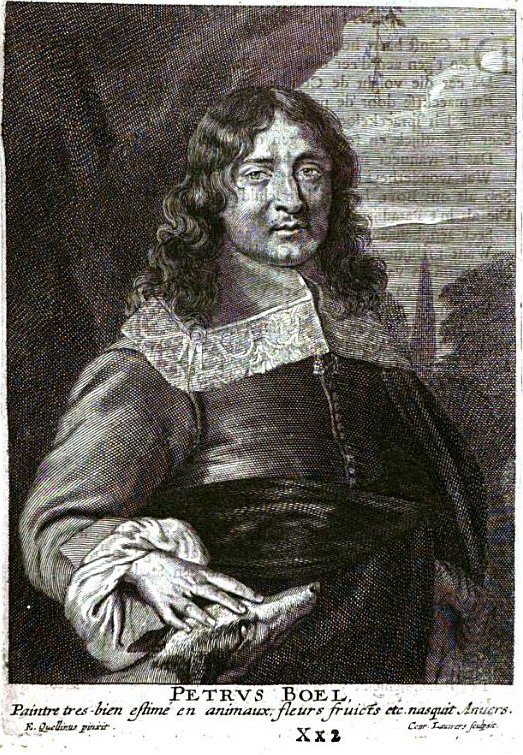
Pieter Boel, página 363
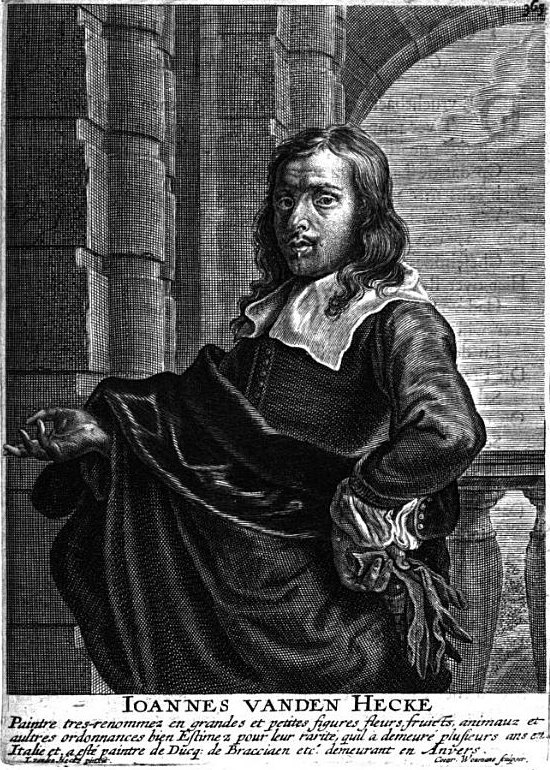
Jan van de Hecke, página 365
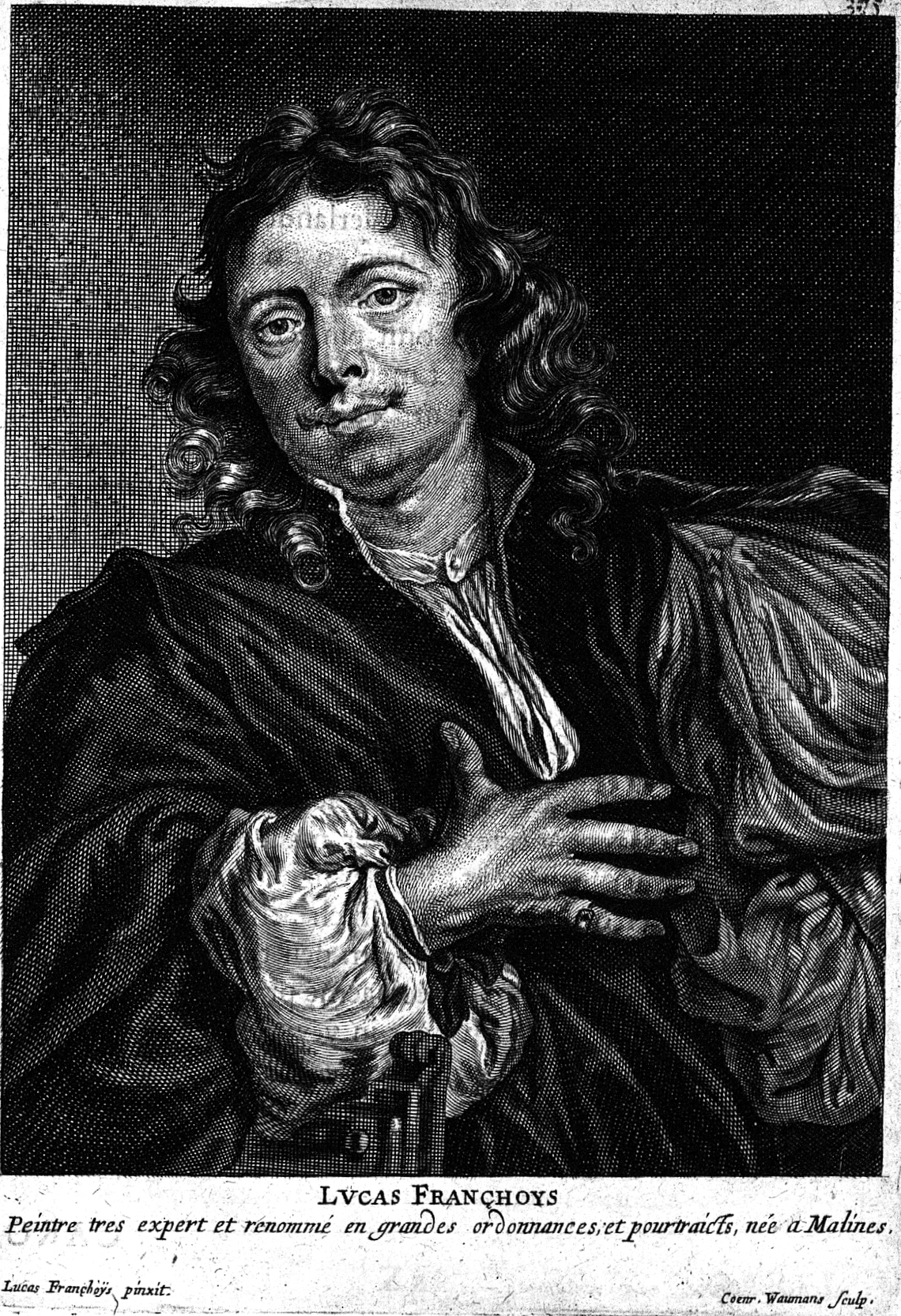
Lucas Franchoys (II), página 375
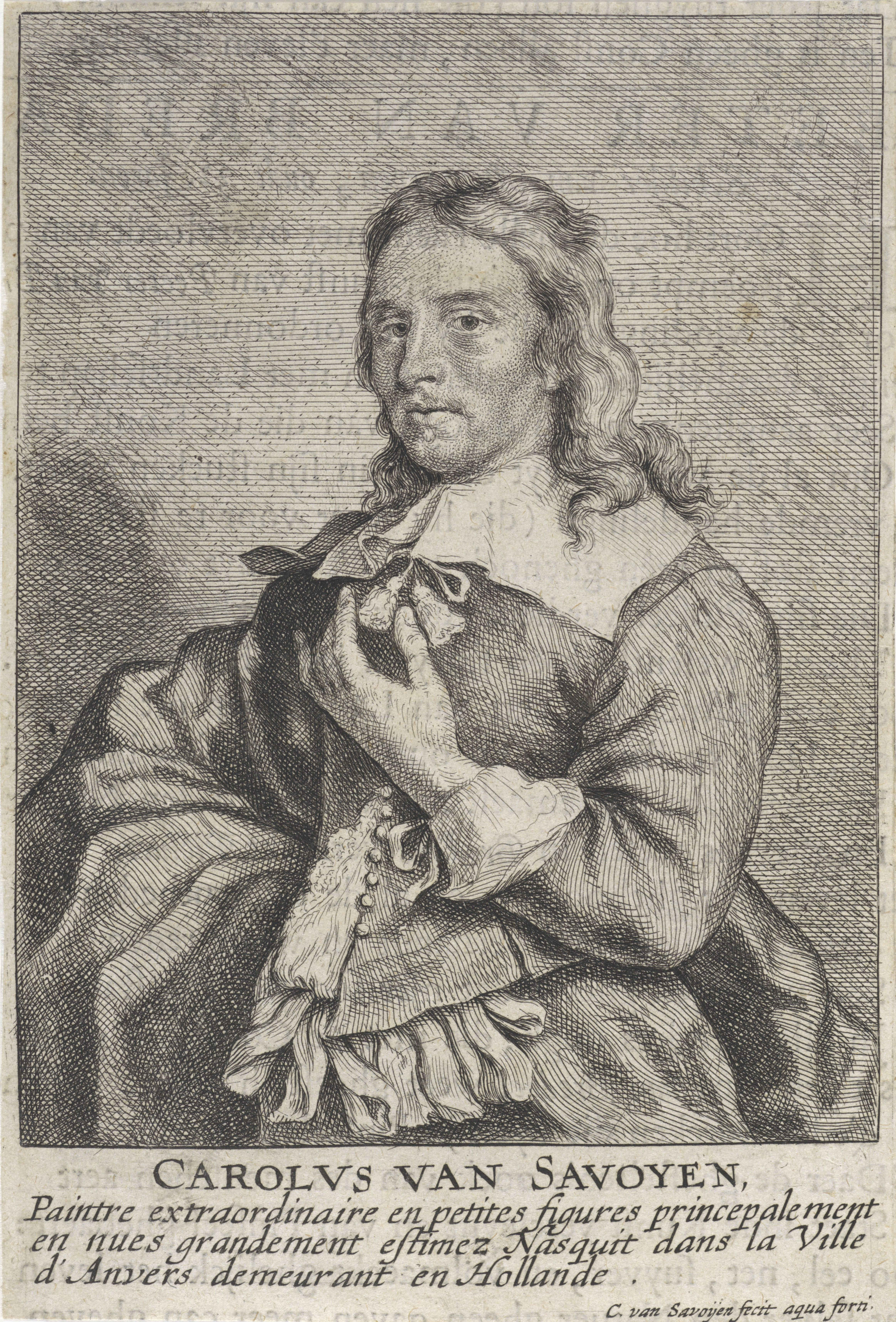
Carl de Savoyen, página 379
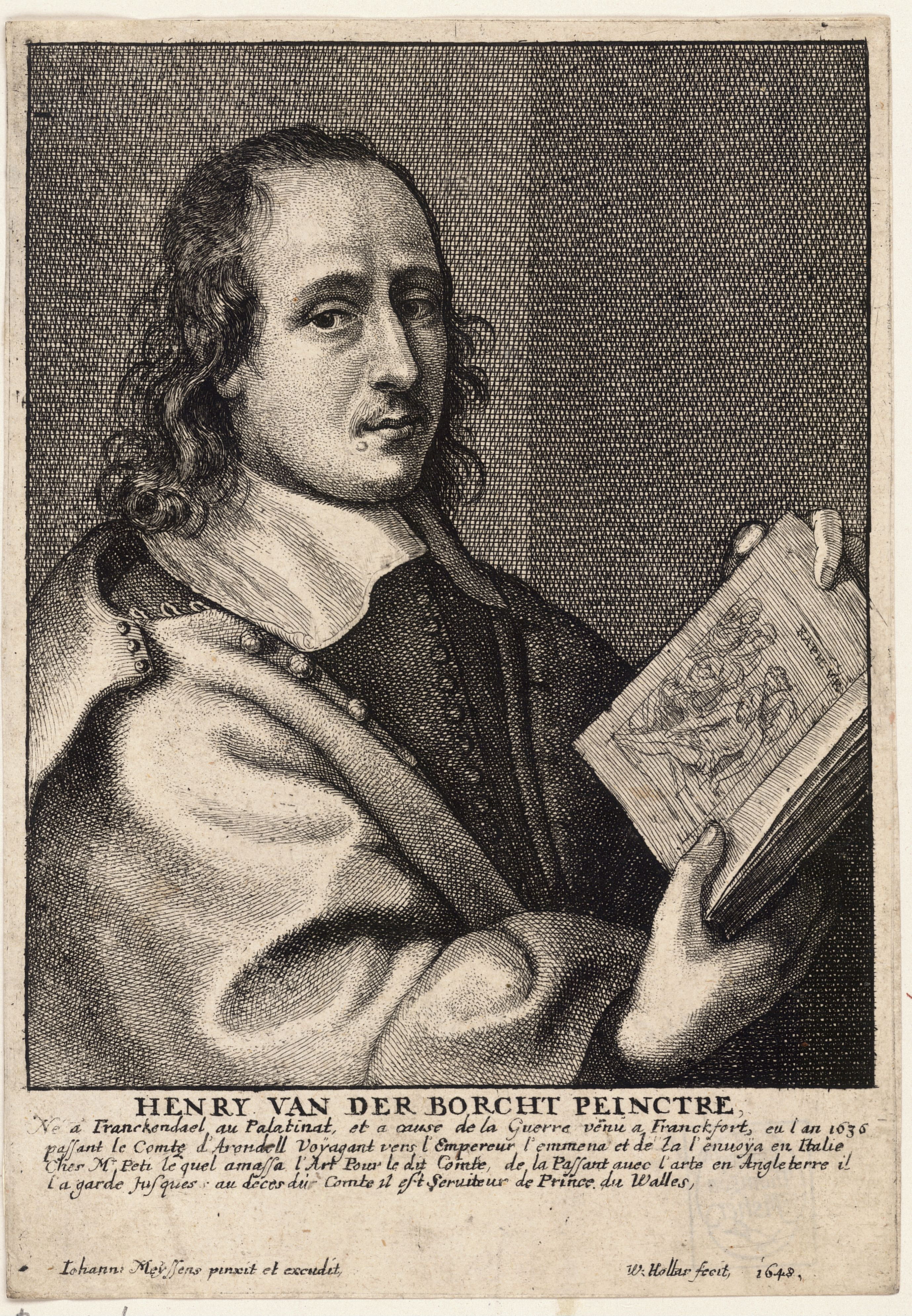
Hendrik van der Borcht II, página 383
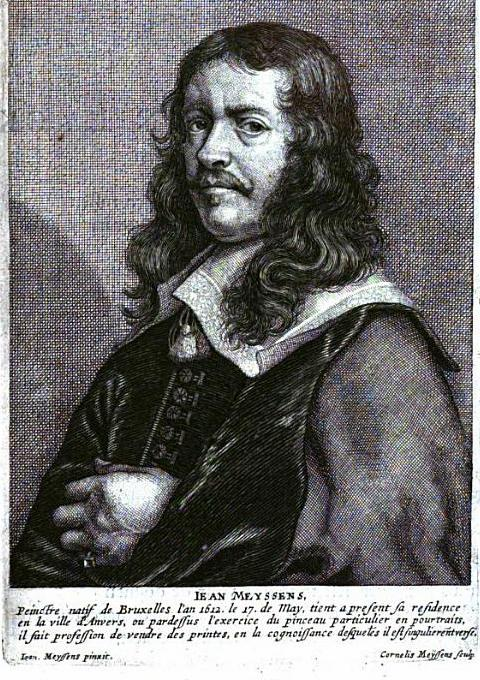
Joannes Meyssens, página 387
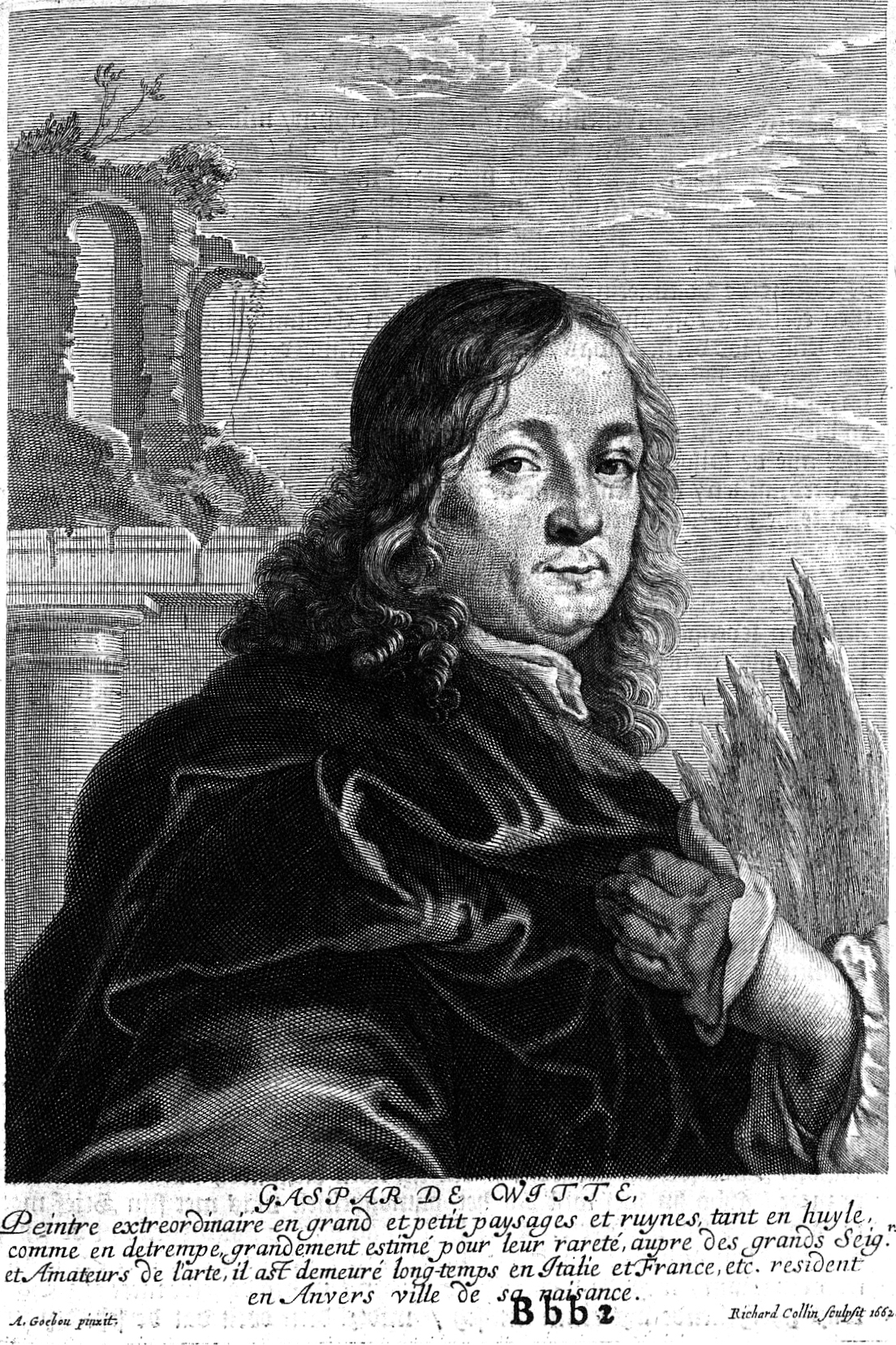
Gaspar de Witte, página 395
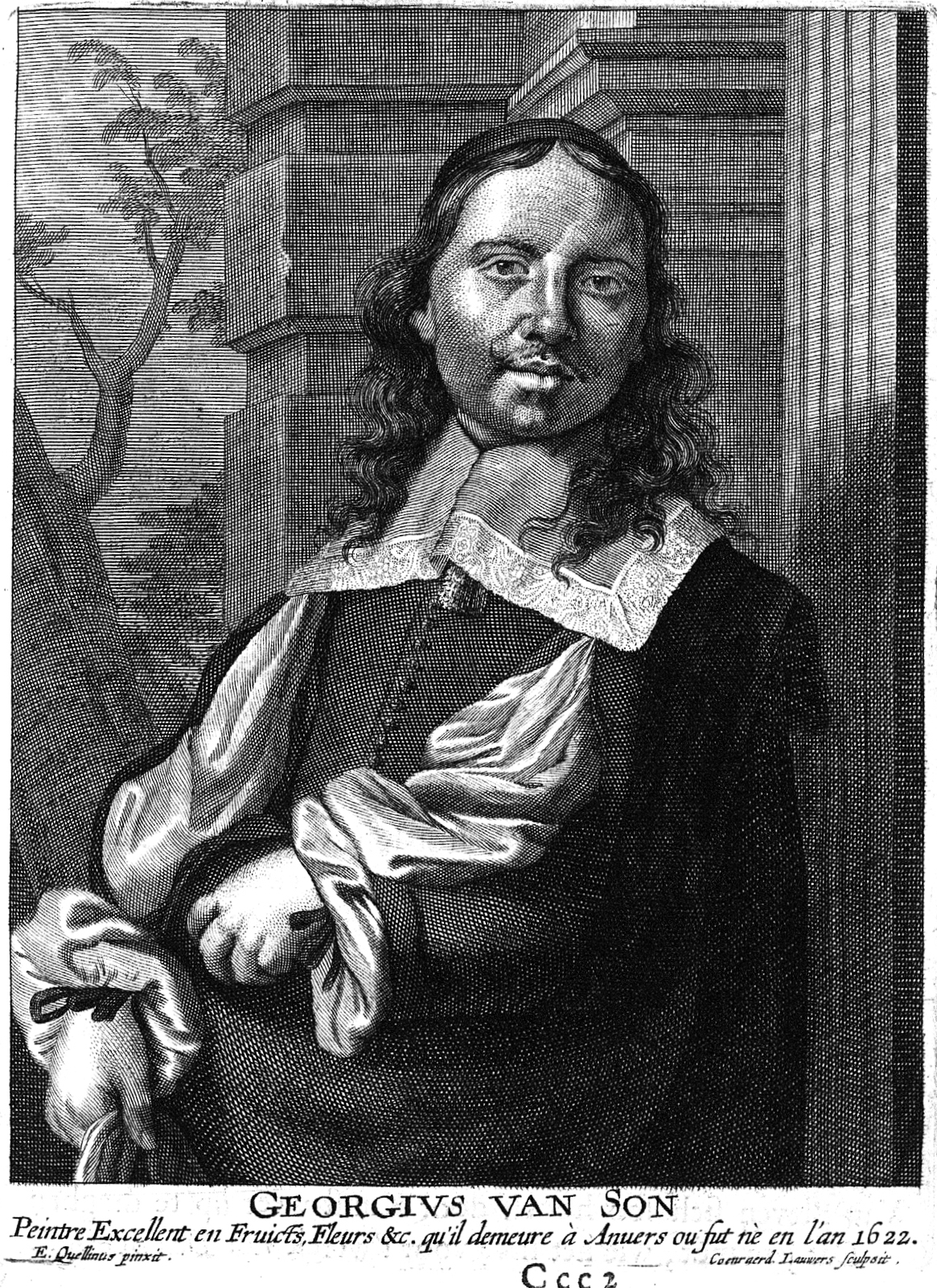
Joris van Son, página 403
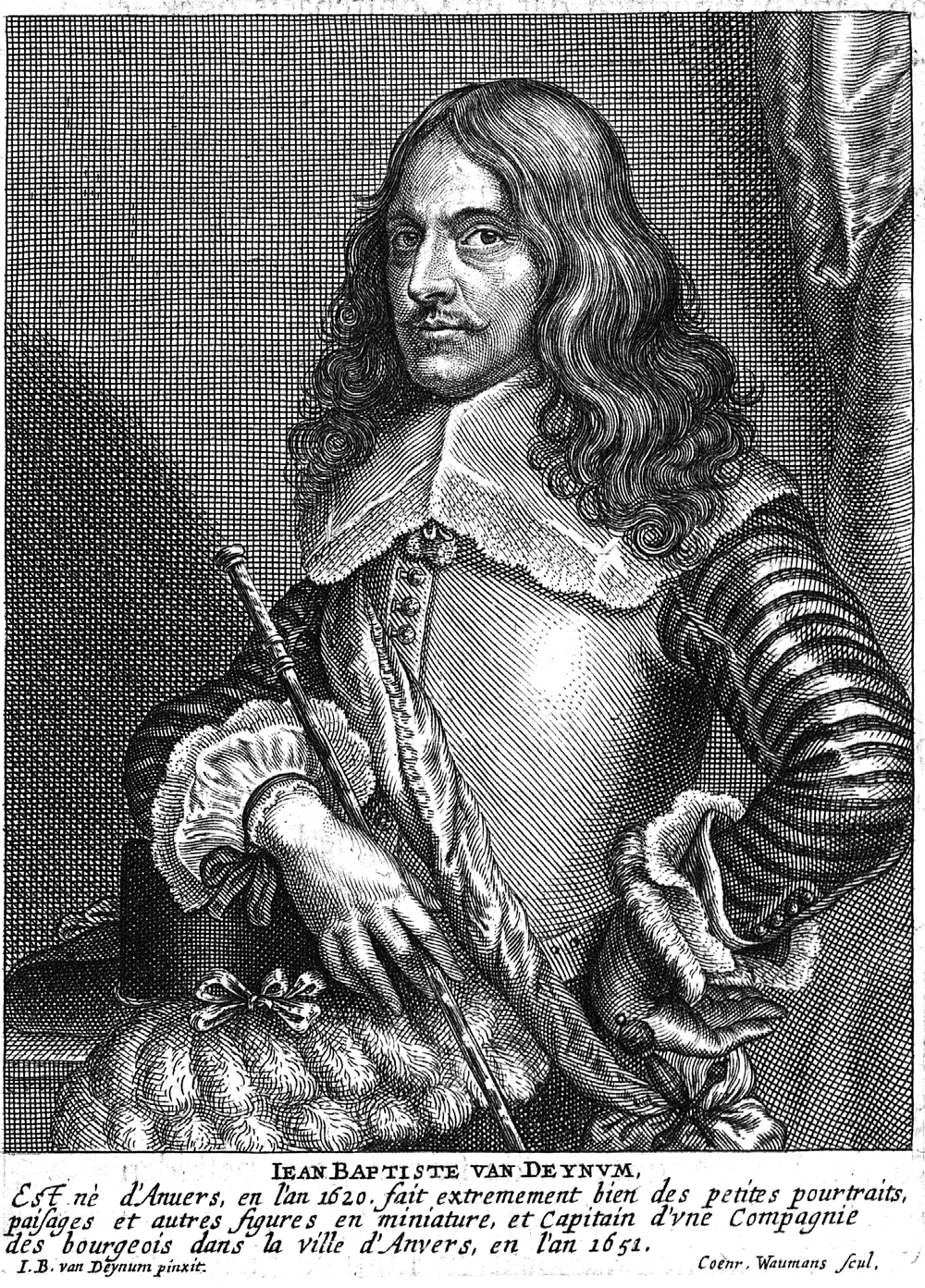
Jan Baptist van Deynum, página 407
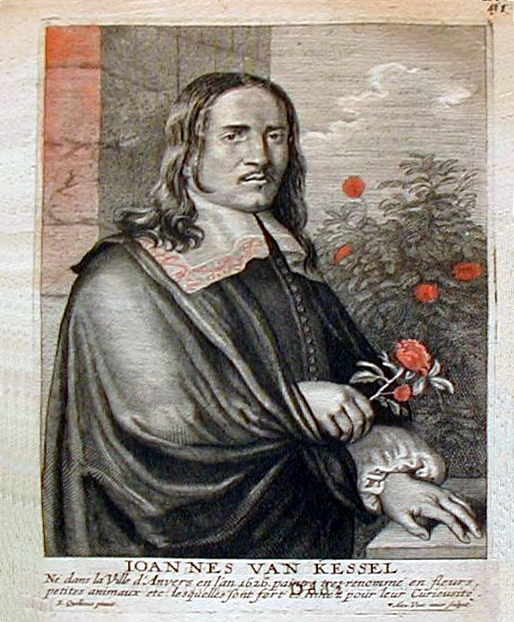
Jan van Kessel, padre, página 411
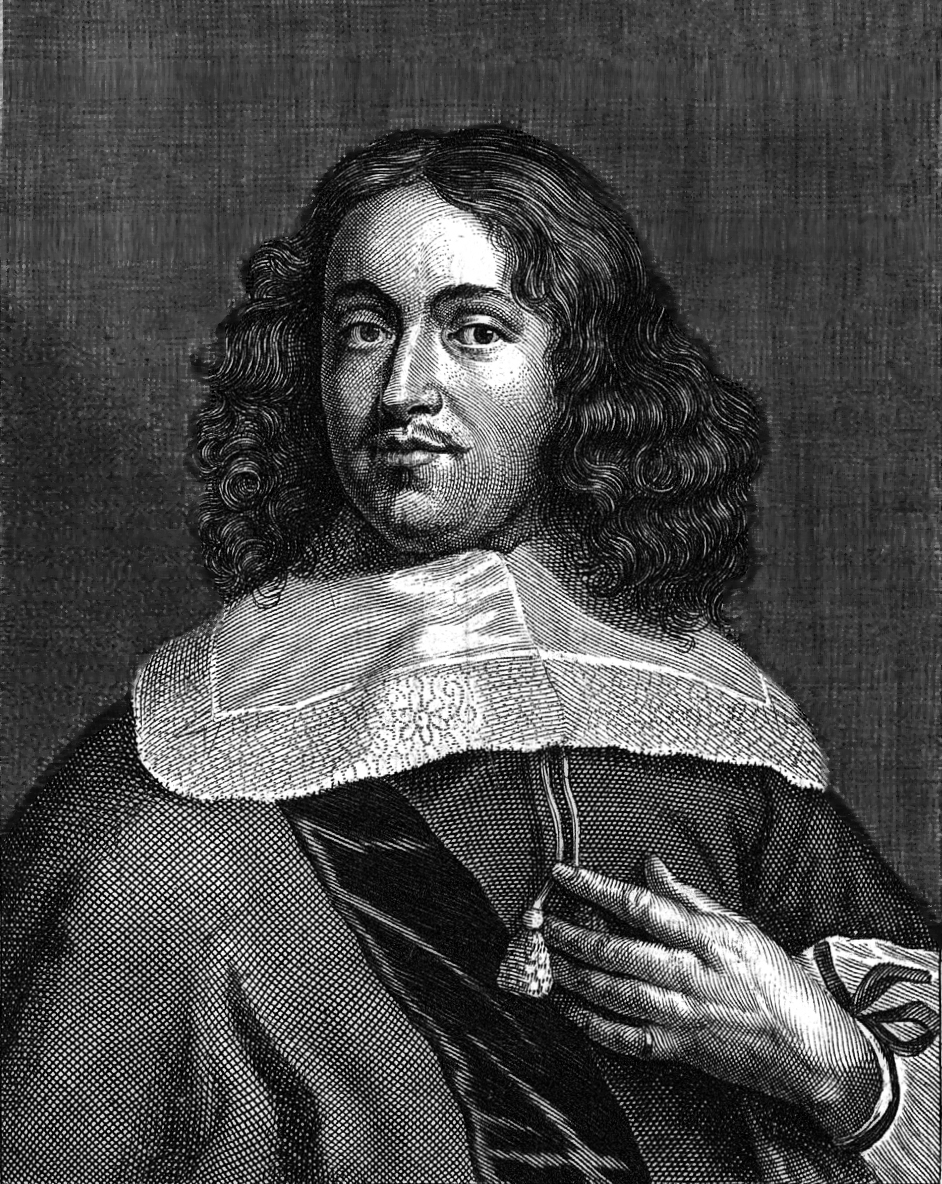
Henry Berkmans, página 415

| - Daniel Seghers p 213 - Jan Davidsz. de Heem p 216 - Pieter Snayers p 220 - Jacob van Es p 227 - Adriaen van Stalbemt p 228 - Lucas de Wael p 229 - Cornelis de Wael p 229 - Adriaan de Bie p 231 - Adriaen van de Venne p 235 - Paul de Vos p 236 - Simon de Vos p 237 - Jacob Jordaens p 238 - Lucas van Uden p 240 - Theodoor van Thulden p 241 - Justus Sustermans p 242 - Jan Lievens p 243 - Simon Vouet p 243 - Gaspar de Crayer p 244 - Pieter Jansz Saenredam p 246 - Abraham Willaerts p 247 - Jan Thomas van Ieperen p 247 - Balthasar Gerbier p 248 - Salomon Koninck p 250 - Justus van Egmont p 251 - Carolus Creten p 251 - Leonaert Bramer p 252 - Jan Boeckhorst p 254 - Frans Ykens p 255 - Jan Eyckens p 255 - Peter vander Borght p 255 - Cornelis van Poelenburgh p 257 - Adriaen van Ostade p 258 - Herman van Swanevelt p 259 - Hans Haringh p 259 - Erasmus Quellinus II p 260 - Claude Lorrain p 265 - Jan Cossiers p 266 - David Bailly p 271 - Philippe de Champaigne p 273 - Alexander Adriaenssen p 273 - Herman Saftleven p 275 - Joachim von Sandrart p 276 - Gerrit Dou p 277 - Jan Weenix p 277 - Jan Gerritsz. van Bronckhorst p 278 - Govert Flinck p 280 - Pietro da Cortona p 280 - Dirck van Delen p 281 - Francesco Maltese p 282 - Bartholomeus van der Helst p 283 - Jean Francisco Datsent p 283 - Abraham van Diepenbeeck p 284 - Giovanni Francesco Romanelli p 286 - Andrea Vaccaro p 297 - Nicolas Poussin p 297 - Peter Danckerse de Ry p 288 - Rembrandt p 290 - Peeter van Aelst p 291 - Francesco Albani p 291 - Daniel van Heil p 292 - Cavailler Calabres p 294 - Giardino di Fiori p 295 - Gaspard Dughet p 295 - Andrea Sacchi p 296 - Bibiano p 296 - Michelangelo delle Battaglie p 297 - Cornelis Janssens p 298 - Jacques d'Arthois p 300 | - Salvator Rosa p 303 - De Colonnen p 304 - Jan Benedetti Castilion p 305 - Hoscof p 305 - Peter van Lint p 306 - David Ryckaert p 308 - Monsieur Hans p 311 - Bernar p 311 - Pierre Patel p 311 - Nicolaes de Helt Stocade p 312 - Karel van Mander III p 314 - Domenichino p 315 - Gonzales Coques p 316 - Cavailler Massimo p 319 - Charles Le Brun p 319 - Luigi Primo p 320 - Laurent de La Hyre p 327 - Pieter Thijs p 328 - Giovanni Lanfranco p 330 - Sébastien Bourdon p 333 - David Teniers p 334 - Jan Fyt p 339 - Robert van Hoeck p 340 - Jan Baptiste van Heil p 342 - Jan Philip van Thielen p 344 - Maria Theresa van Thielen p 347 - Anna Maria van Thielen p 347 - Françoise Catharina van Thielen p 347 - Johannes Coeper p 348 - Franciscus de Neve p 349 - Pieter Meert p 350 - Anthonius Rocka p 353 - Jan Peeters p 354 - Pieter Boel p 362 - Johannes van Heck p 365 - Gaspar van Eyck p 367 - Jan Miel p 368 - Cornelis de Heem p 369 - Johannes de Duyts p 370 - Jan Siberechts p 373 - Joris van Schooten p 373 - Lucas Franchois p 374 - Karel Dujardin p 377 - Carel van Savoyen p 378 - Peter van Bredael p 380 - Hendrik van der Borcht II p 382 - Peter Tentenier p 384 - Gysbrecht de Hondecoten p 384 - Peter Lely p 385 - Cornelis van Berchom p 385 - Jan Meyssens p 386 - Nicolaes van Eyck p 388 - Philip Fruytiers p 389 - Anton Goubau p 390 - Peter de Witte p 393 - Gaspar de Witte p 394 - Joris van Son p 402 - Frans van Mieris el Viejo p 404 - Franciscus Verwilt p 405 - Jan Baptist van Deynum p 406 - Jan van Kessel, padre p 409 - Gysbrecht Thys p 412 - Martin Ryckaert p 413 - Artus Wolffort p 413 - Geeraert van Hoochstadt p 413 - Guiliam de Vos p 413 - Maarten Pepijn p 413 - Hendrik Berckmans p 414 |

## Artistas enHet Gulden Cabinet, Parte III
Los retratos grabados incluidos como ilustraciones en el libro III están por debajo, seguido de los artistas listados por orden de aparición en el texto. Libro III comienza en la página 419.

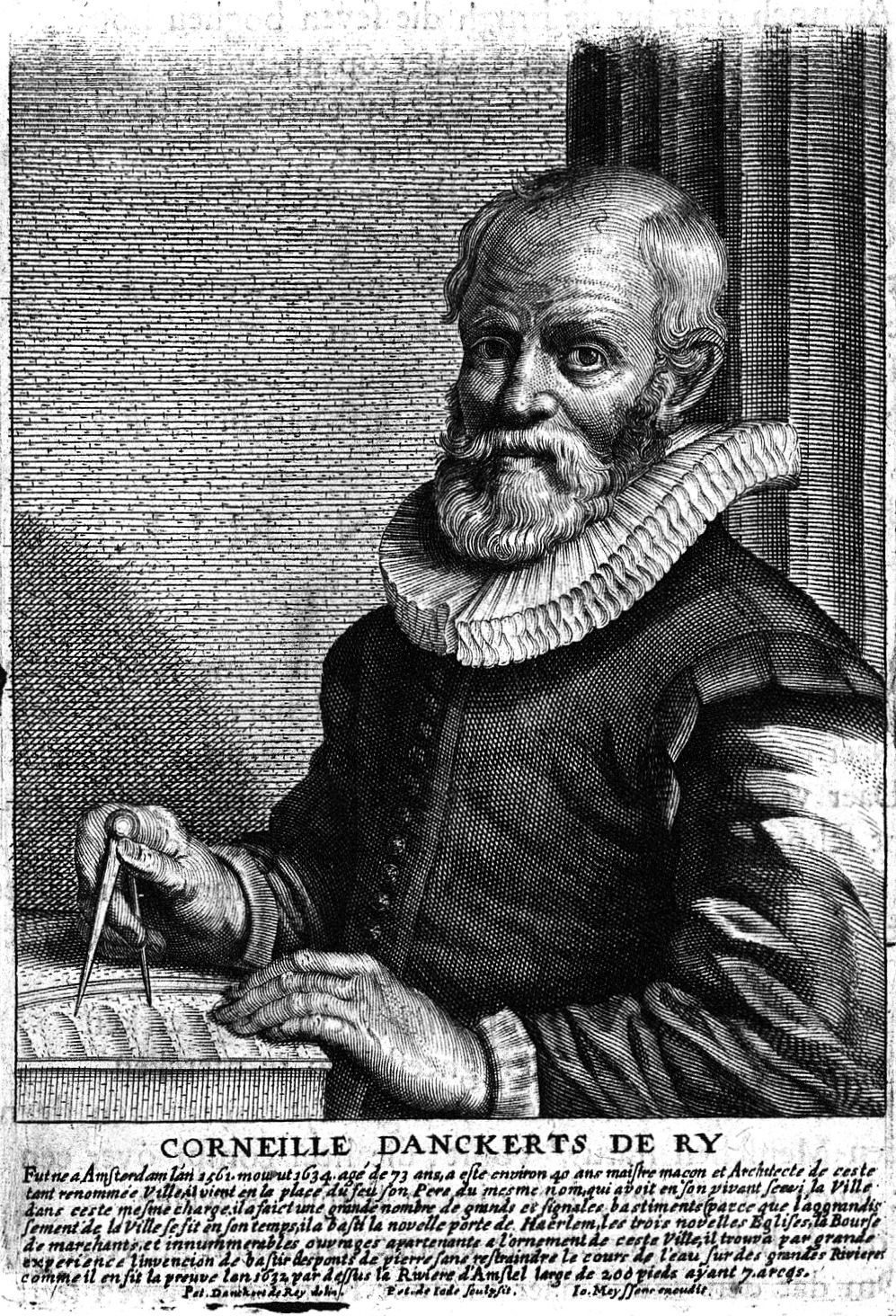
Cornelis Dankerts de Ry, página 447
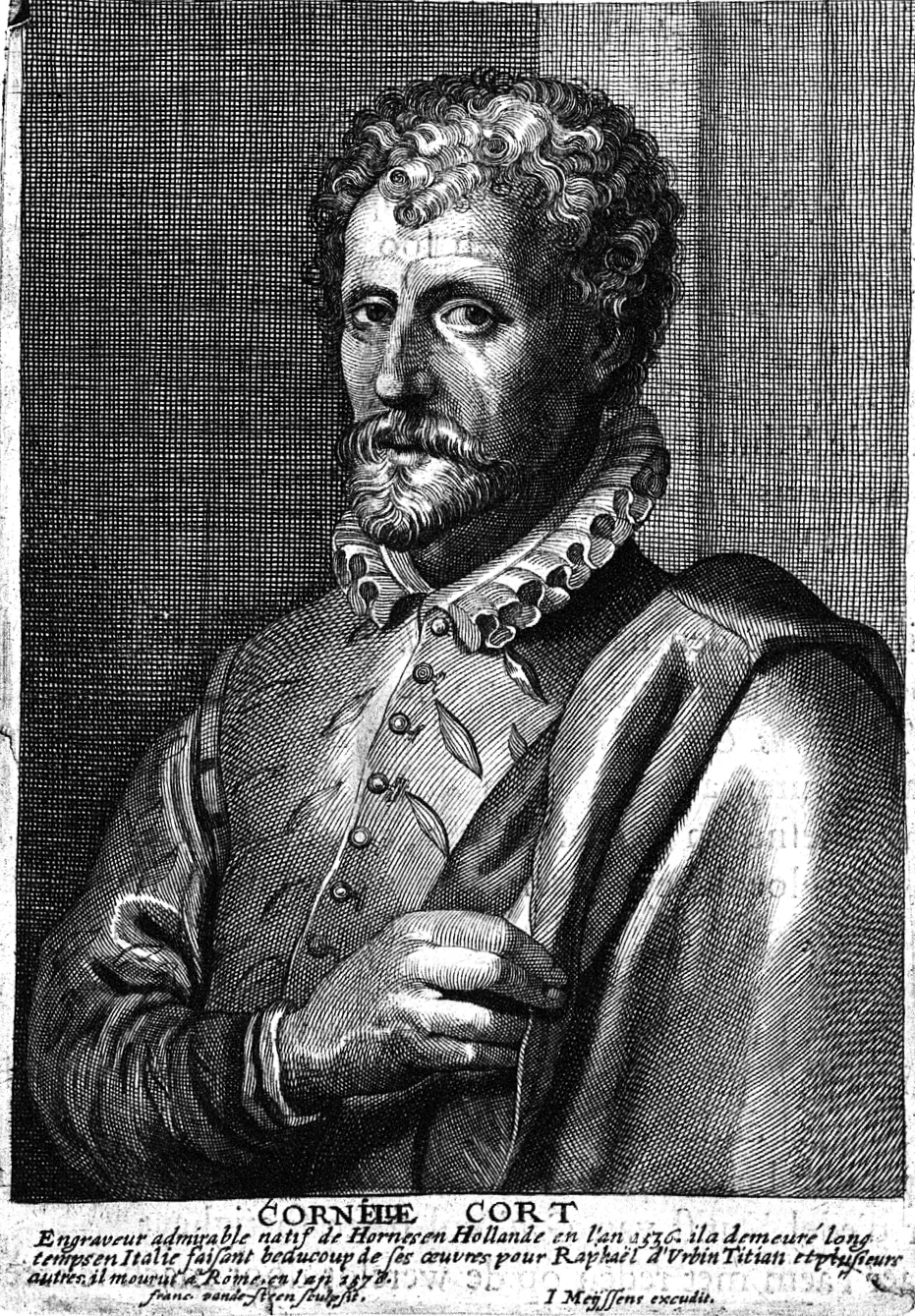
Cornelis Cort, página 451
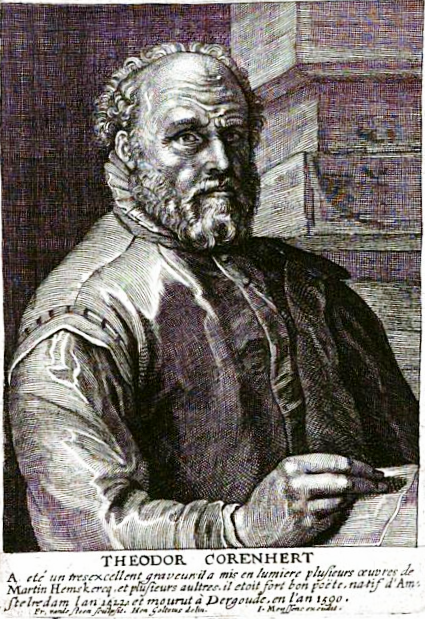
Dirk Coornhert, página 455
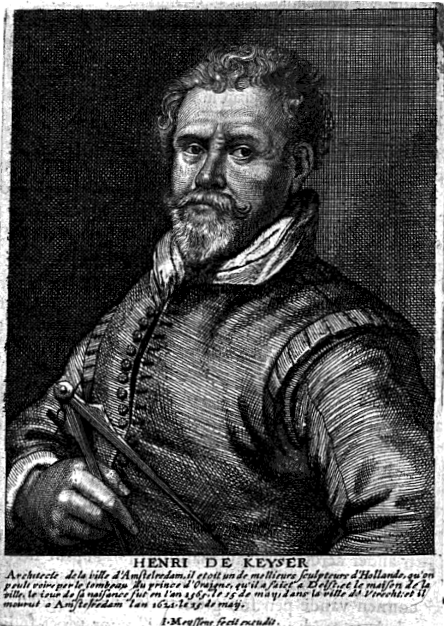
Hendrick de Keyser, página 459
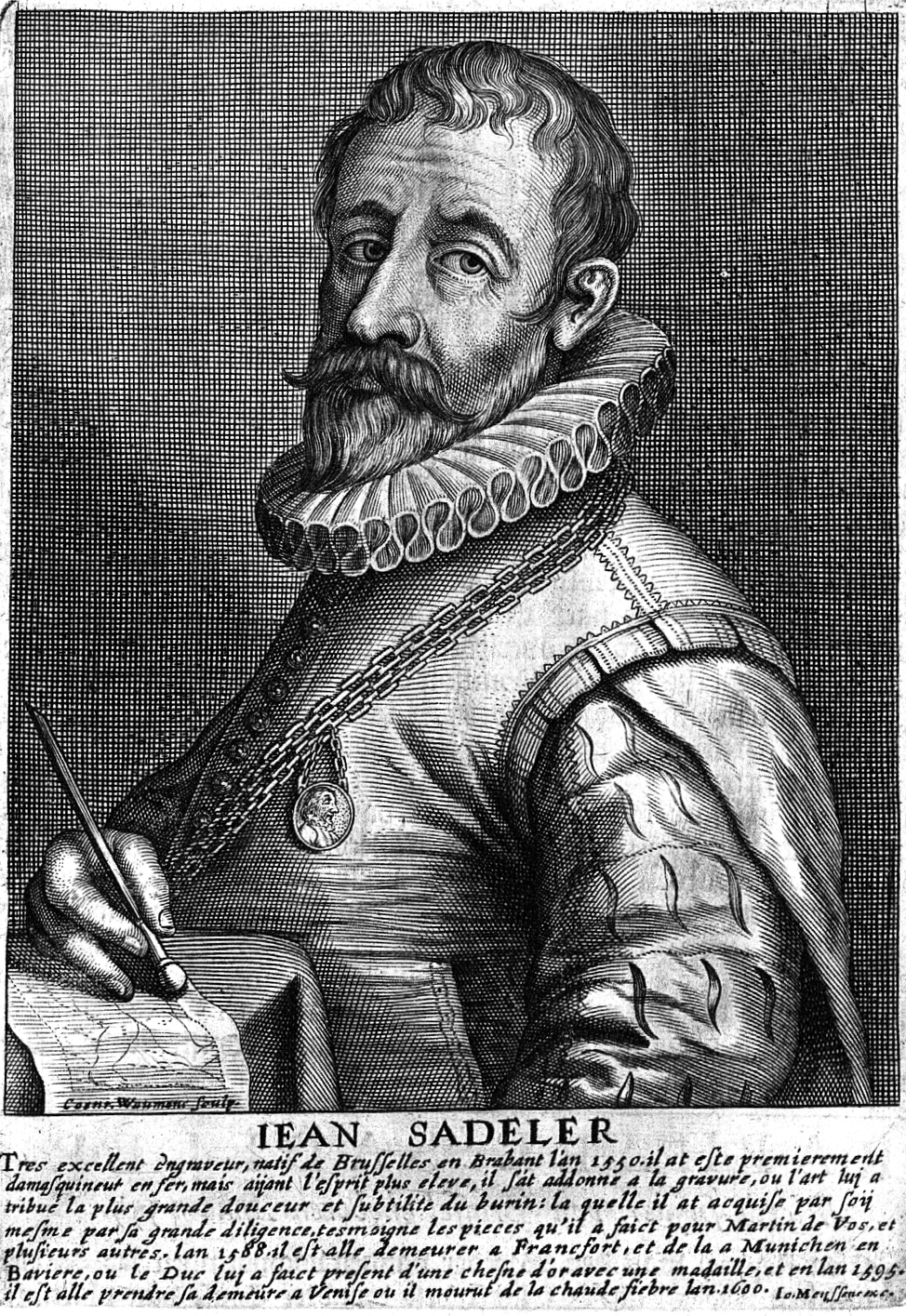
Jan Sadeler, página 463
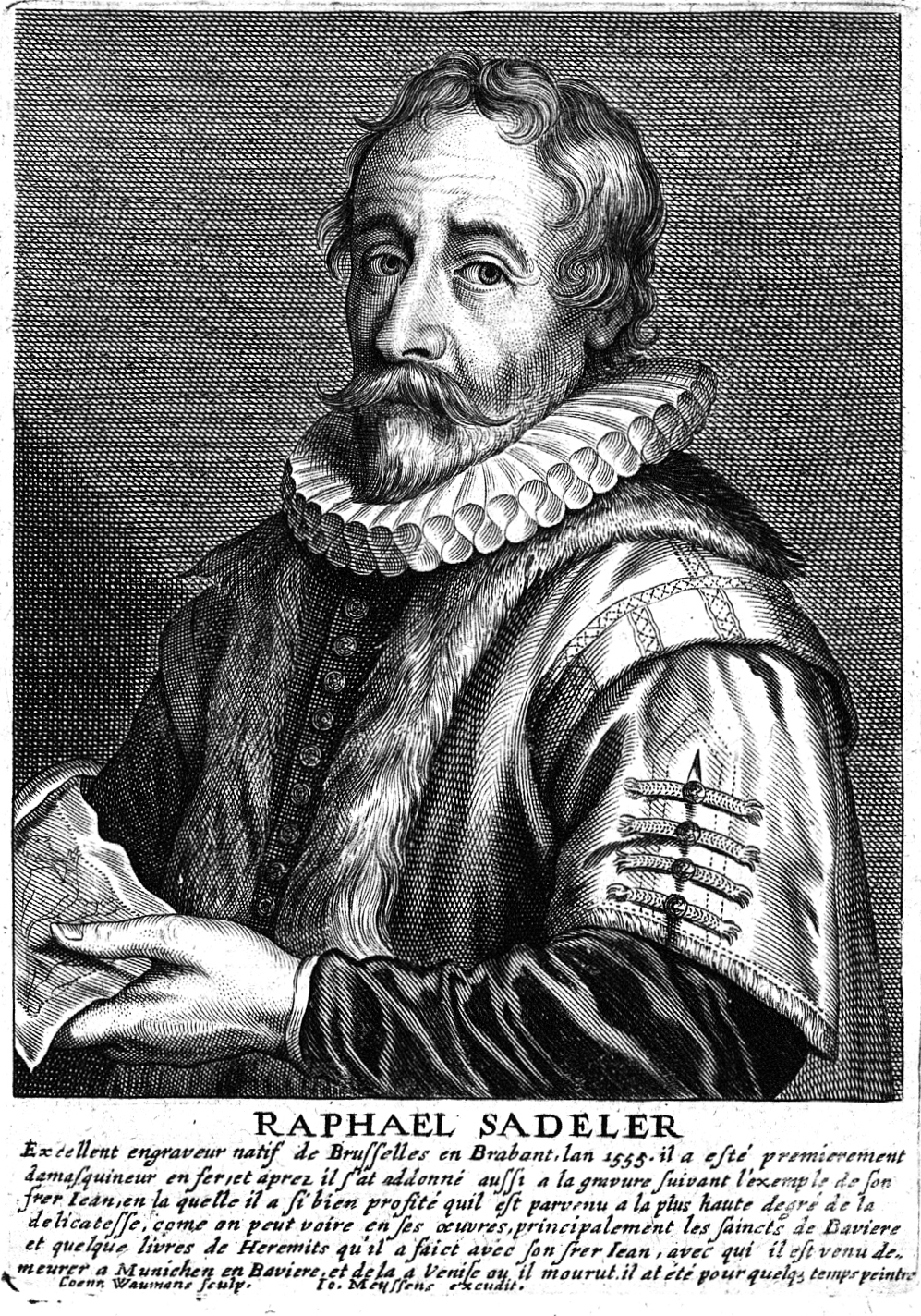
Raphael Sadeler, página 465
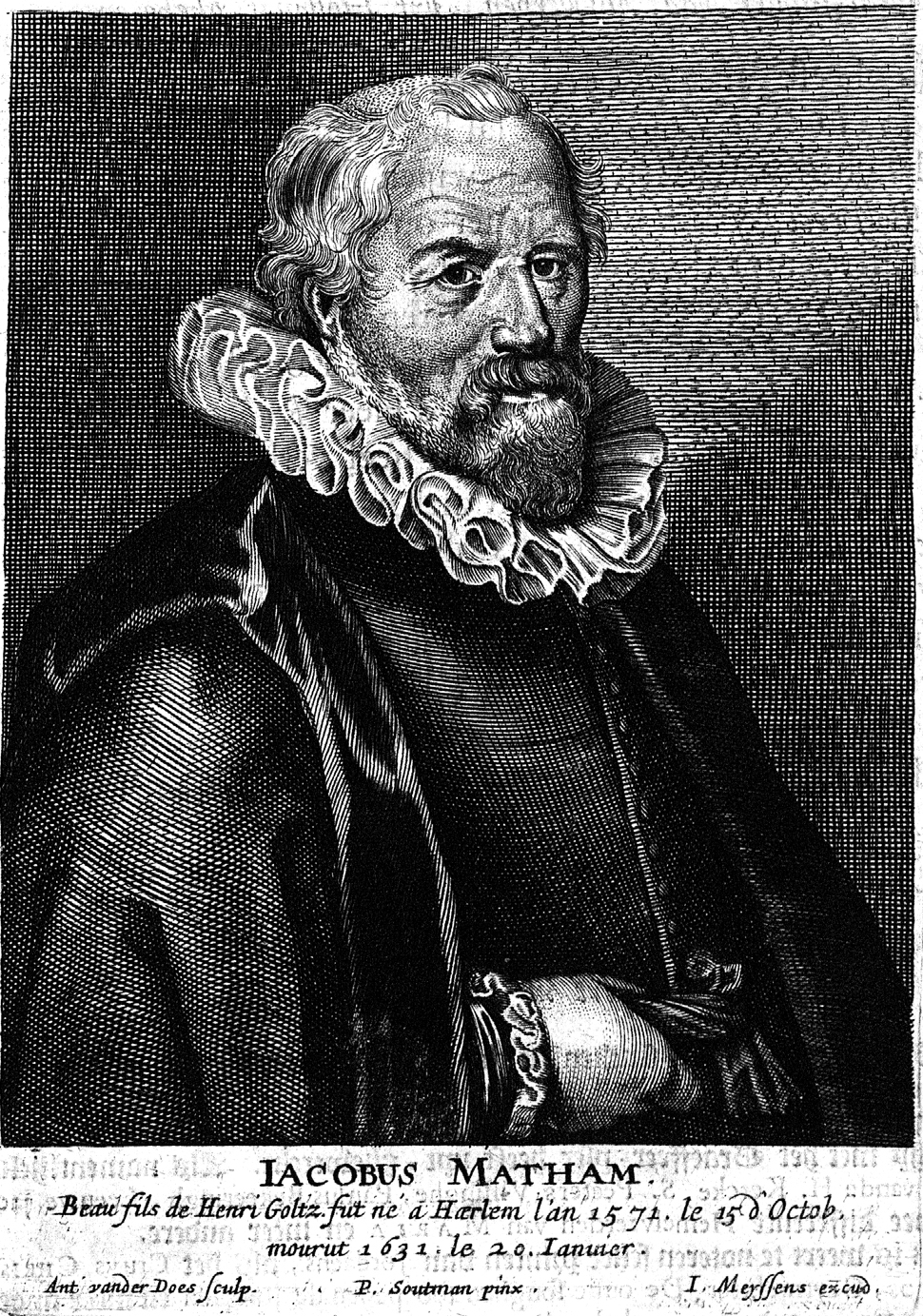
Jacob Matham, página 475
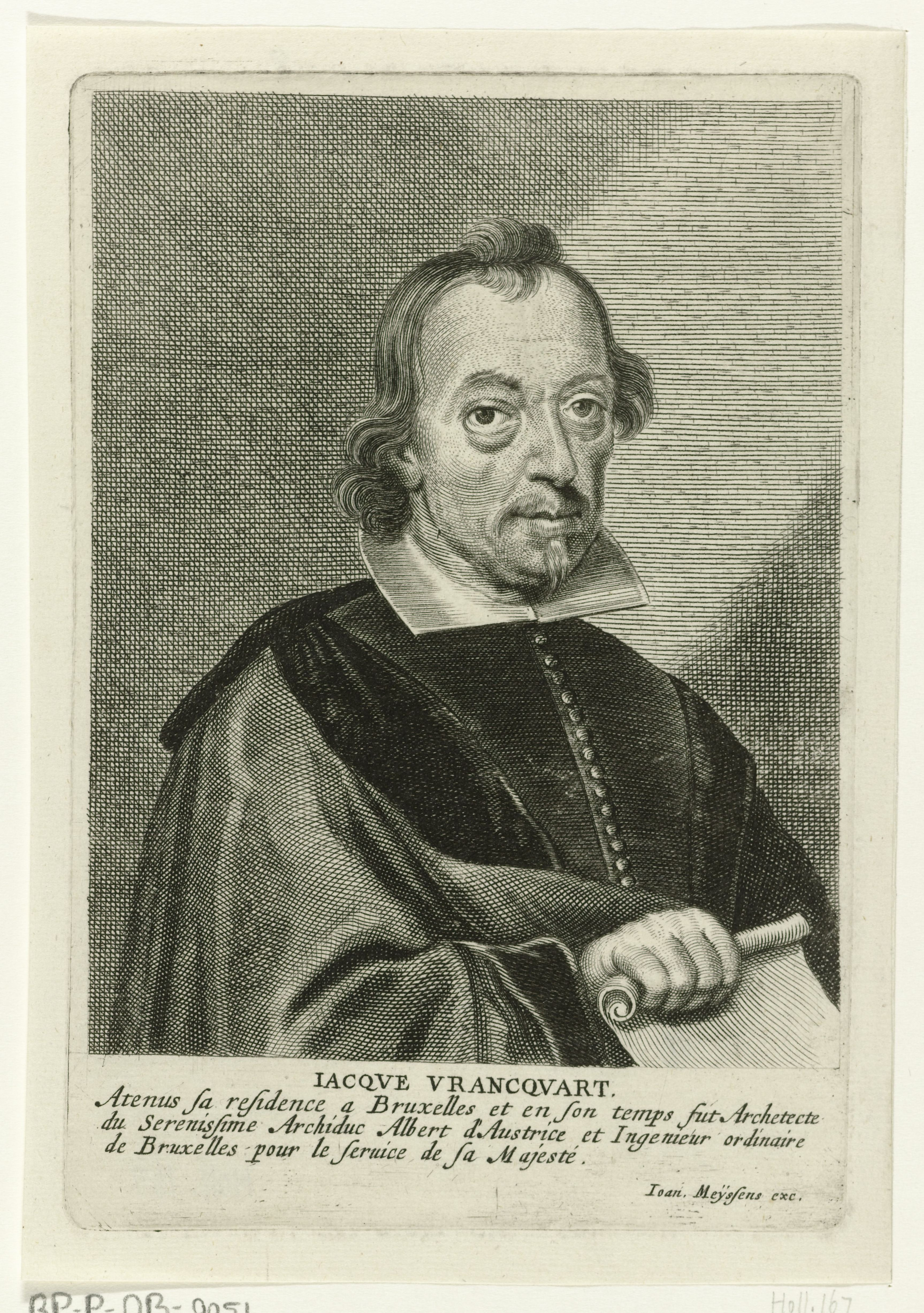
Jacob Franquart, página 479
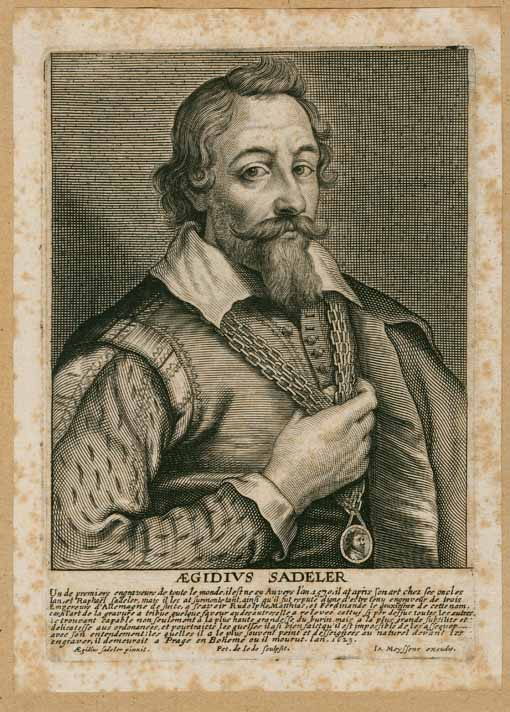
Aegidius Sadeler II, página 483
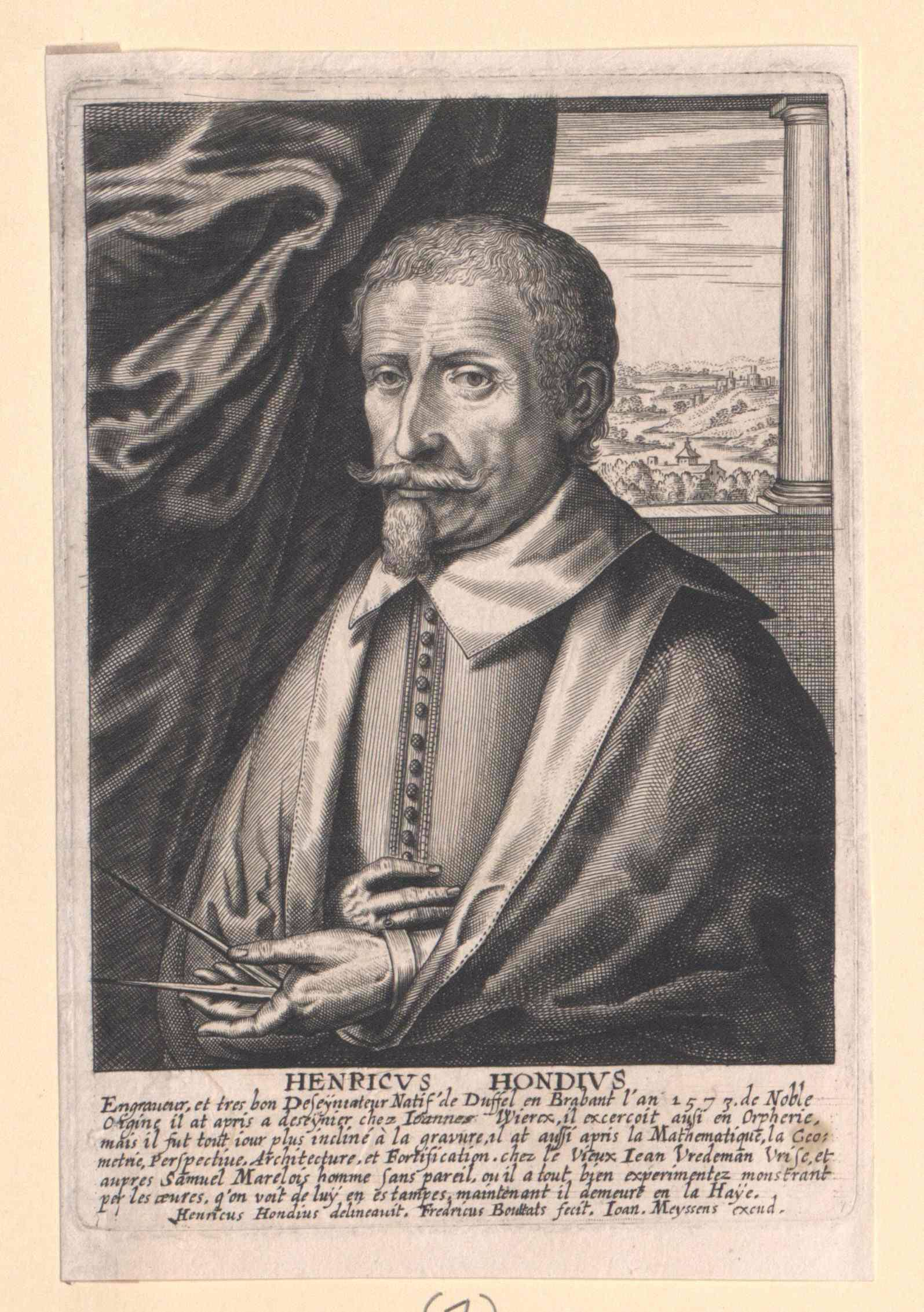
Hendrick Hondius, página 487
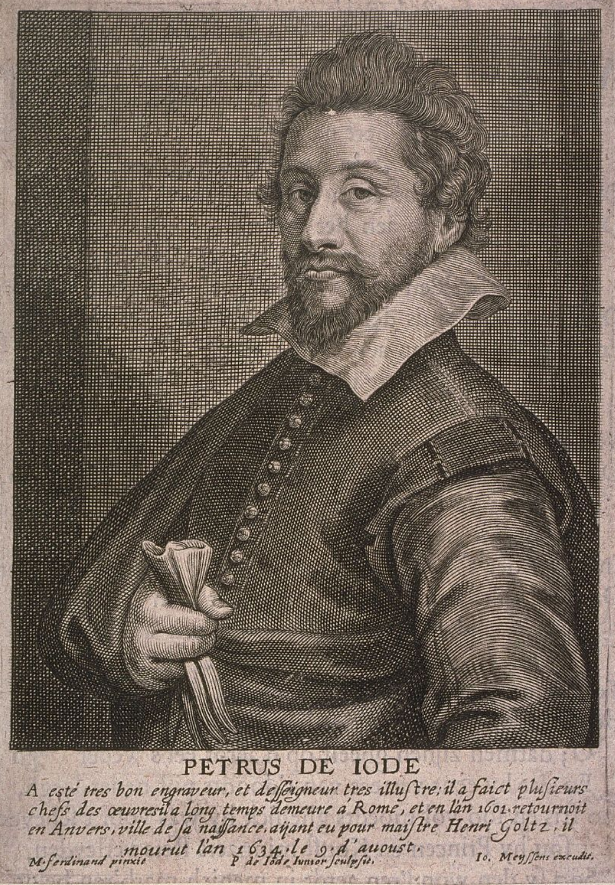
Pieter de Jode I, página 493
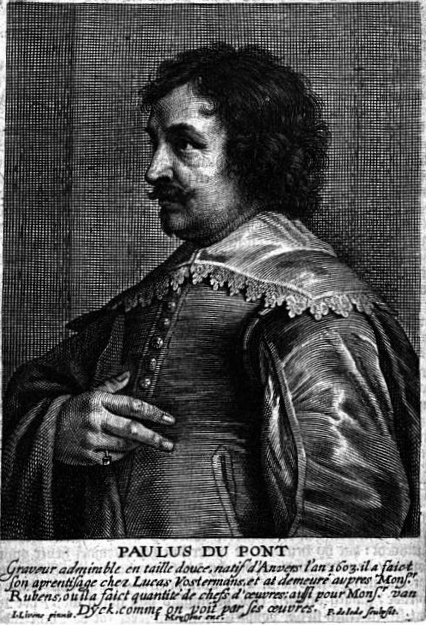
Paulus Pontius, página 497
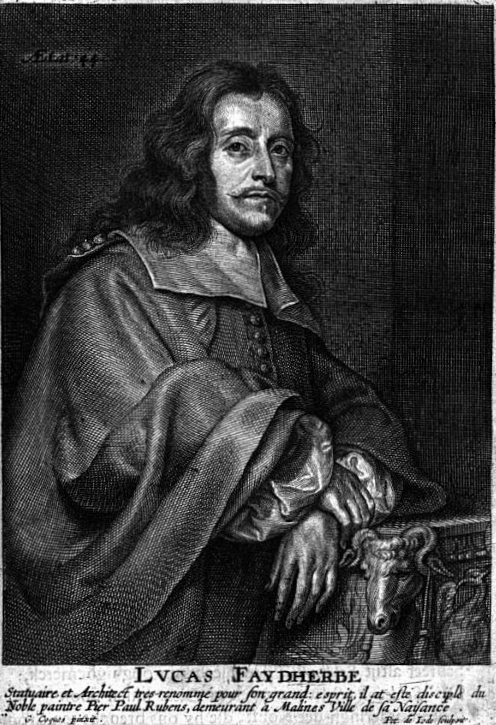
Lucas Faydherbe, página 499
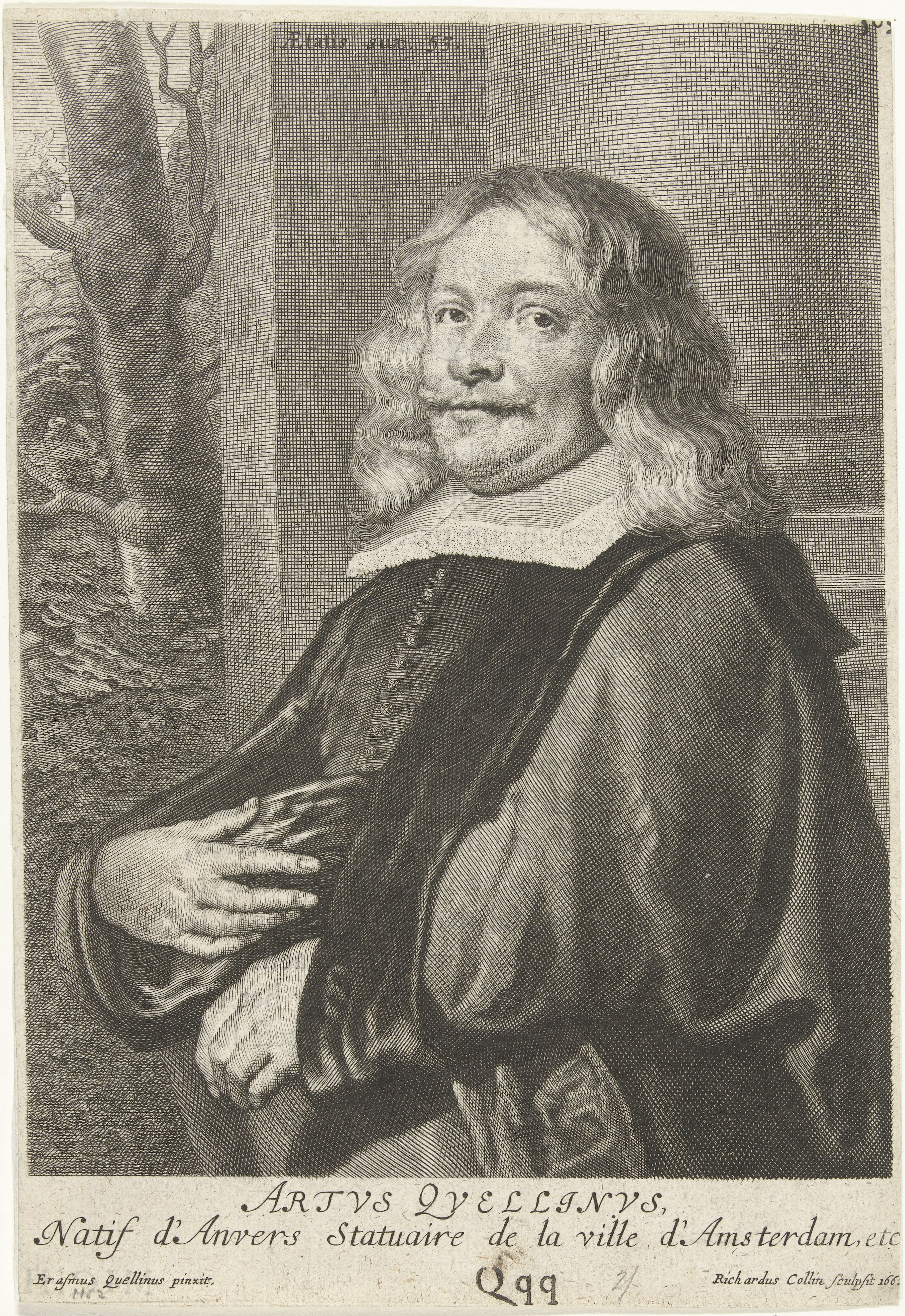
Artus Quellinus, página 505
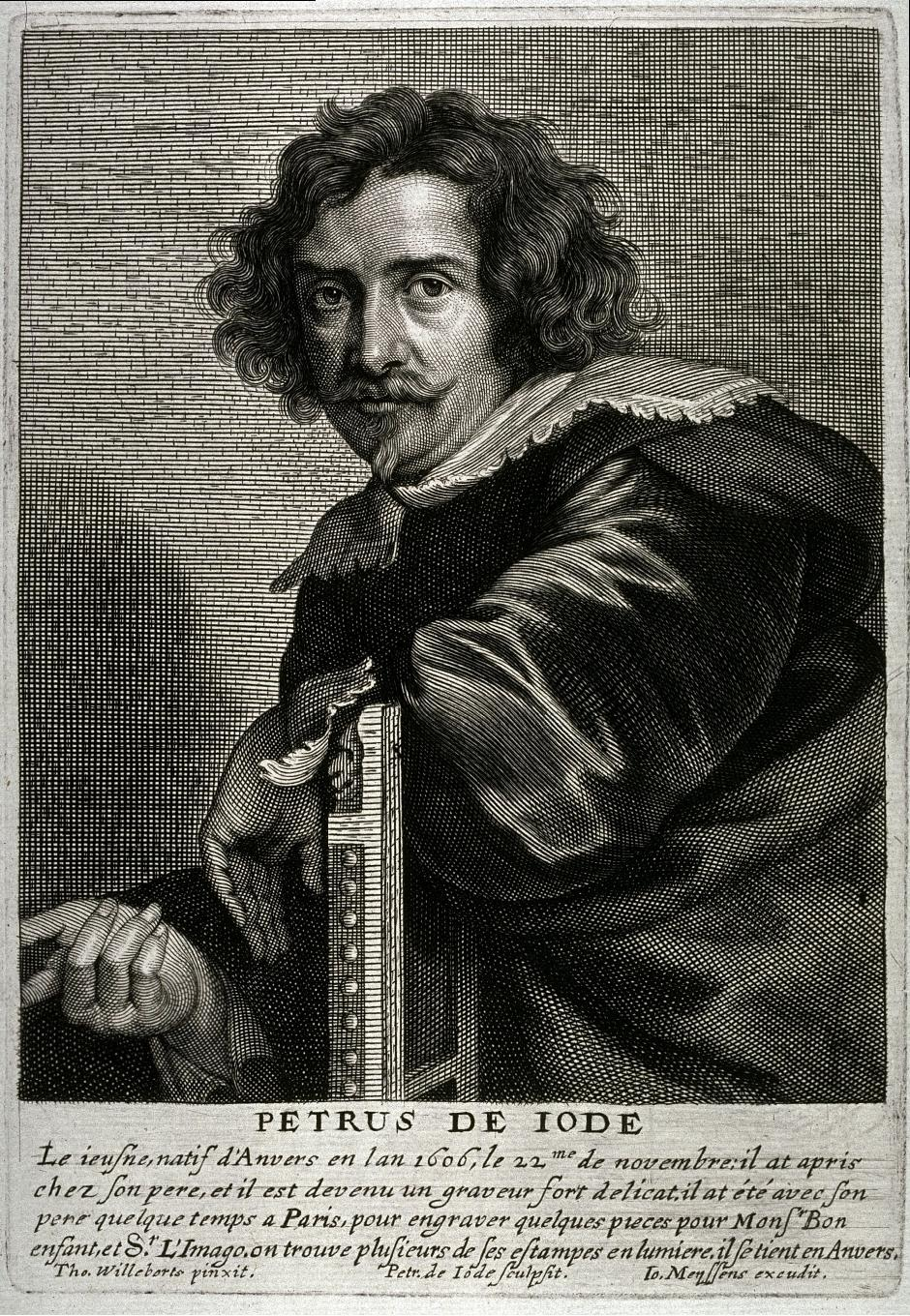
Pieter de Jode II, página 511
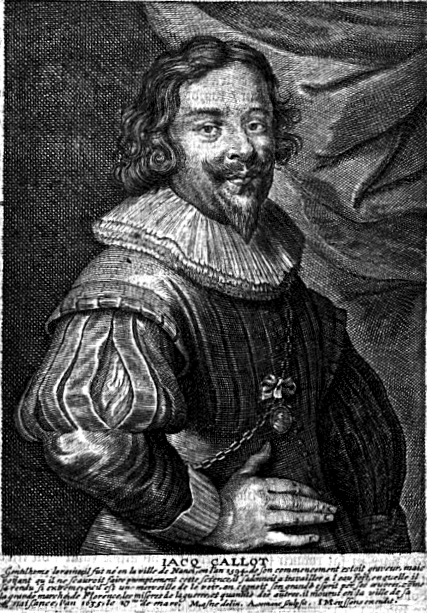
Jacques Callot, página 523
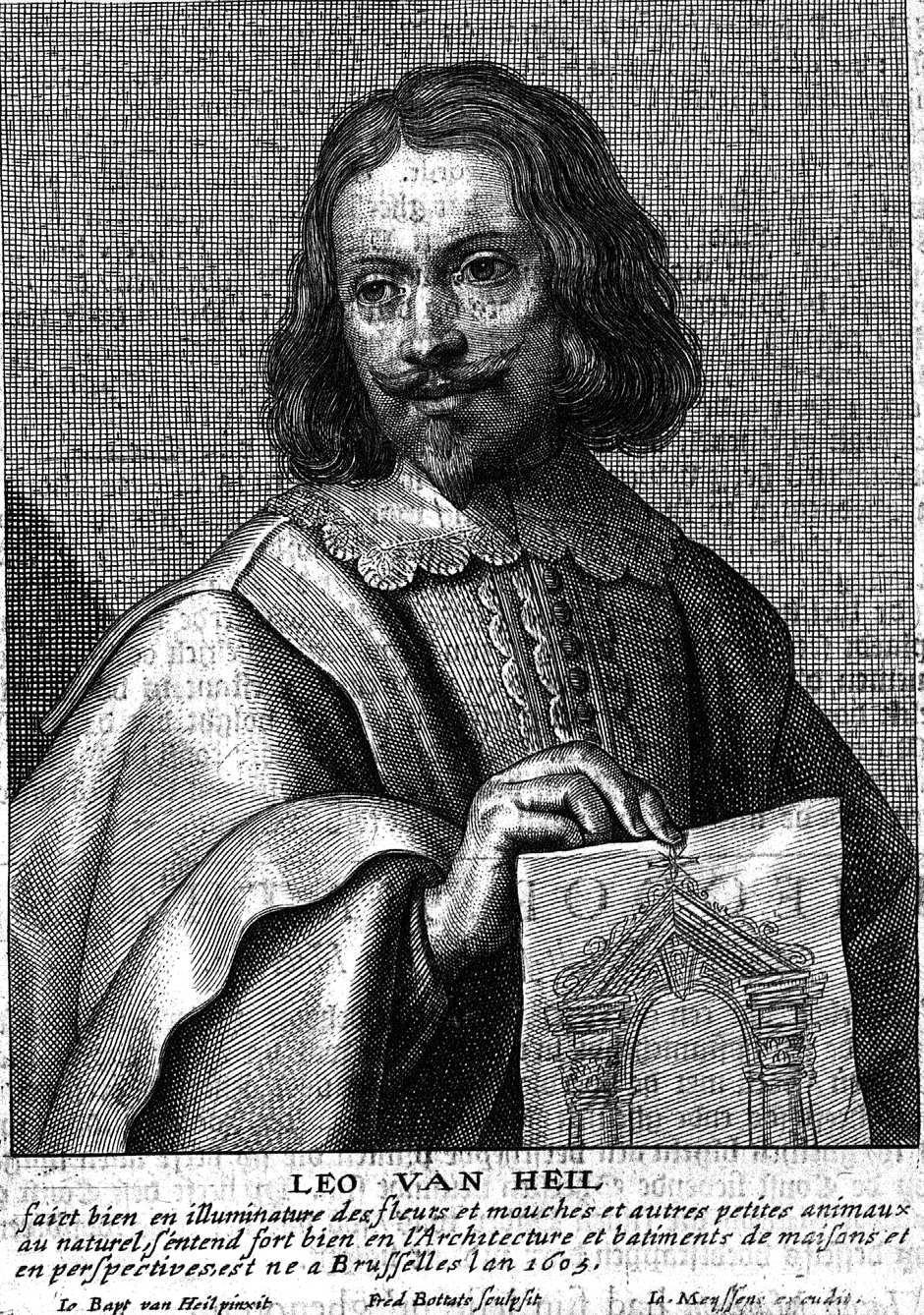
Leo van Heil, página 527
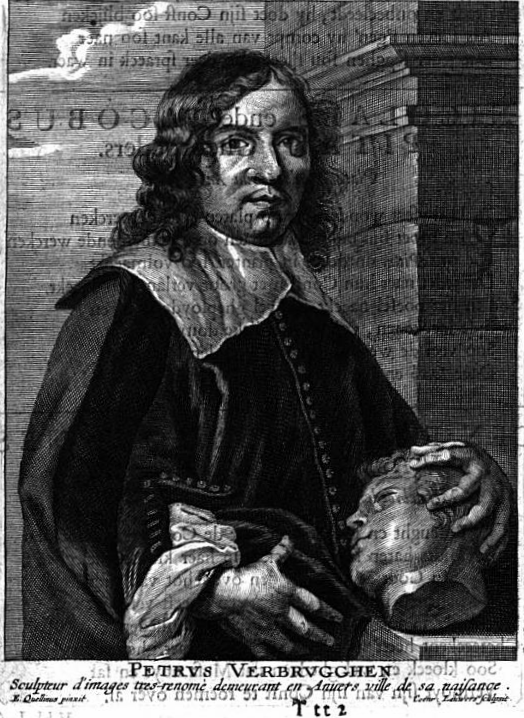
Petrus Verbrugghen, página 531
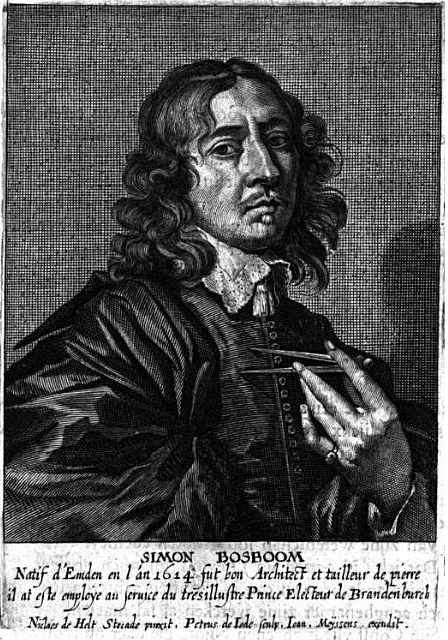
Simon Bosboom, página 547
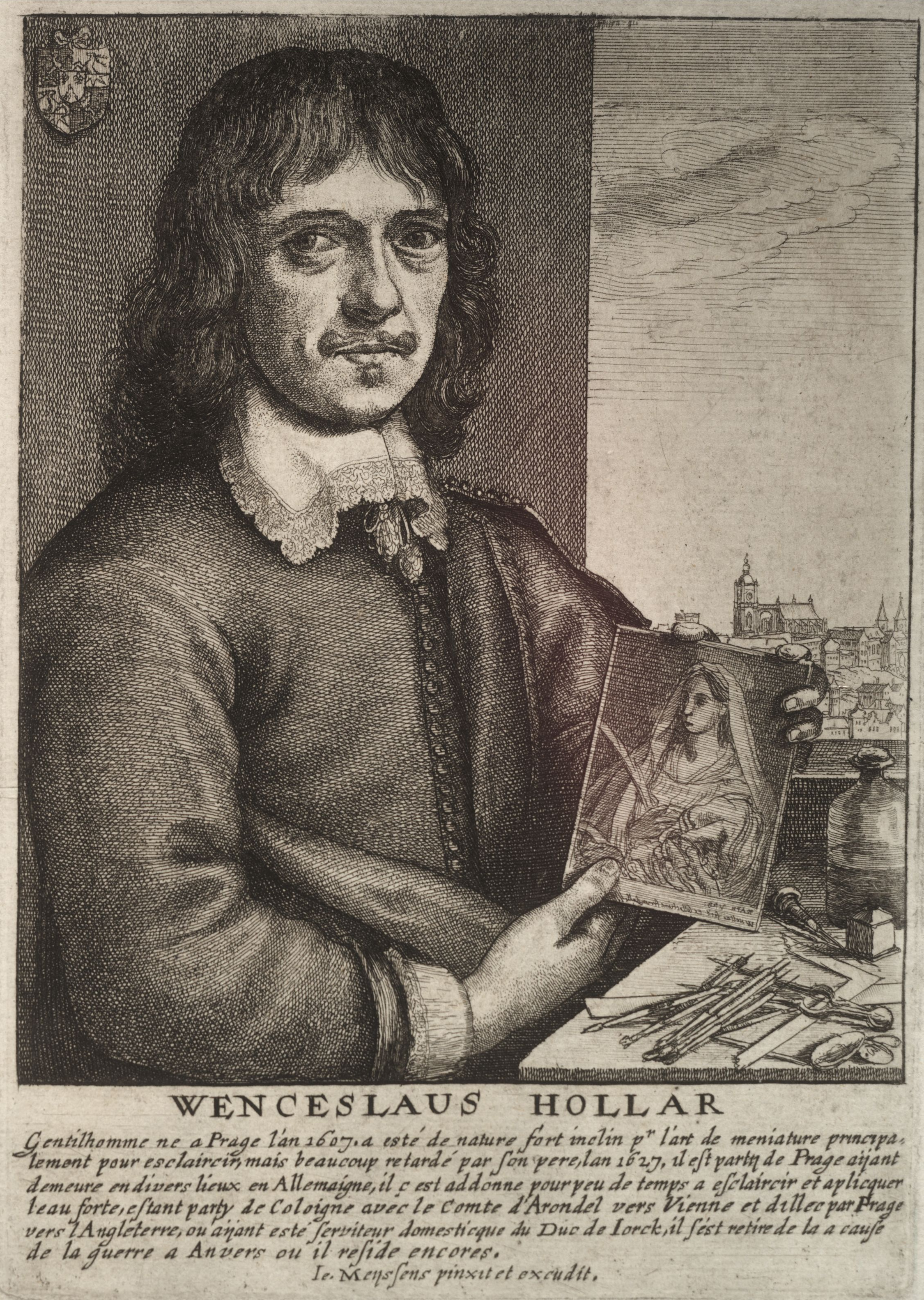
Wenceslaus Hollar, página 551
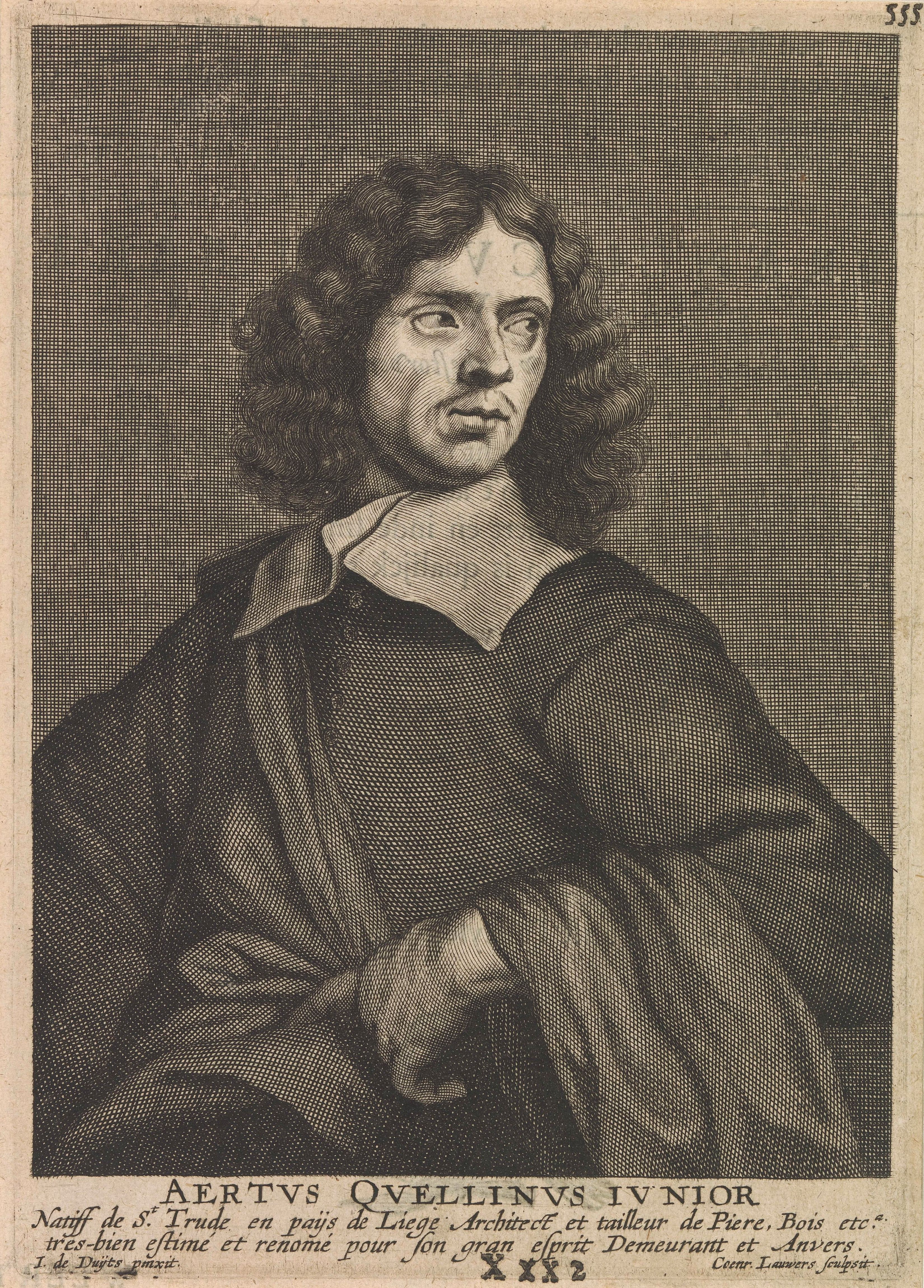
Artus Quellinus II, página 555
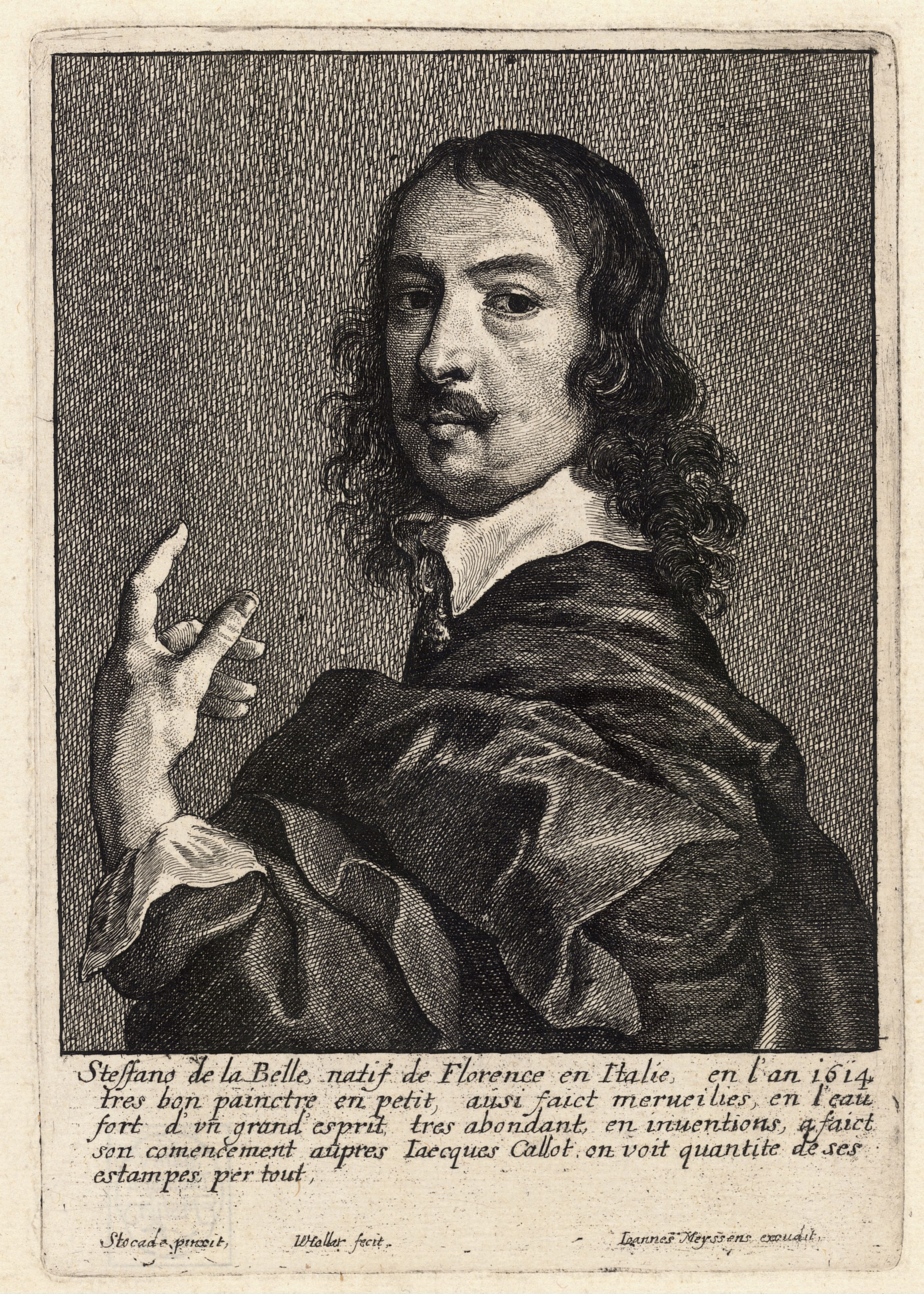
Stefano della Bella, página 561

| - François Duquesnoy p 442 - Bernini p 445 - Cornelis Danckerts de Ry p 446 - Johannes van Milder p 448 - Huybrecht vanden Eynden p 449 - Cornelis Cort p 450 - Theodoor Galle p 452 - Lucas Vorsterman I p 453 - Dirck Coornhert p 454 - Andreas Colyns de Nole p 456 - Carolus de Malleri p 456 - Robertus van Voors p 457 - Hendrik de Keyser p 458 - Claes Jansz. Visscher p 461 (nota en p. 524) - Jan Sadeler p 462 - Raphael Sadeler p 464 - Jacques du Broeuq p 472 - Jan Witdoeck p 473 - Nicolaes Lauwers p 473 - Jacob Matham p 474 - Boëtius à Bolswert p 476 - Schelte à Bolswert p 476 - Johannes Baptista Barbe p 477 - Jacques Francquaert p 478 - Cornelis Galle el Viejo p 480 - Cornelius Galle el Joven p 480 - Jeremias Valck p 481 - Claude Melan p 481 - Aegidius Sadeler II p 482 - Cornelis Bloemaert p 485 - Matthäus Merian (padre) p 485 - Hendrik Hondius p 486 - Egidius Rousselet p 490 - Robert Nantuel p 491 - Nicolas Loir p 491 - Pieter de Jode I p 492 - Jan Cardon p 494 - Jean Le Pautre p 495 - Paulus Pontius p 496 - Jan Saenredam p 498 - Lanfan p 499 - Lucas Faydherbe p 500 | - Michiel Lane p 502 - Alexander del Garde p 503 - Artus Quellinus p 504 - Michiel Natalis p 507 - Bertholet Flémal p 507 - Abraham Bosse p 508 - Perelle p 509 - Gerard van Opstal p 509 - Pieter de Jode II p 510 - Sebastiaen de Neve p 512 - M Koesel p 512 - Guiliam Gabron p 517 - Charles Emanuel Biset p 518 - Johan Wierix p 520 - Hieronymus Wierix p 520 - Antonius Wierix p 520 - Charles Errard p 520 - François Polly p 521 - Nicolaes Polly p 521 - Jacques Callot p 522 - Leo van Heil p 526 - Lenaert van Orley p 528 - Theodor Matham p 528 - Peter vander Willighe p 529 - Peeter Verbruggen p 530 - Nicolas Pitau p 532 - Jacobus Pitau p 532 - Johannes van der Borght p 532 - Villamena p 533 - Simon Bosboom p 546 - Peeter van Schuppen p 548 - Francesco Fanelli p 549 - Wenceslaus Hollar p 550 - Franciscus vander Steen p 552 - Lucas Vorsterman II p 553 - Jacob Neefs p 553 - Artus Quellinus II p 554 - Franciscus Du Sart p 556 - Anna Maria van Schurman p 557 - Catharina Peeters p 558 - Johanna Vergouwen p 558 - Stefano della Bella p 560 - Coenrard Lauwers p 562 |